# Masque
Pour les articles homonymes, voir Masque (homonymie).

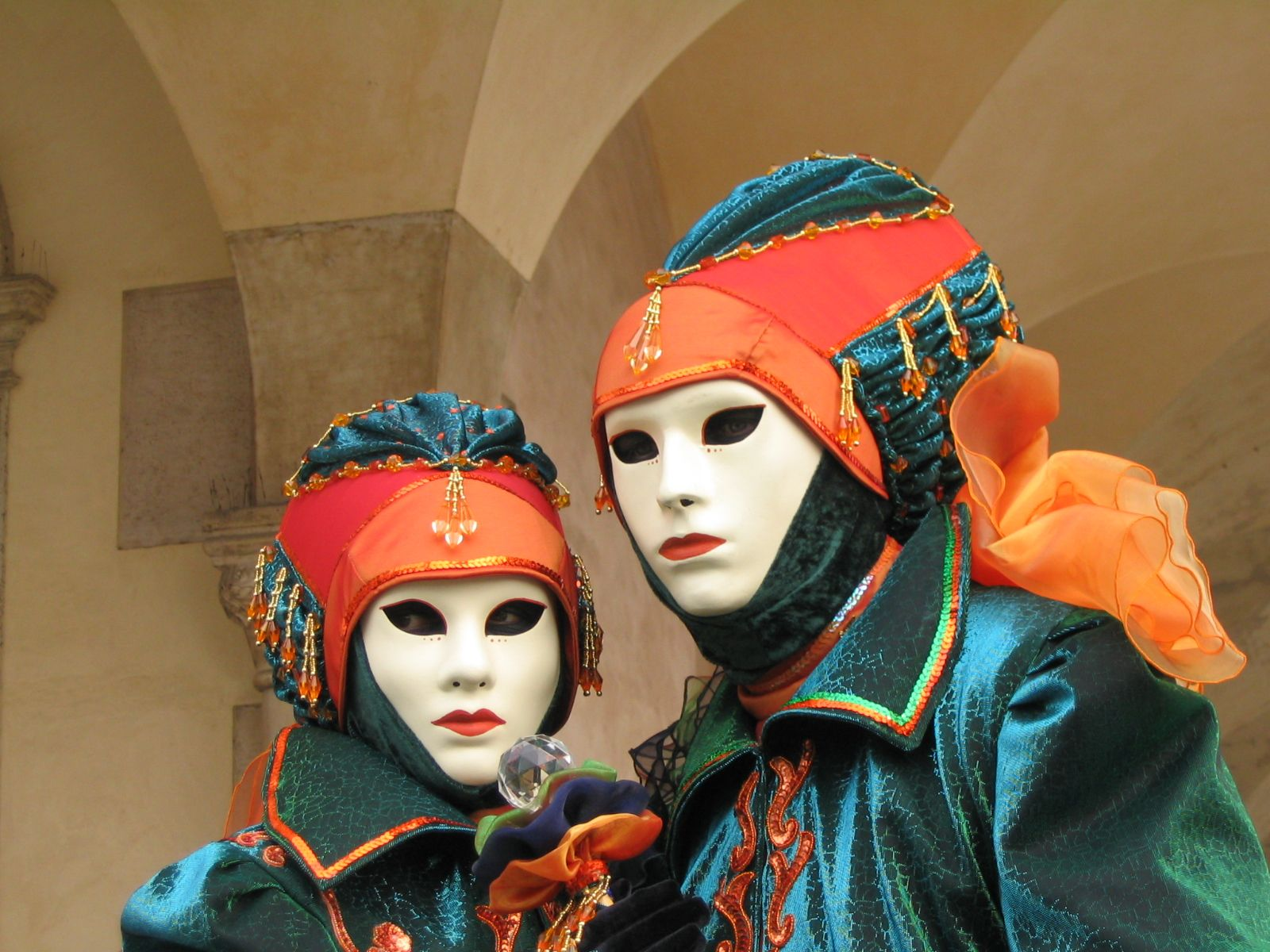
Masques au Carnaval de Venise (avec bauta).

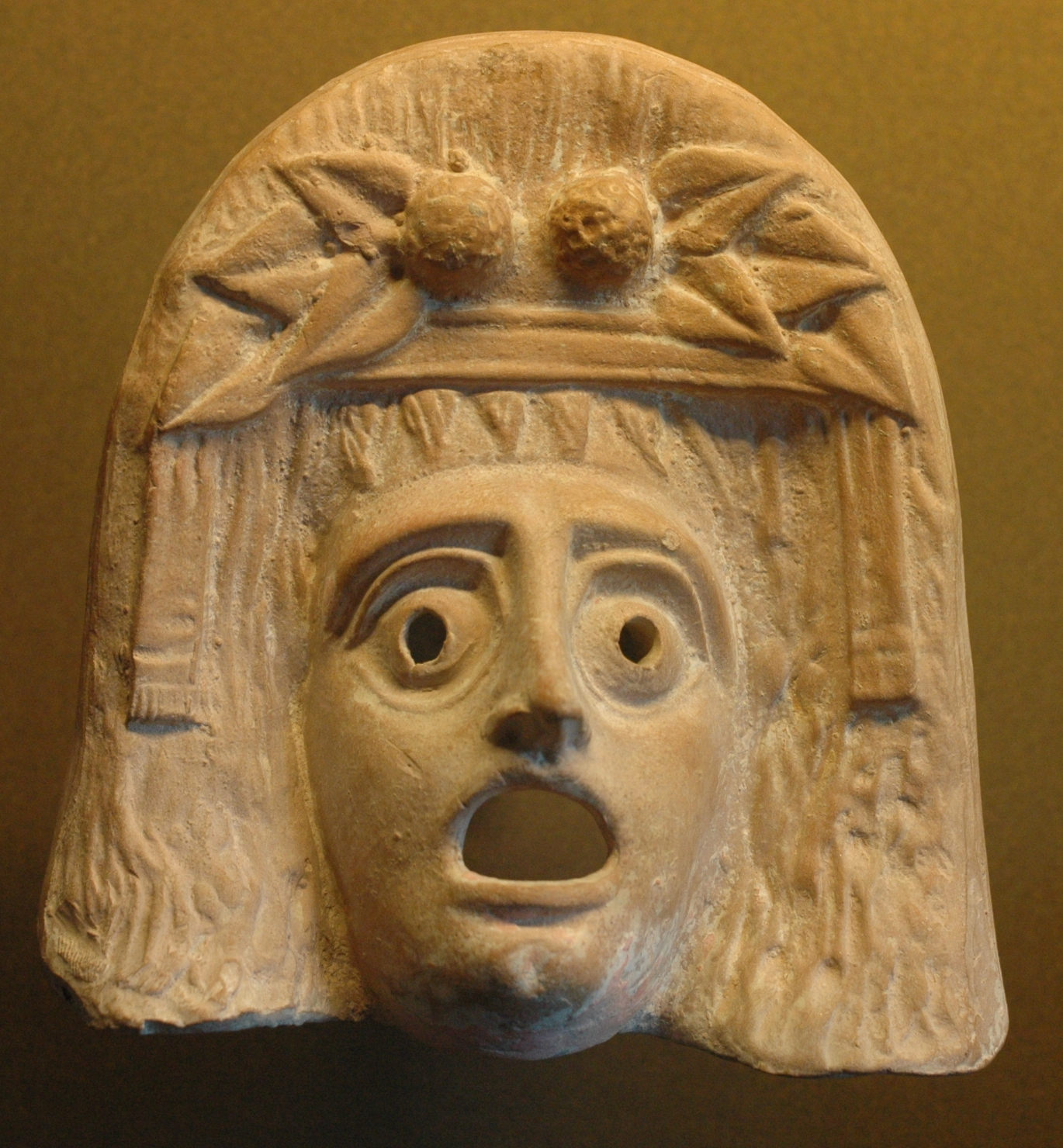
Masque de Dionysos.

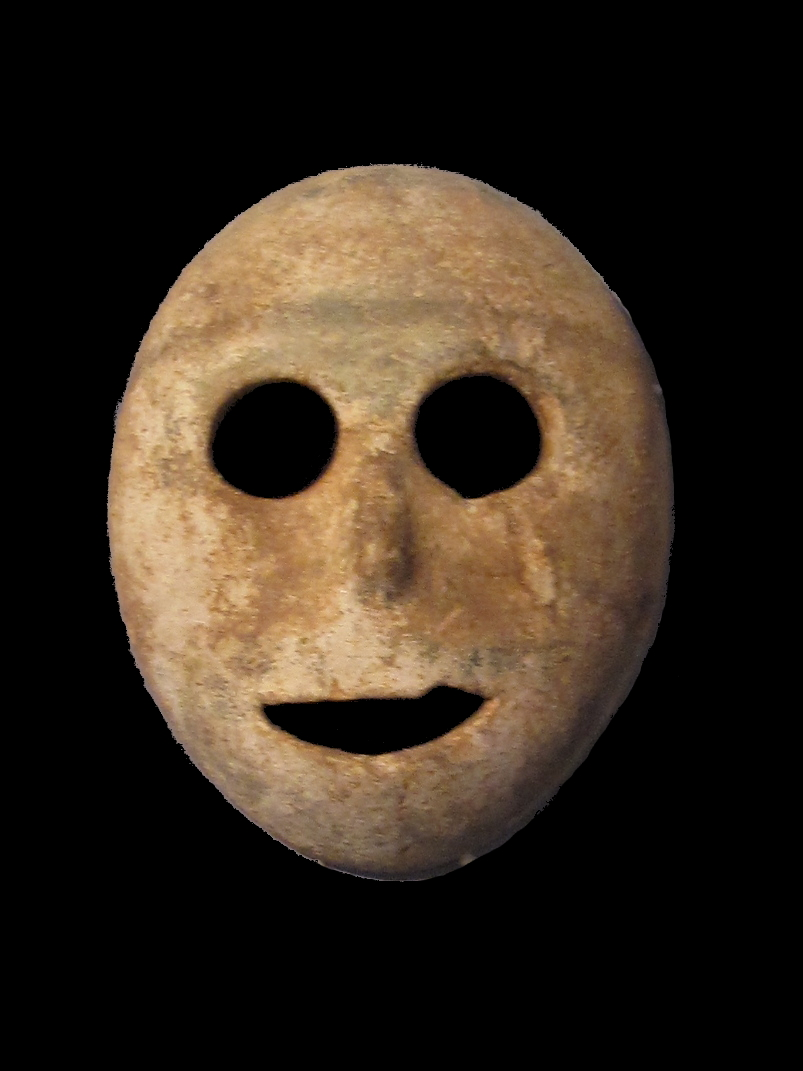
Masque de pierre néolithique, vers 7000 avant notre ère (Musée Bible et Terre Sainte, Paris).

Le masque, destiné à protéger, dissimuler, représenter ou imiter un visage, assure de nombreuses fonctions, variables selon les lieux et l'époque. Simple protection, simple divertissement ou associé à un rite, œuvre d'art ou produit normalisé, il se retrouve sur tous les continents. Il est tantôt associé à des festivités (Halloween, Mardi gras), tantôt à une fonction (chamanisme, relique funéraire). Il peut aussi représenter des animaux tels que le chat représentant dans certains pays l'indépendance. 

## Fonction esthétique / ludique

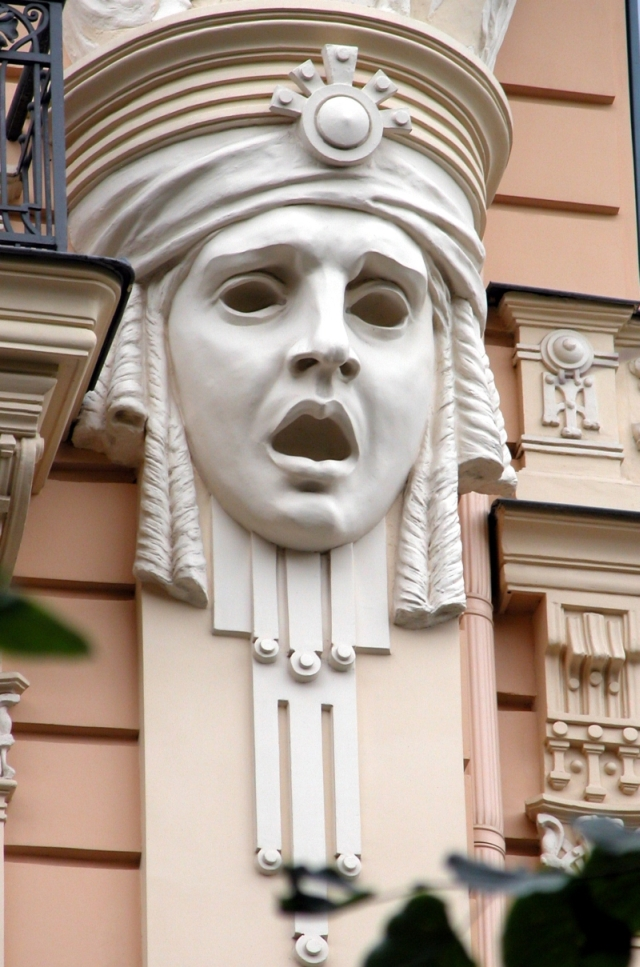
Masque ou mascaron Art Nouveau, Riga.

Le masque, même lorsqu'il n'y exerce pas son rôle principal, constitue lui-même une œuvre d'art en tant qu'il est fait de recherches formelles. Des artistes comme Auguste Rodin ou Jean Carriès en sculptent ainsi sans leur impartir une autre fonction. Des masques originellement dévolus à des pratiques magiques ou mystiques inspirent également des peintres comme Georges Braque et Pablo Picasso au début du XXe siècle. Néanmoins, le masque apparaît souvent comme l'élément d'un costume, un accessoire destiné à changer l'allure de son porteur. Sa signification se précise alors à la lumière d'événements particuliers, comme le théâtre ou la fête.
- Des masques de théâtre, comme pour le théâtre grec antique et son héritier le théâtre latin, le théâtre masqué balinais, la commedia dell'arte et ses masques / personnages, le nô japonais.
- Des masques purement ludiques comme la bauta vénitienne en est un des plus célèbres. En cachant son visage aux personnes qu'il rencontre, le masque autorise son porteur à jouer un rôle tout différent de sa propre personnalité, avantage notamment recherché à l'occasion des carnavals et bals masqués. Ils peuvent aller du simple loup aux constructions les plus élaborés , en cuir, en papier mâché, en bois, peints, ornés de plumes et de joyaux.
- Le masque de catcheur, devenu symbole du catch, surtout utilisé par les catcheurs mexicains (luchadores) pour lesquels cacher son visage avec un masque est une tradition.

Il est à noter qu'en Europe, il fut à la mode du XVIe au XVIIe siècle pour les dames de condition de sortir masquées, par exemple en portant un visard pour se protéger du soleil.
En architecture, masque se dit aussi des représentations de visages d'homme ou de femme, dont on se sert dans les ornements de sculpture et de peinture. Le mascaron, de même racine, désigne plutôt les visages grimaçants ou menaçants, à valeur supposée apotropaïque.

## Masque de protection
- Équipement de protection individuelle (EPI) :
  - masque de protection - masque de protection FFP (utilisés aussi à titre médical)
  - masque chirurgical et autres masques médicaux
  - masques et demi-masques[Quoi ?] (jetables ou réutilisables)
  - masque à gaz
  - masque à oxygène
  - masque anti-mouches
  - casque de soudure
  - lunettes de protection...
  - masque anti-pollution

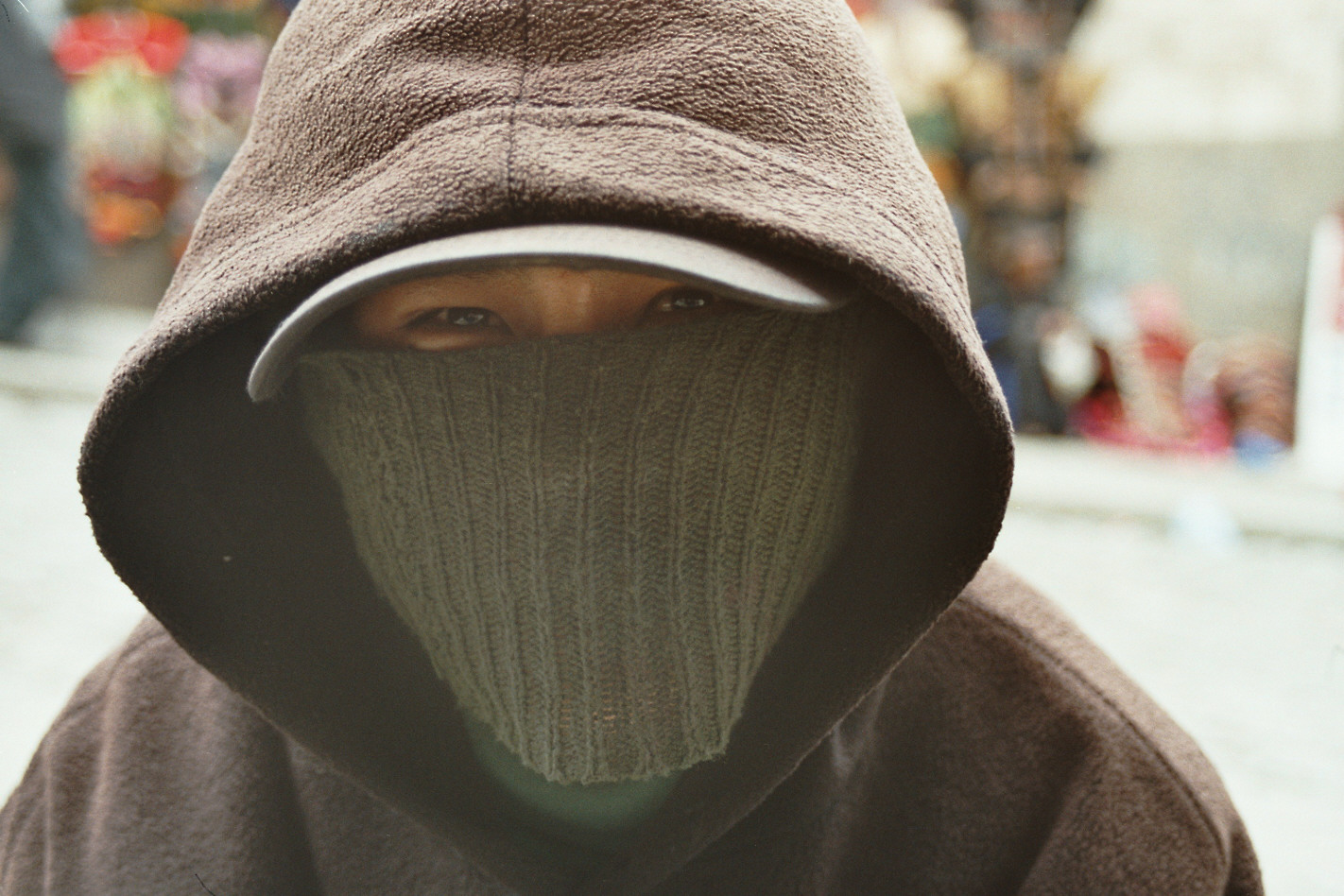
Cireur de chaussures à La Paz (Bolivie).
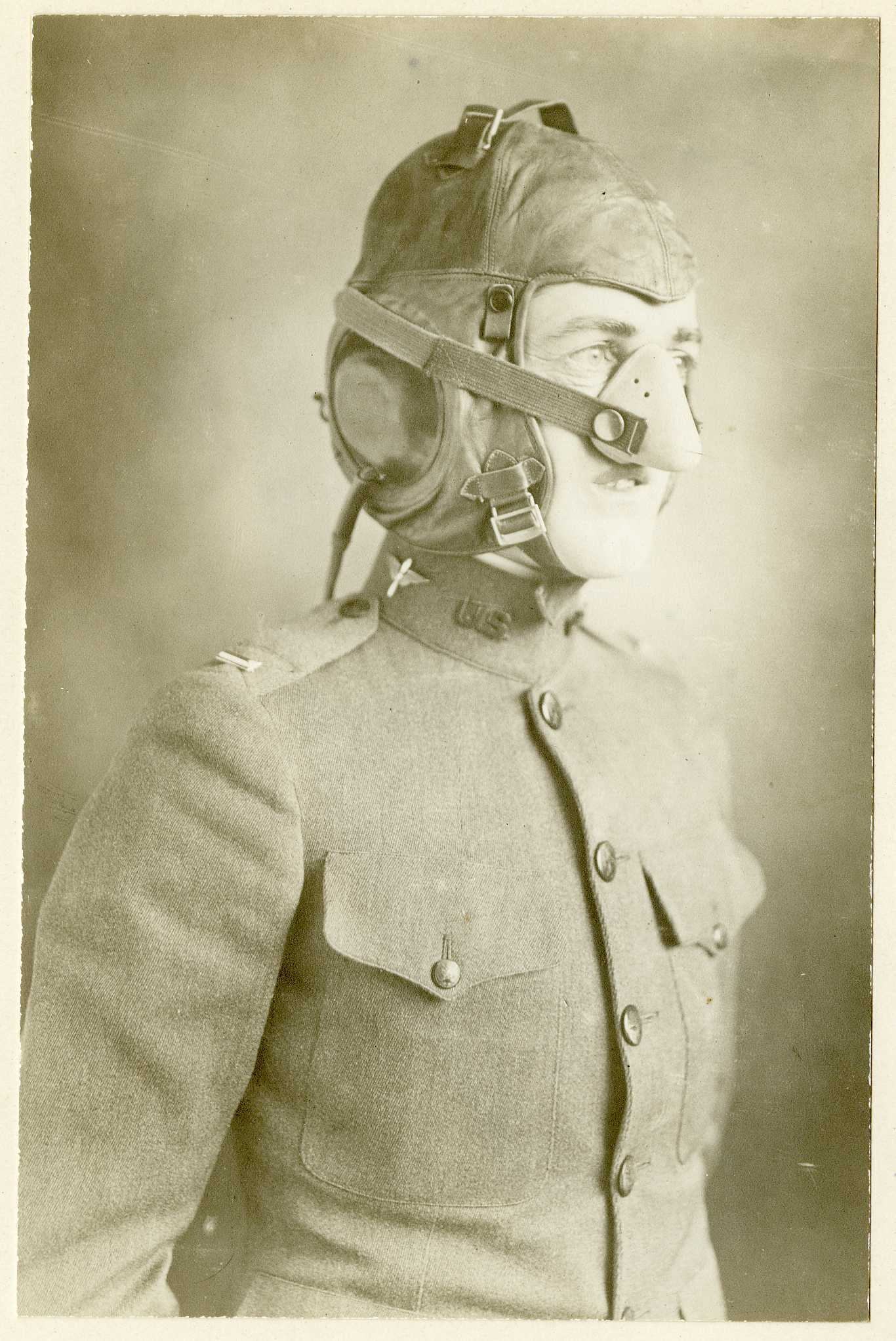
Masque à oxygène (pour aviateur), 1919, 1re guerre mondiale.
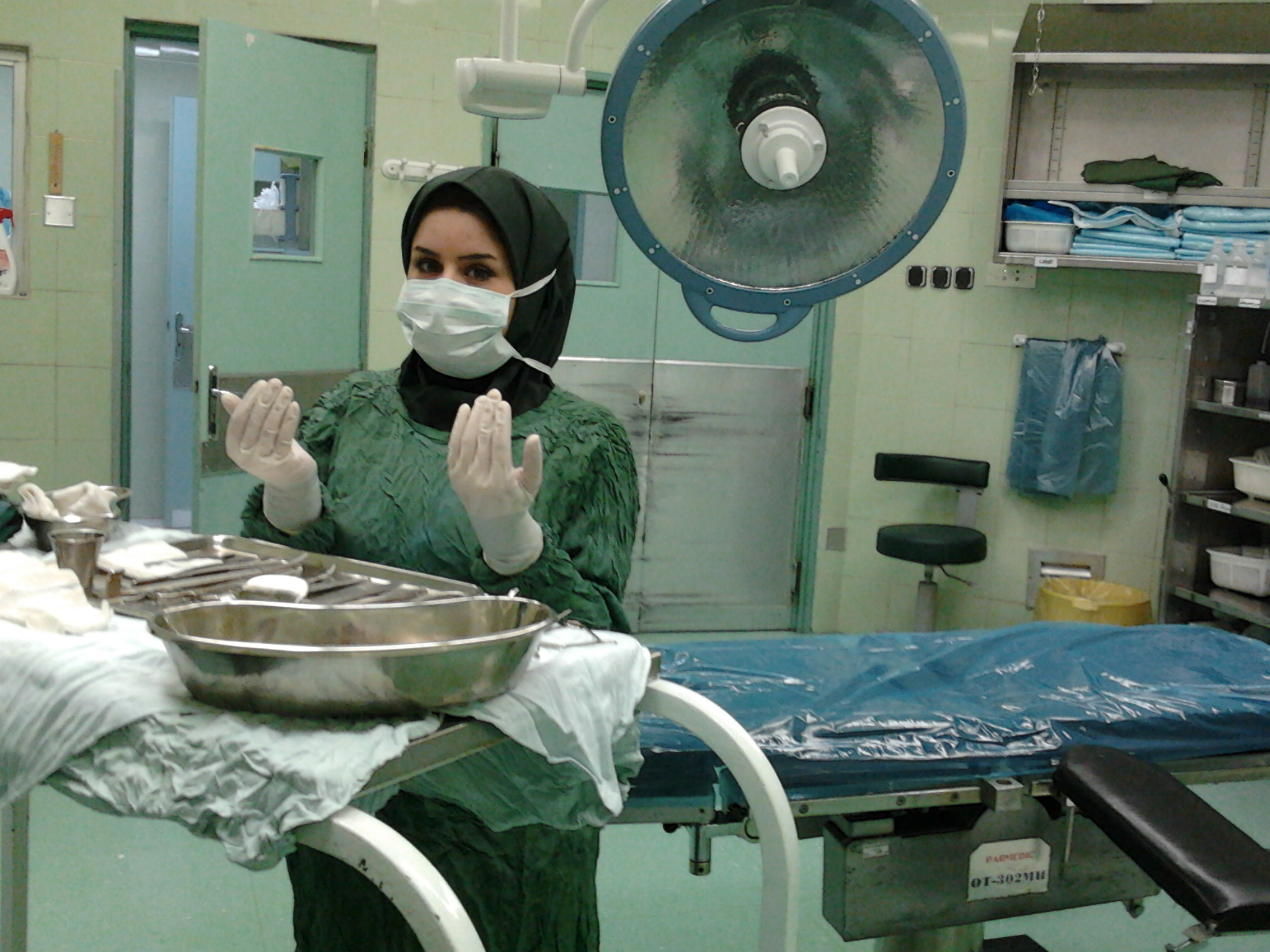
Technicienne iranienne de chirurgie avec masque chirurgical.
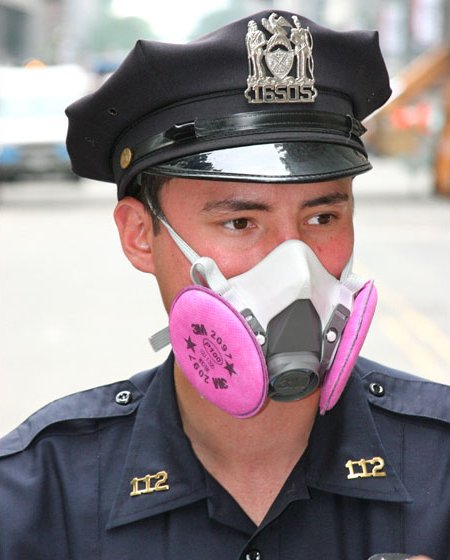
Policier new-yorkais portant un masque filtrant de protection.
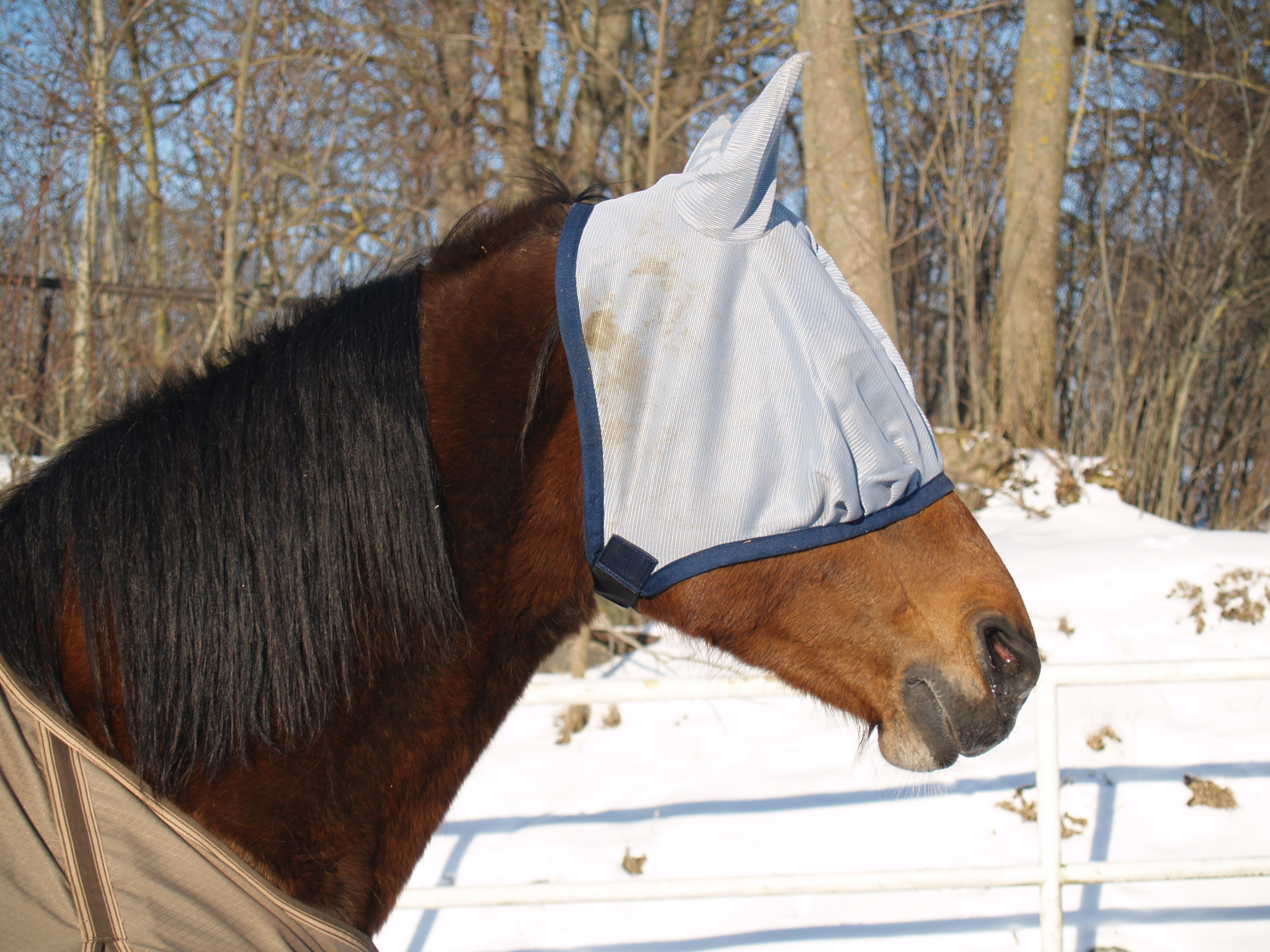
Cheval avec un masque anti-mouches.

### Masque de combat
- Cagoule (intégrale ou non), balaclava, ou masque de ski
- Menpō, protection faciale de samouraï
- Masque balistique

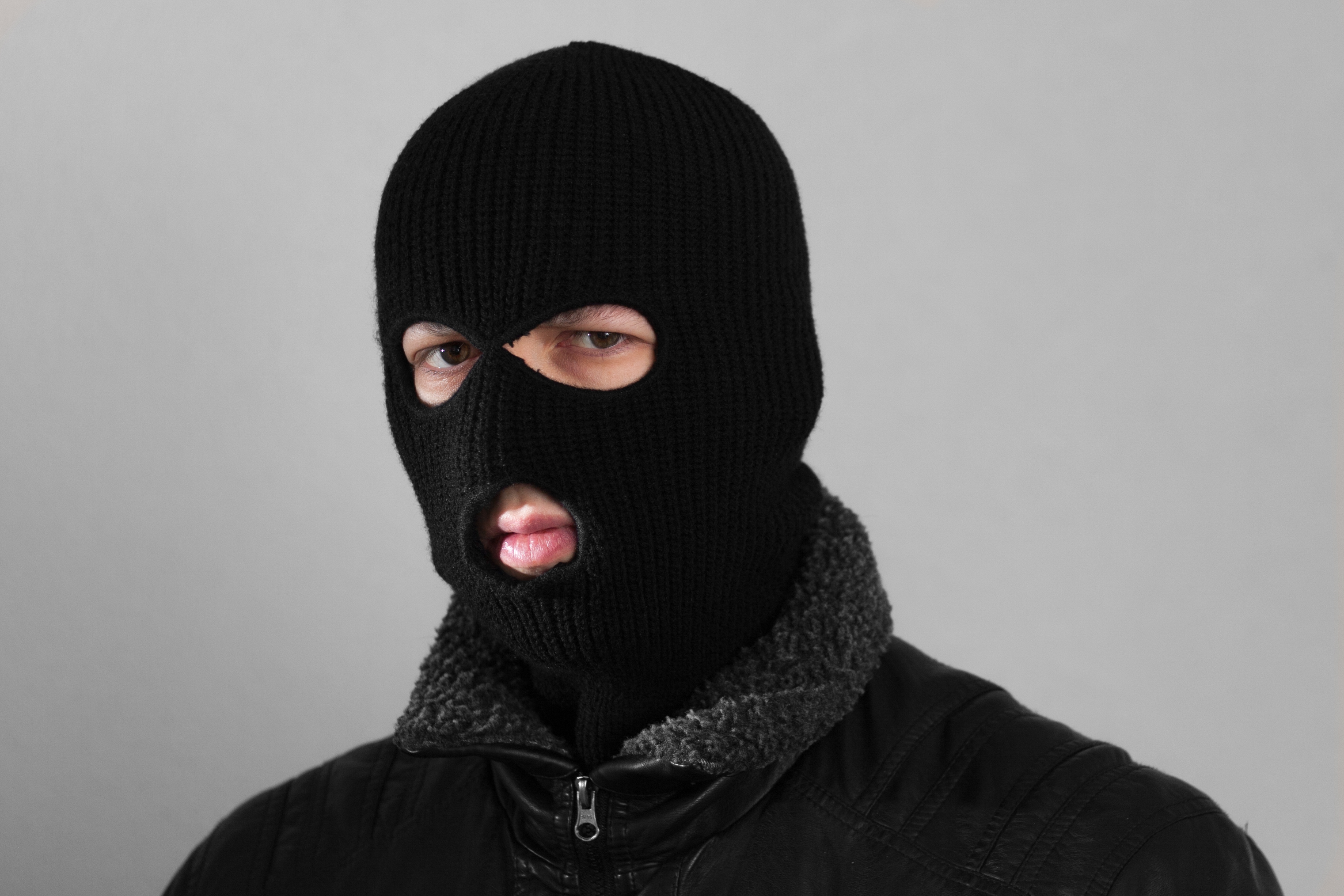
Balaclava 3 trous.
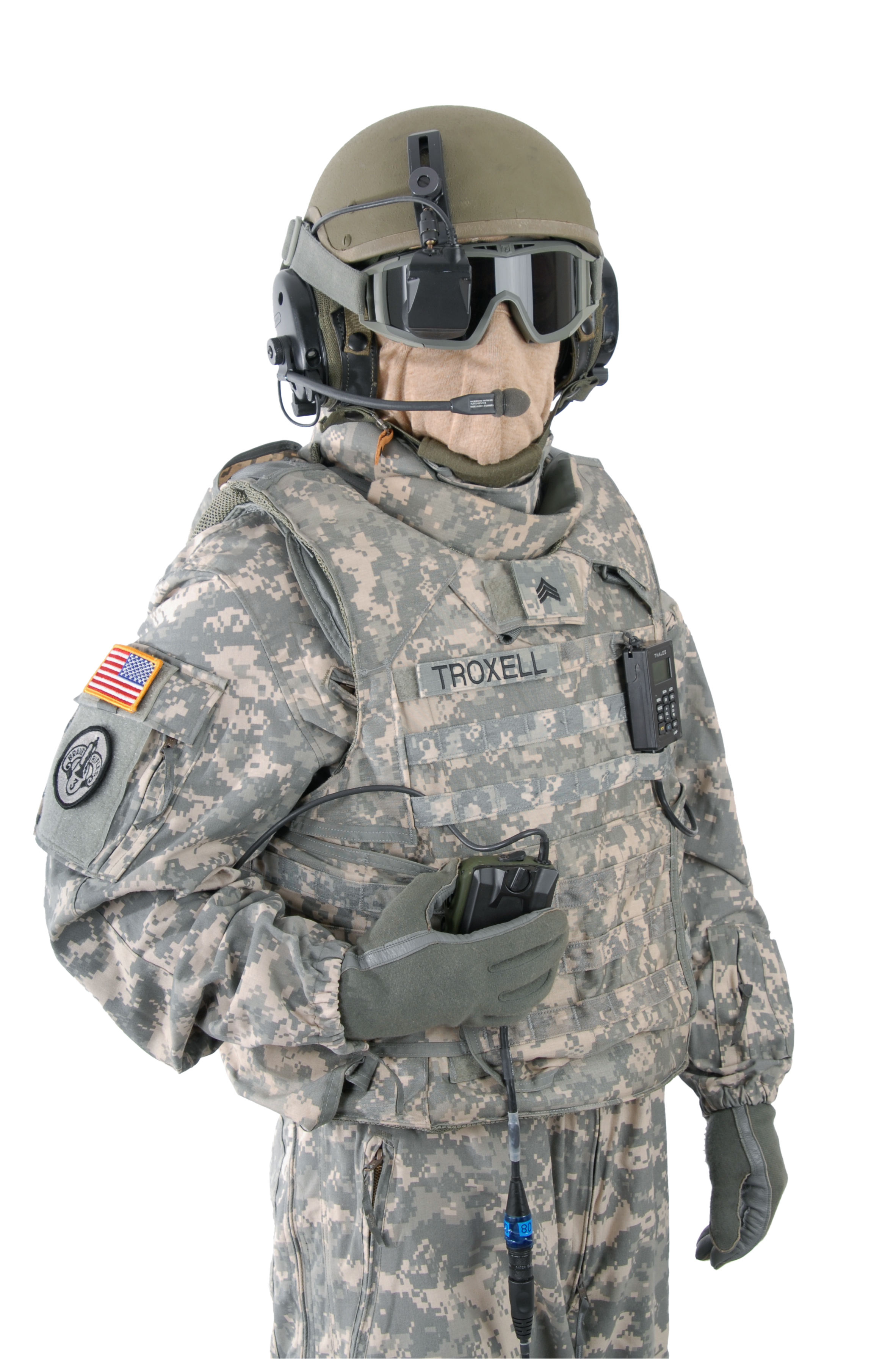
Masque balistique américain, partie du Mounted Soldier System (MSS).
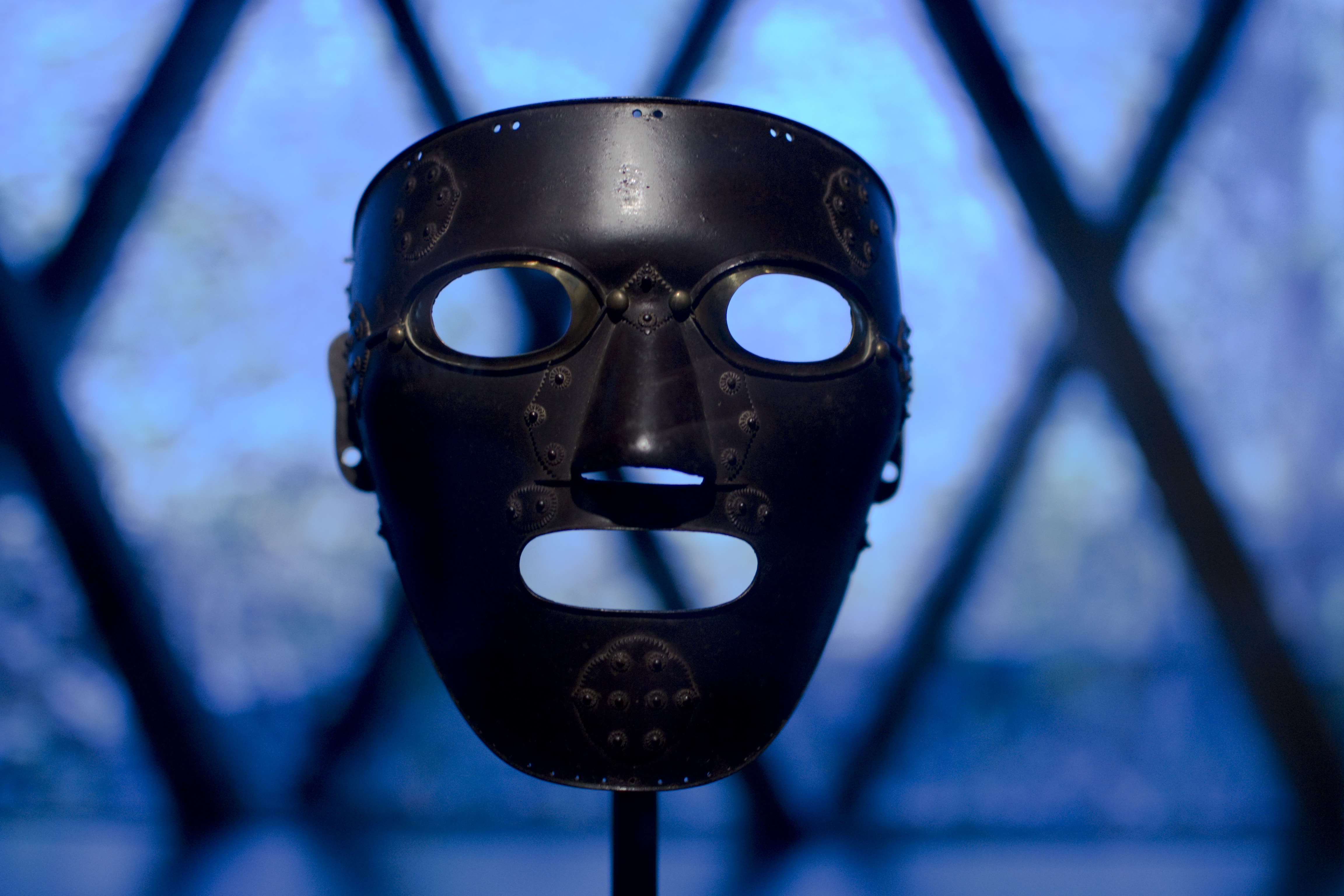
Somen, variété de mempô.
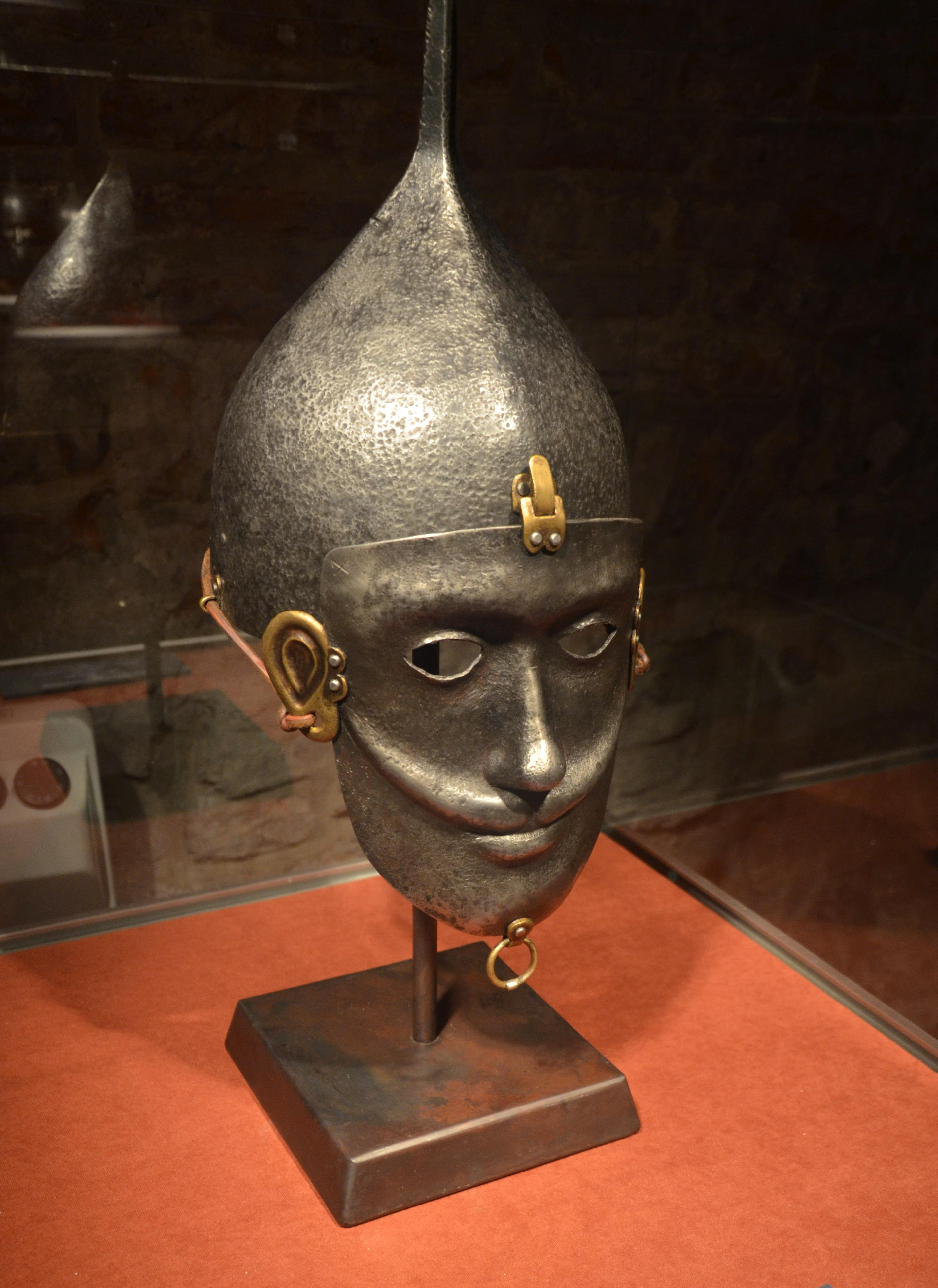
Masque de combat couman.

### Masque de sport
- Masque de plongée
- Masque de lutte (en) ou gimmick, particulièrement en lucha libre (mascara) et en catch
- Masque (hockey sur glace)
- Visière, de protection, intégrée à un casque : Casque (hockey)...

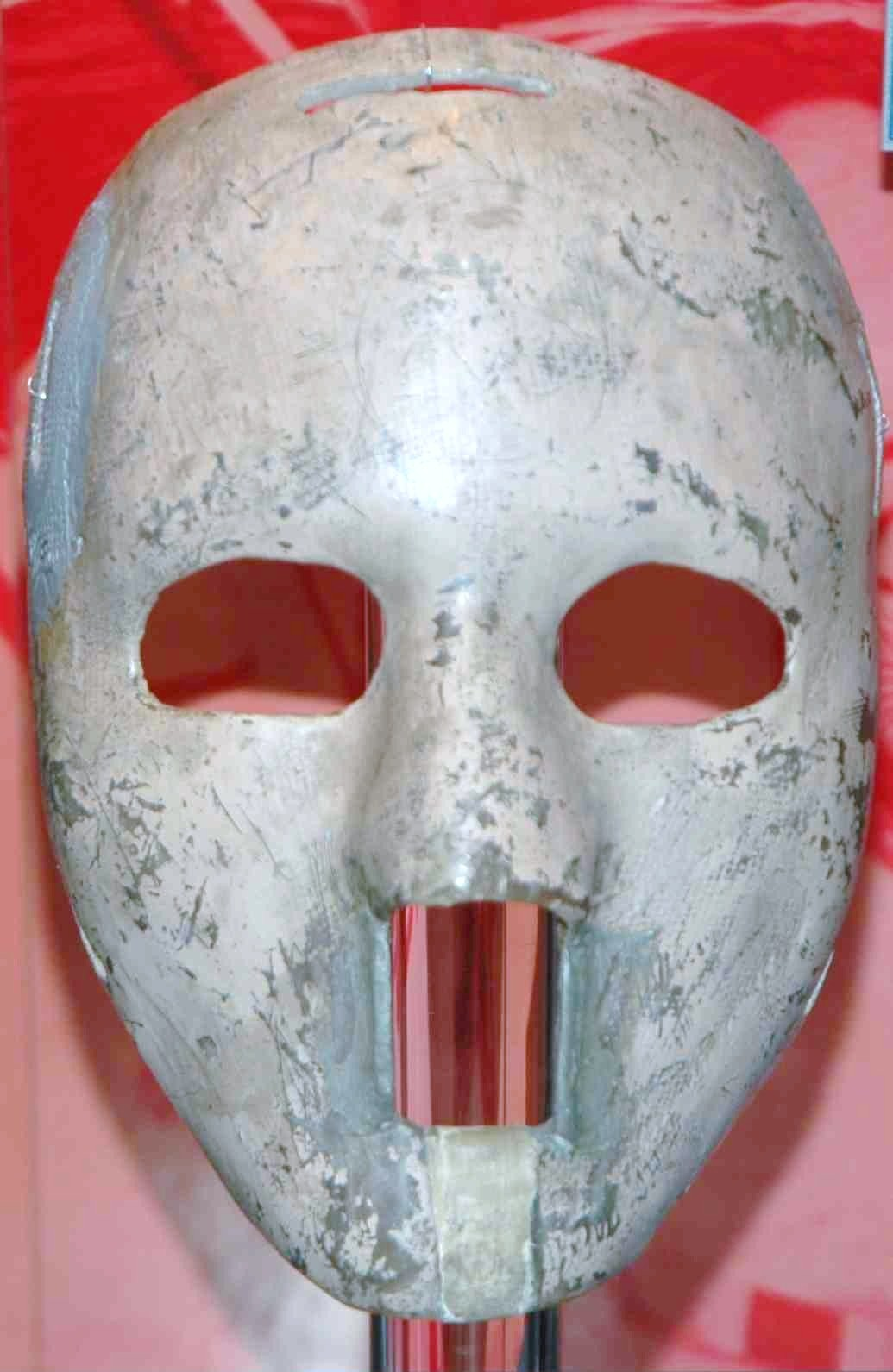
Masque original de Jacques Plante.
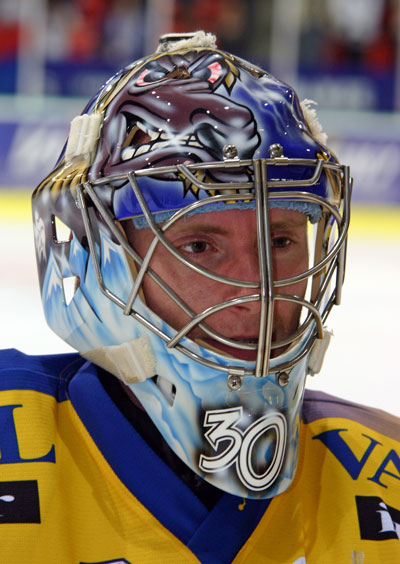
Andy Foliot, masque moderne de hockey à œil de chat.
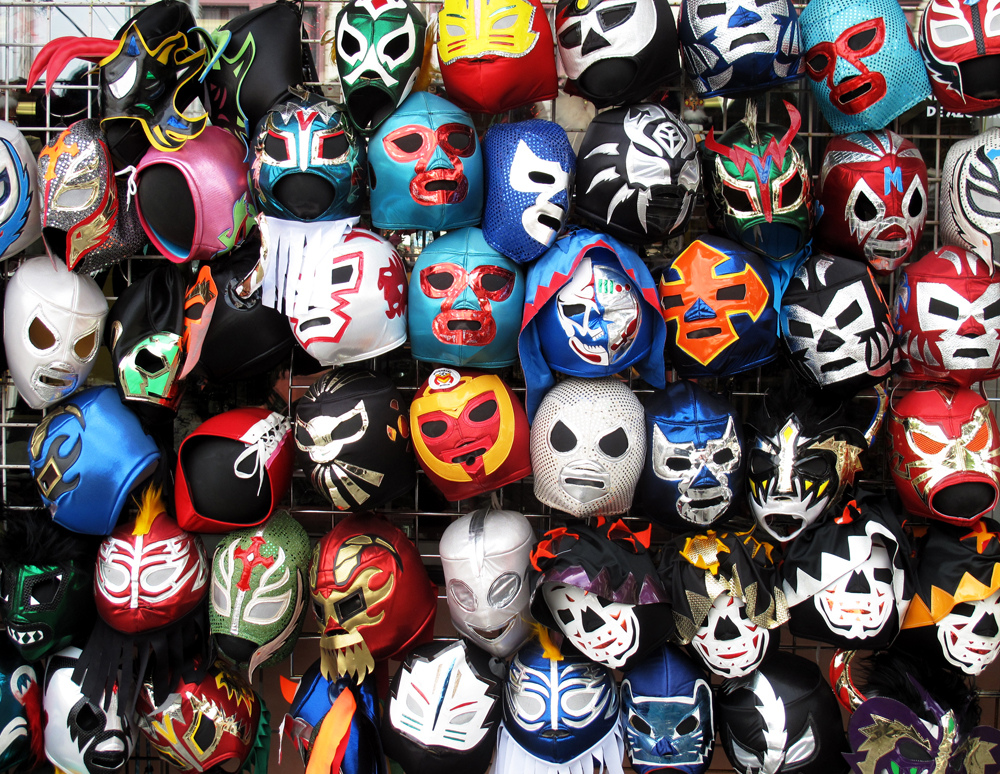
Une sélection de masques de lutte libre.
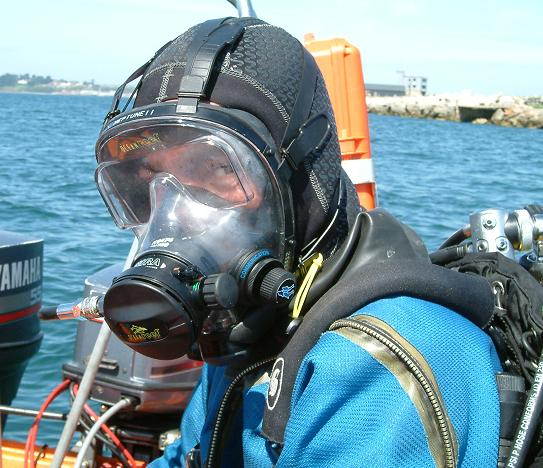
Un plongeur équipé d'un masque intégral de plongée, autorisant l'installation d'un système de communication.

### Masque de beauté
- Masque (cosmétique), masque facial de traitement
- Msindzano, masque de beauté traditionnel de l'océan Indien (notamment à Mayotte et Madagascar) à base de bois de santal.
- Nilong fangshai toutao, masque anti-soleil ou face-kini[3]
- Cachenez (de), demi-masque français (XVIe siècle)

## Masque rituel
Le masque peut être utilisé lors de cérémonies rituelles.
Le masque sert non seulement à cacher le visage mais aussi à représenter un autre être, différent de celui qui le porte. Cet être peut représenter tour à tour une force naturelle d'origine divine, un guérisseur ou un esprit, un ancêtre qui revient pour bénir ou pour punir, un esprit de la mort ou de la forêt.

### En Afrique
Le continent africain est réputé comme « le continent des masques », particulièrement en référence à ceux de Côte d'Ivoire, du Gabon et du Mali.
Le masque africain se présente comme un auxiliaire liturgique ayant pour mission essentielle d’actualiser les événements du mythe de la création et d’en figurer les principales déités, c'est-à-dire faciliter les contacts de communion de l’homme avec les sacré.

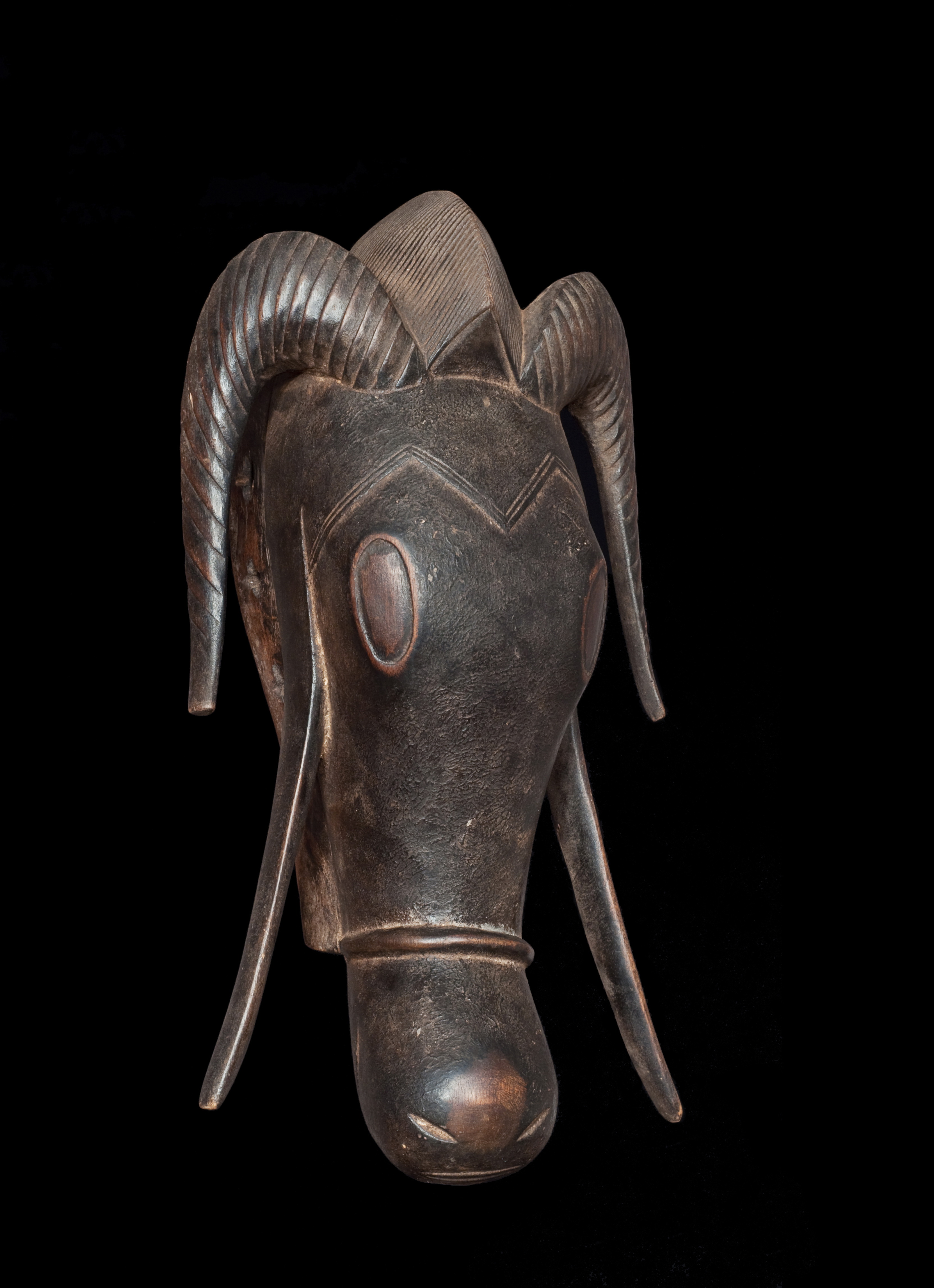
Masque africain de l'ethnie des Baoulés.
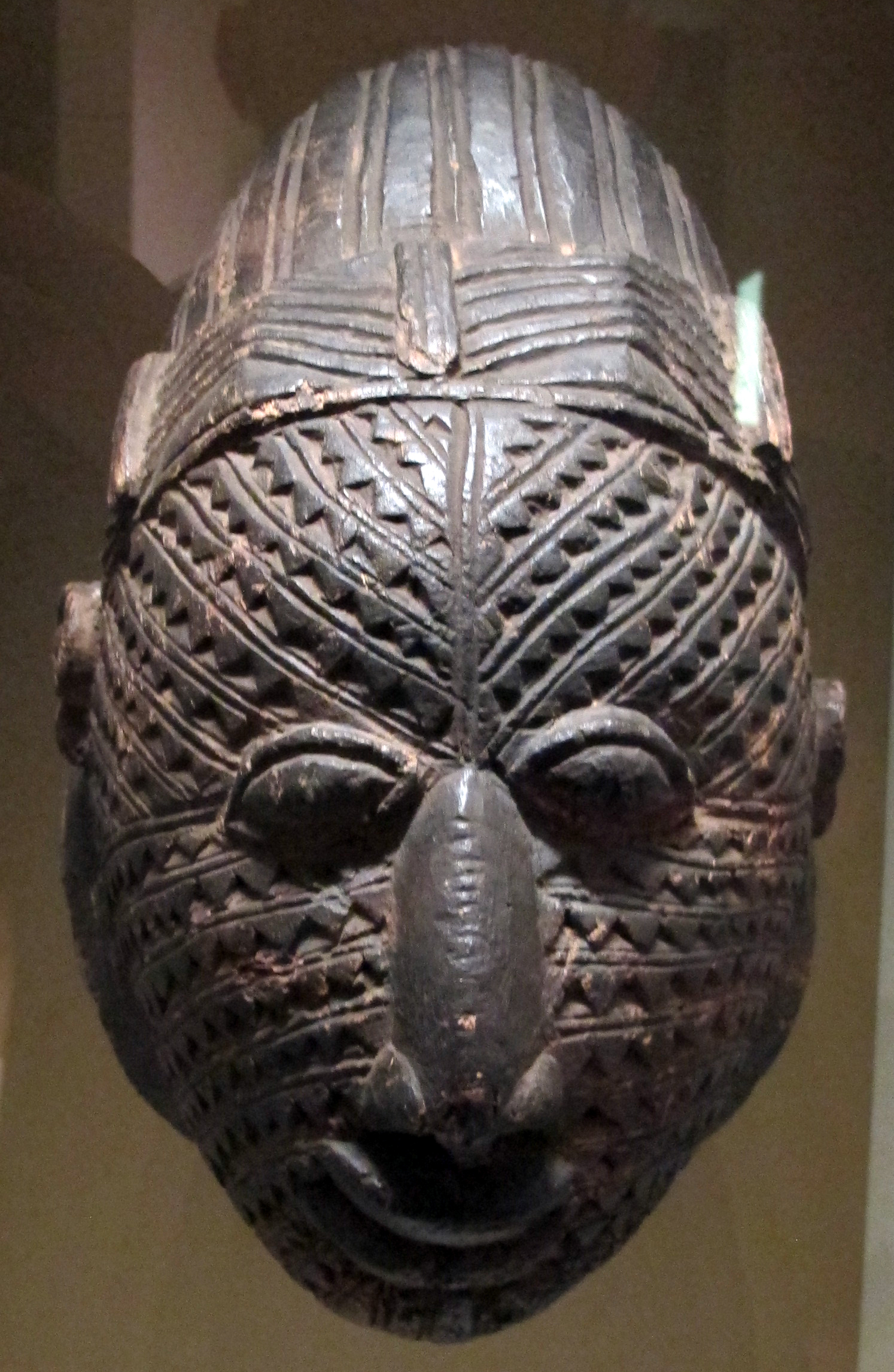
Masque du culte funèbre egungun des Yoruba au Nigeria.
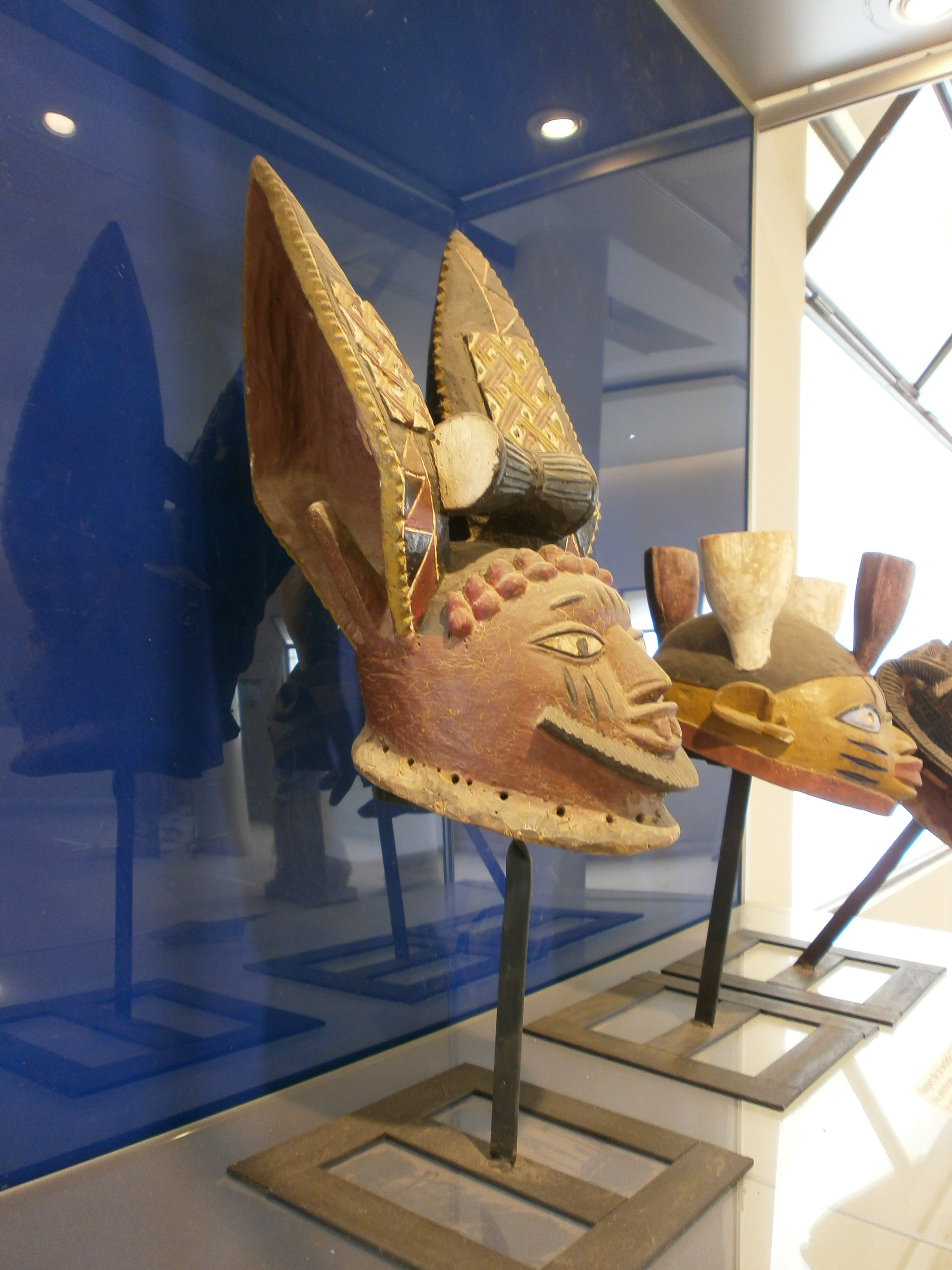
Masques Gèlèdé des Nagôs au Bénin.
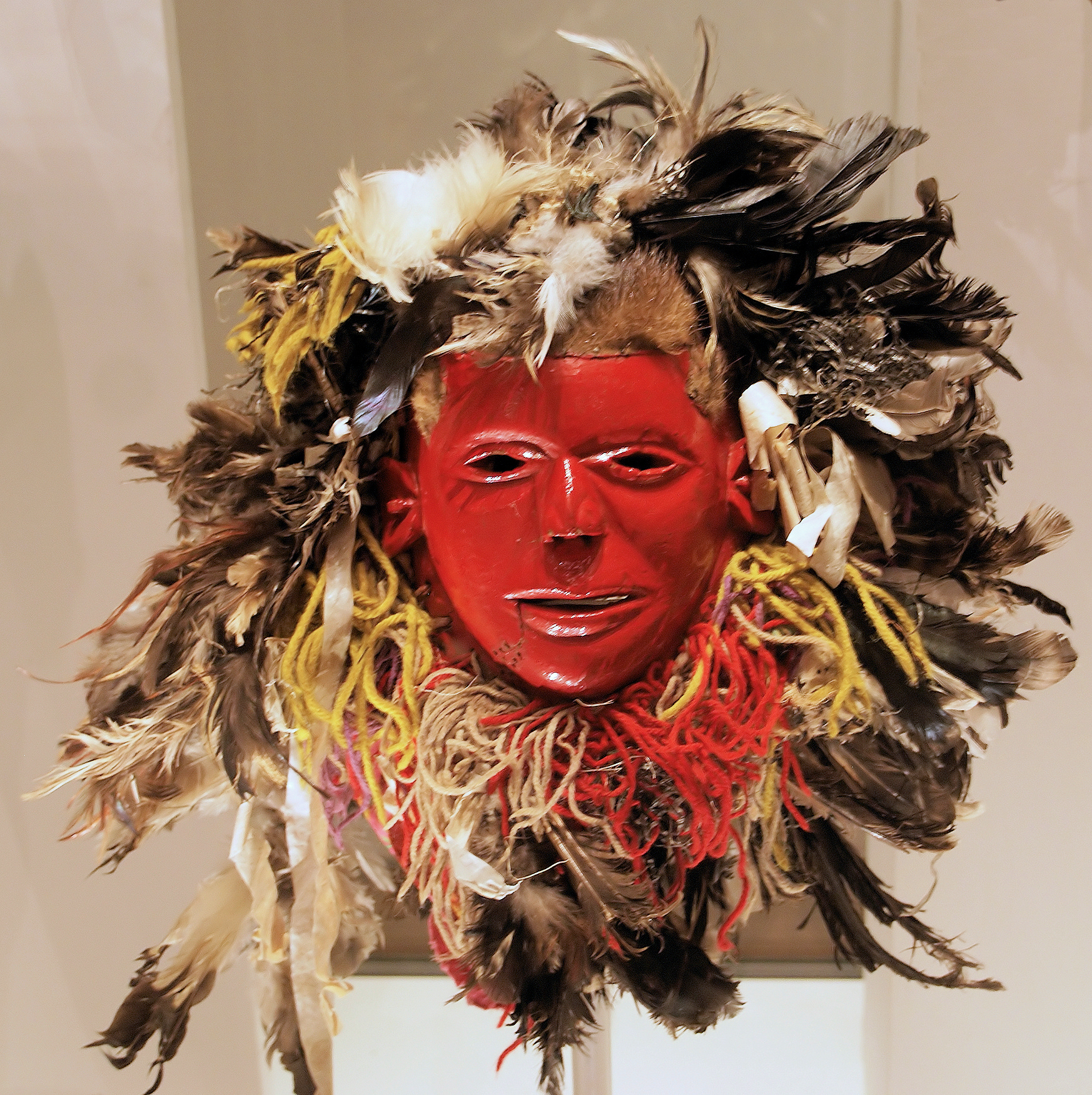
Masque Nyau (Chewas,Malawi)
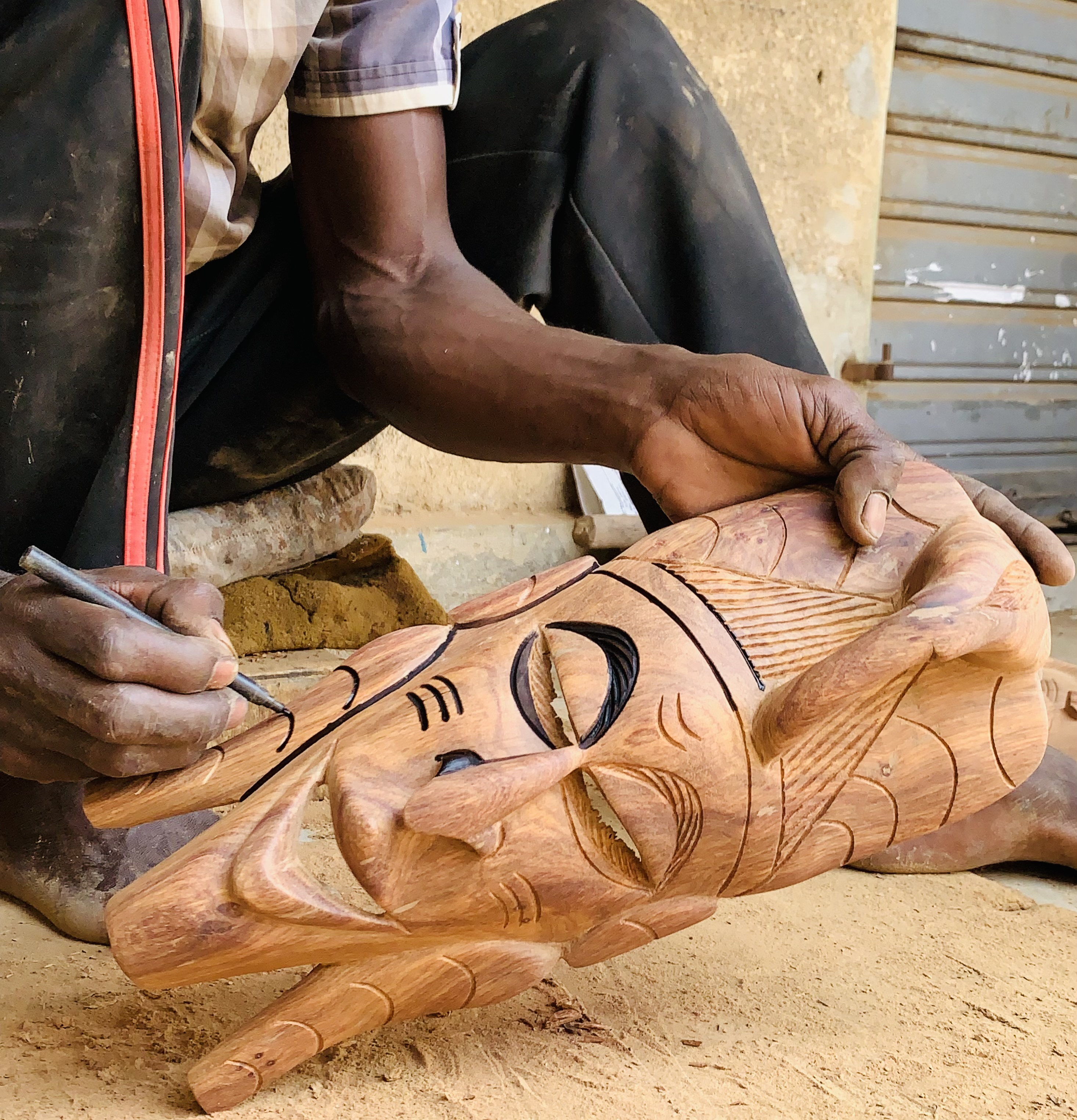
Finition d'une sculpture d'un masque au Sénégal.
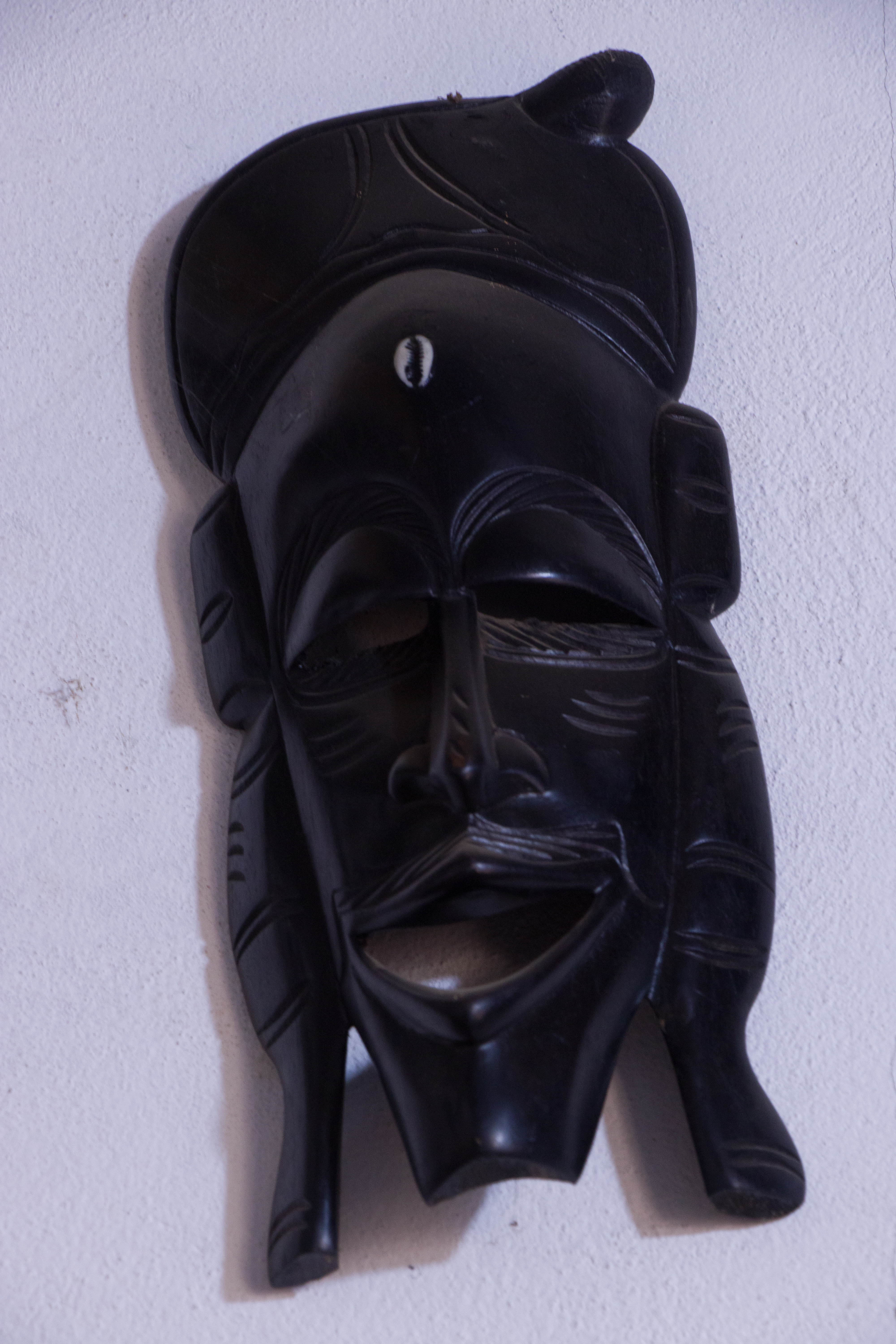
Masque en bois dans un atelier du village artisanal de Guediawaye, dans la banlieue de Dakar.

Le Sénégal n'est pas producteur de masques anciens, mais il faut tout de même noter l'existence de masques semainiers dont l'origine est mal connue.

### En Asie

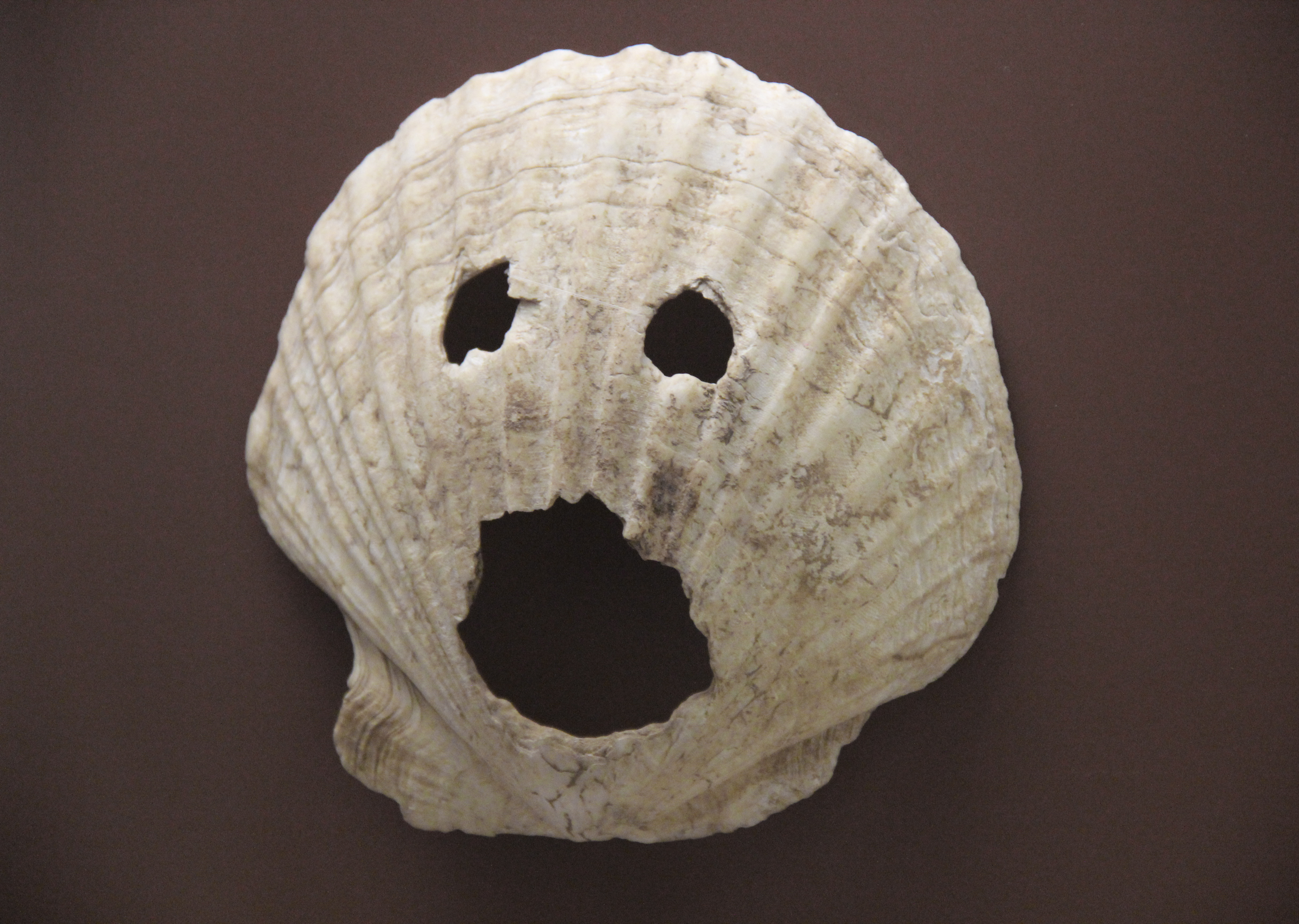
Masque. Coquille. L. 10,7 cm. Amas coquillier de Dongsam-dong niveau 3. Vers 5000 AEC. Musée national de Corée.
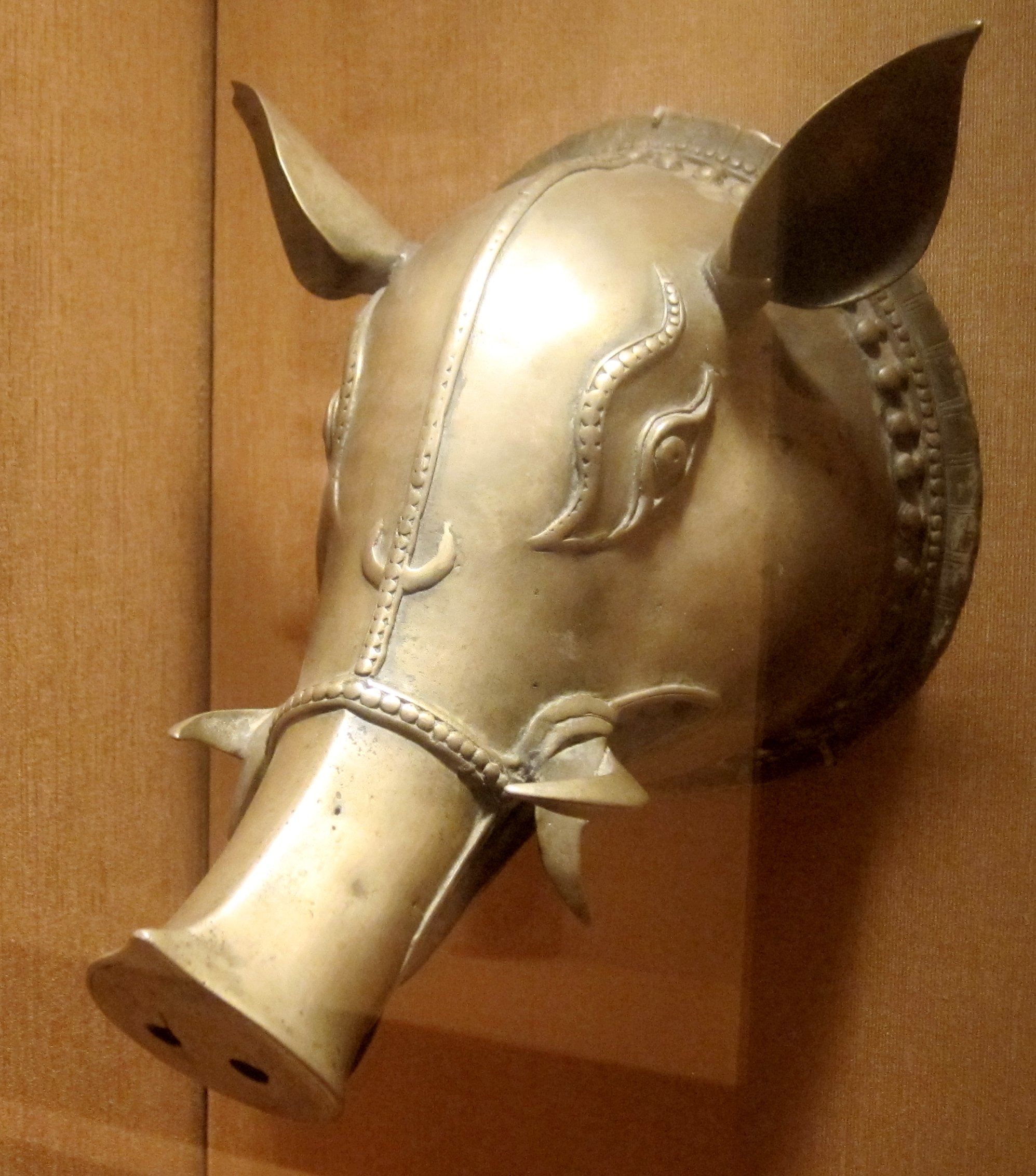
Masque Varahi, Kerala (Inde).
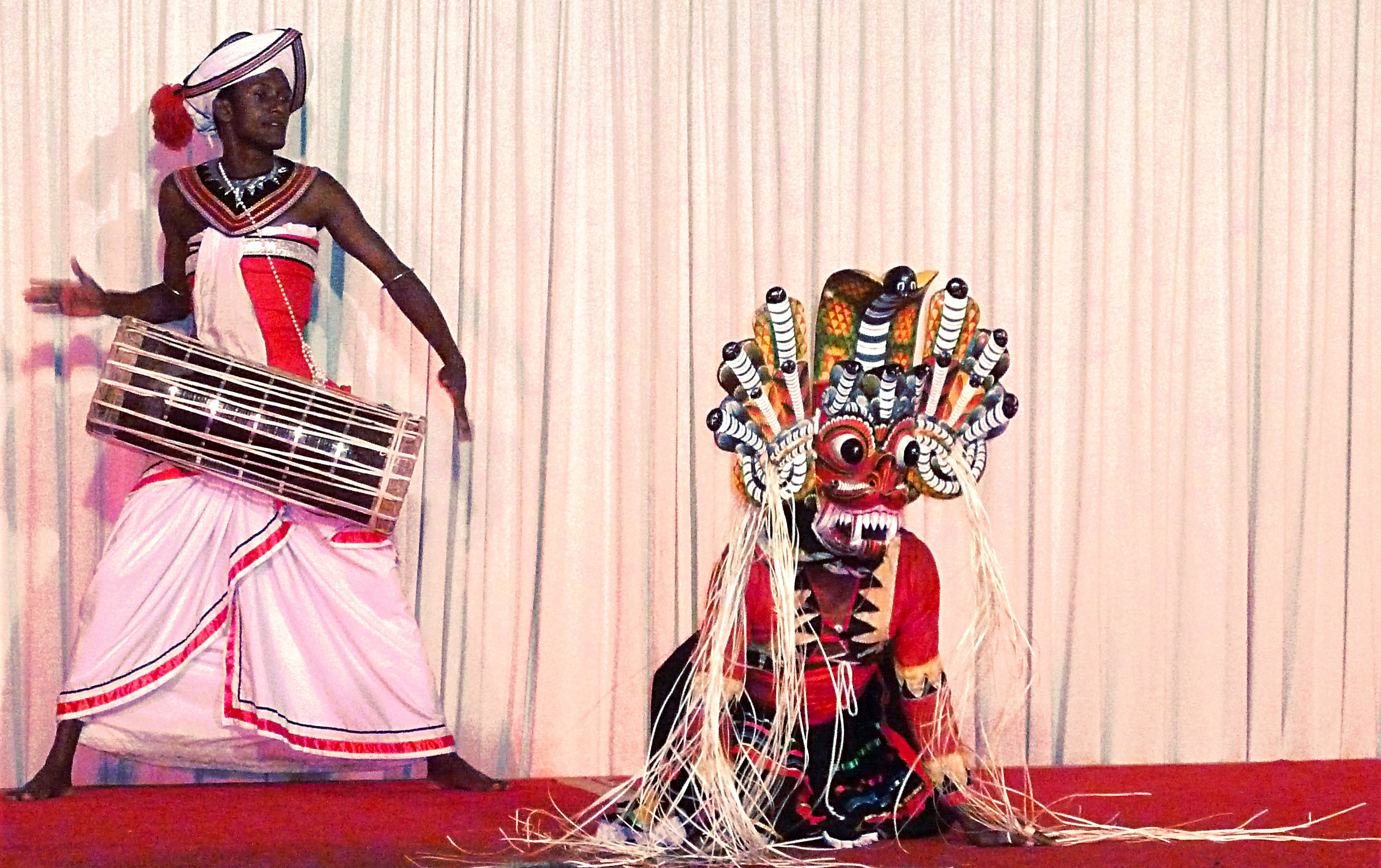
Masque cobra & aigle (Sri Lanka).
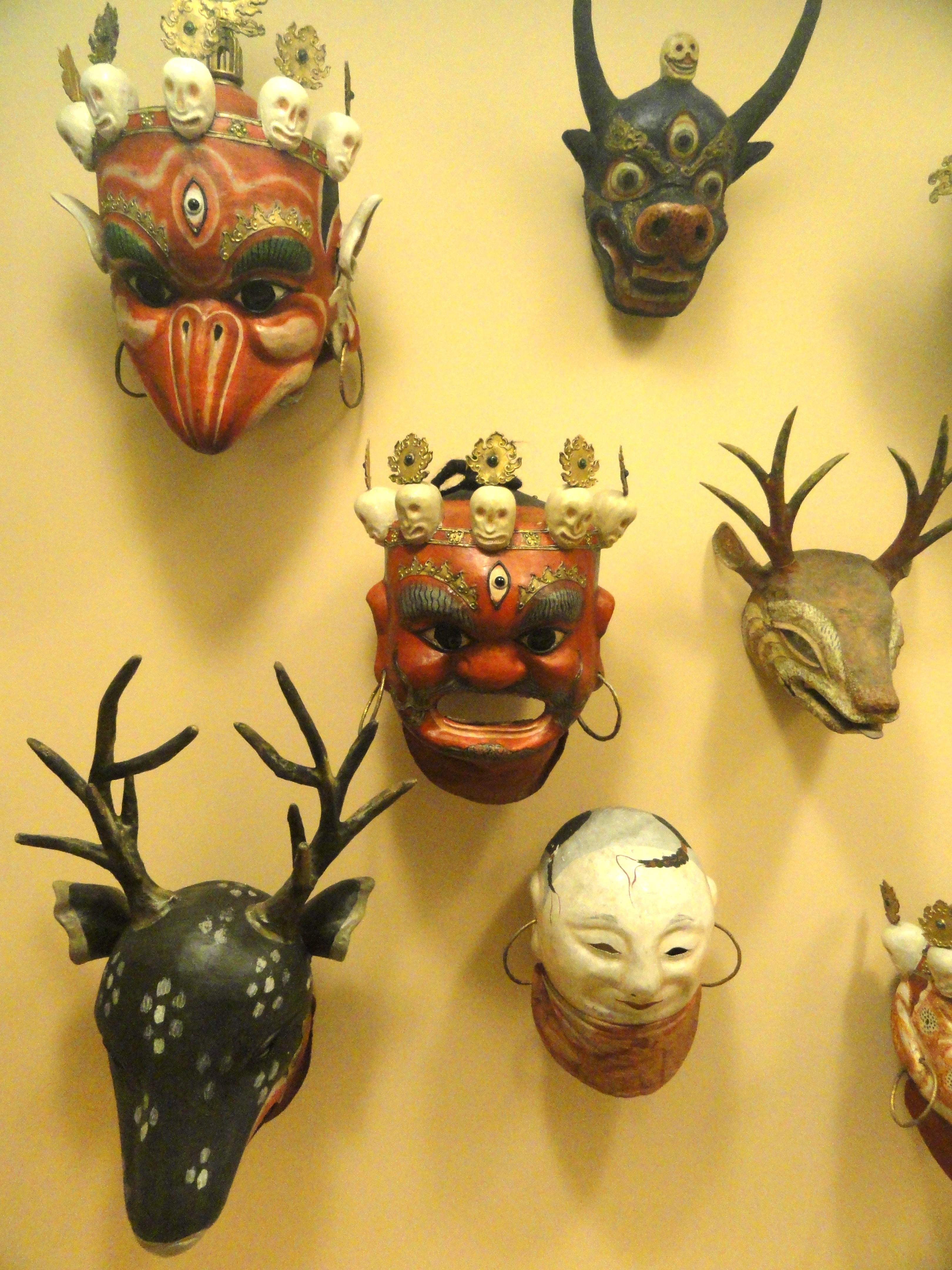
Masques tibétains.
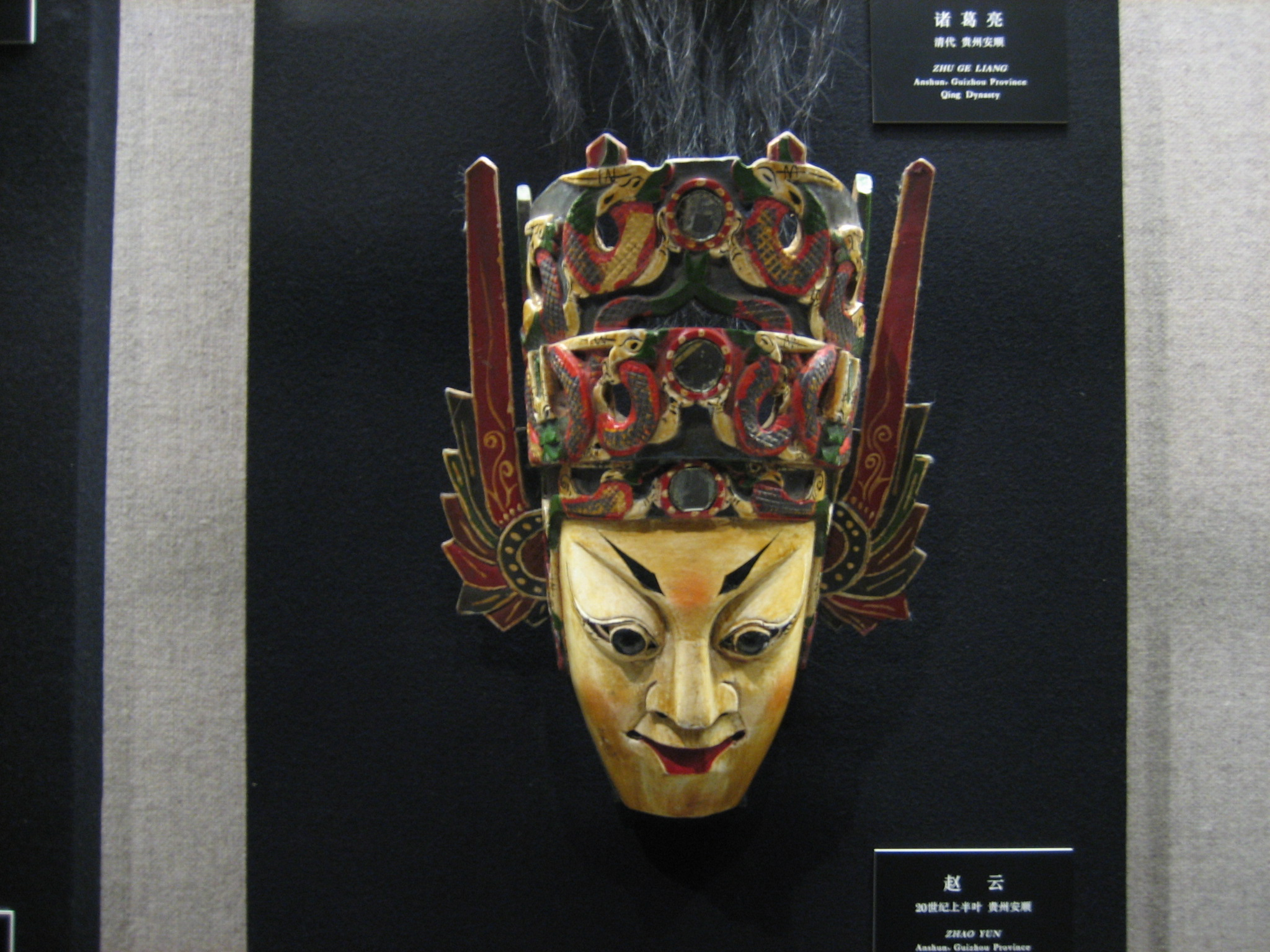
Masque de Zhao Yun (Chine).
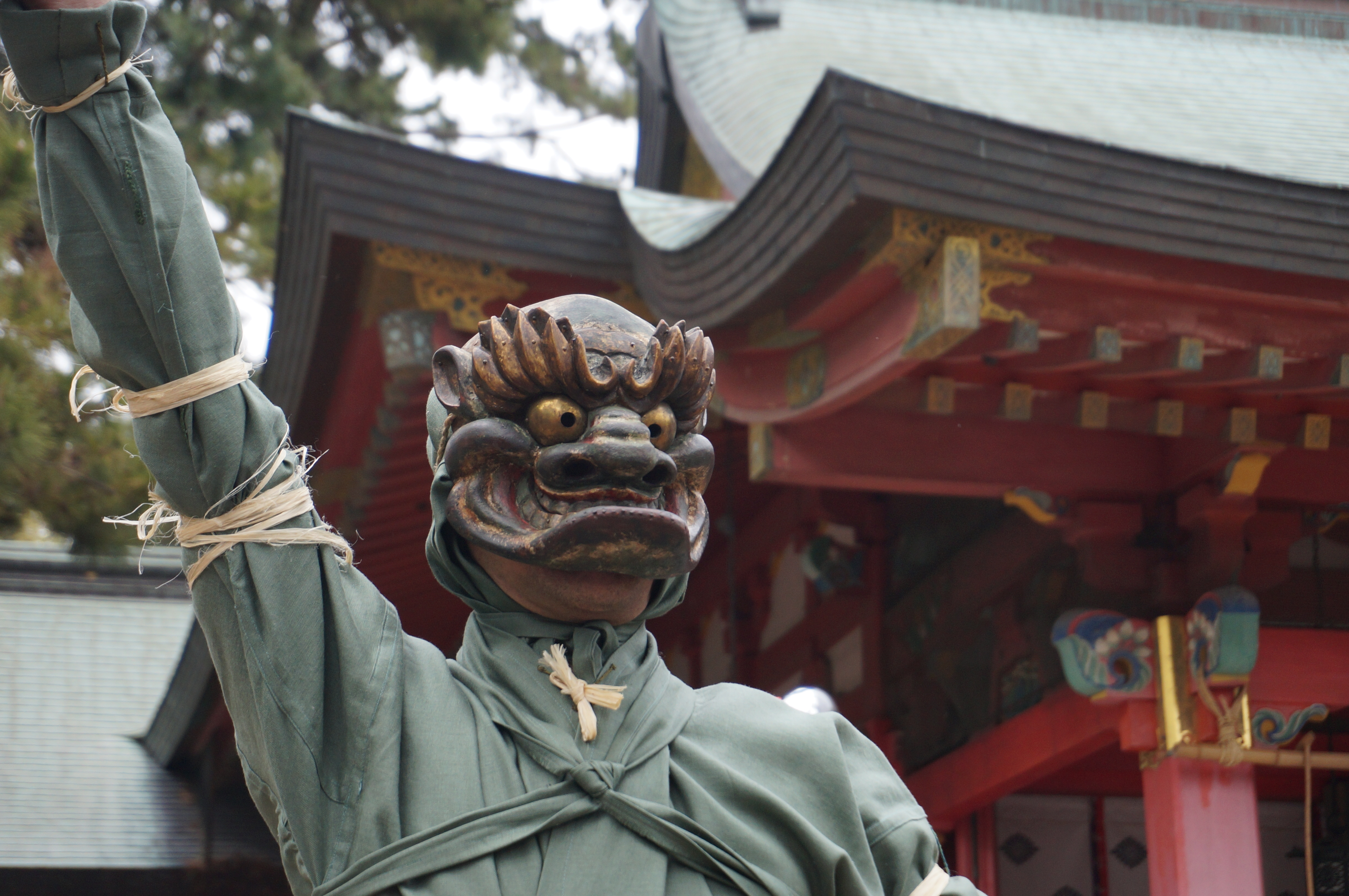
Masque Ao oni (démon bleu) (Japon).
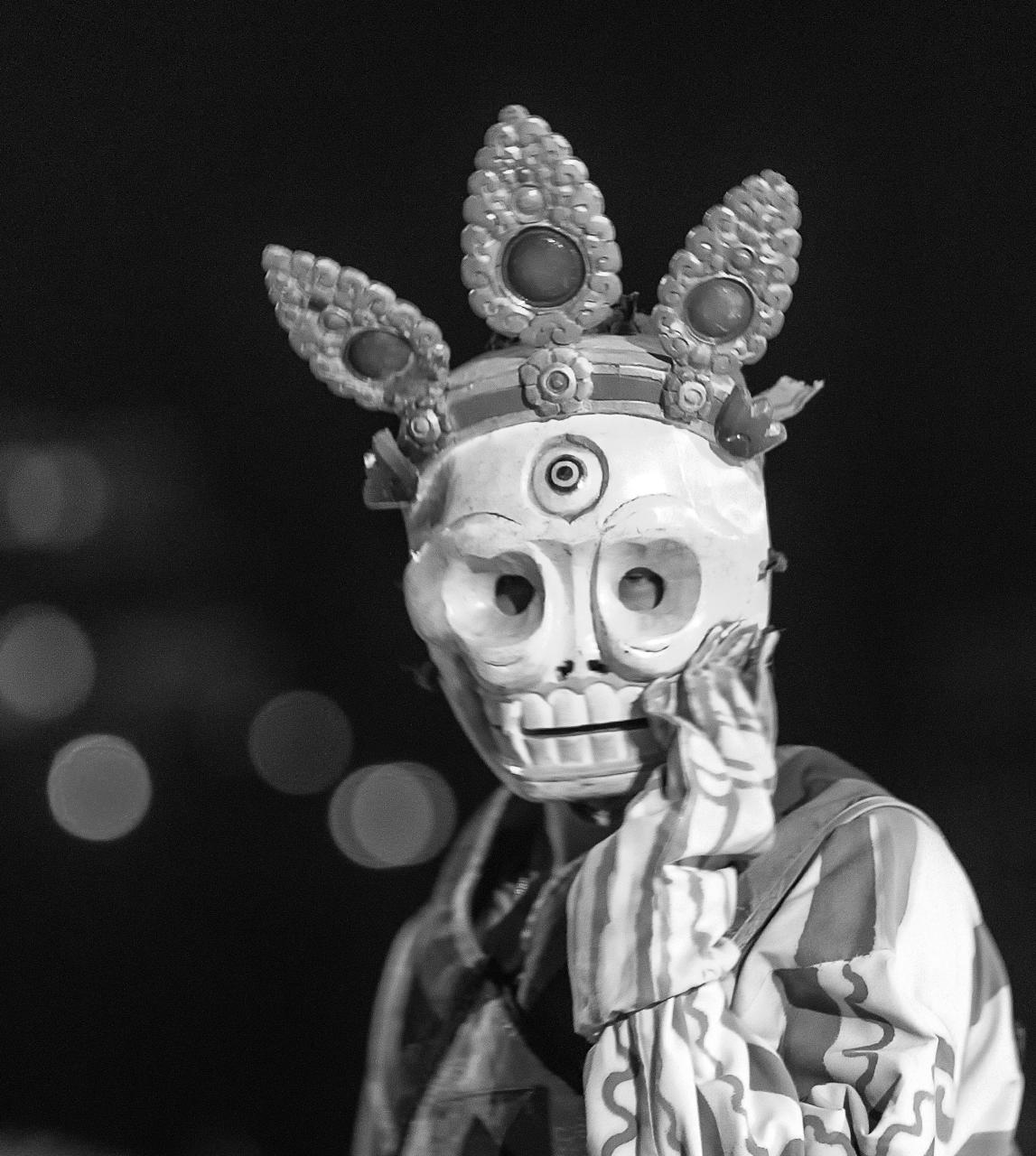
Masque du Bhoutan.
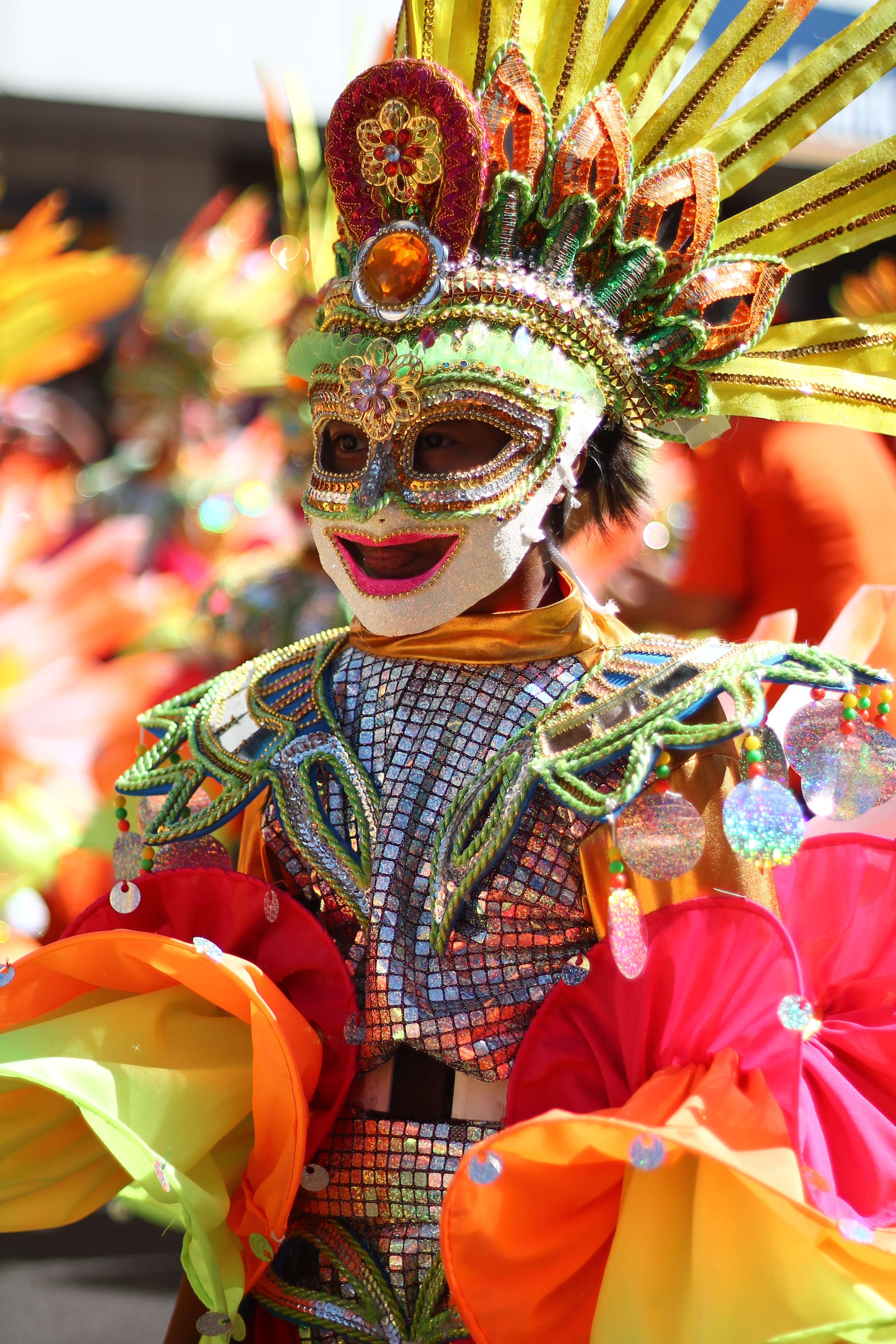
Masque philippin.
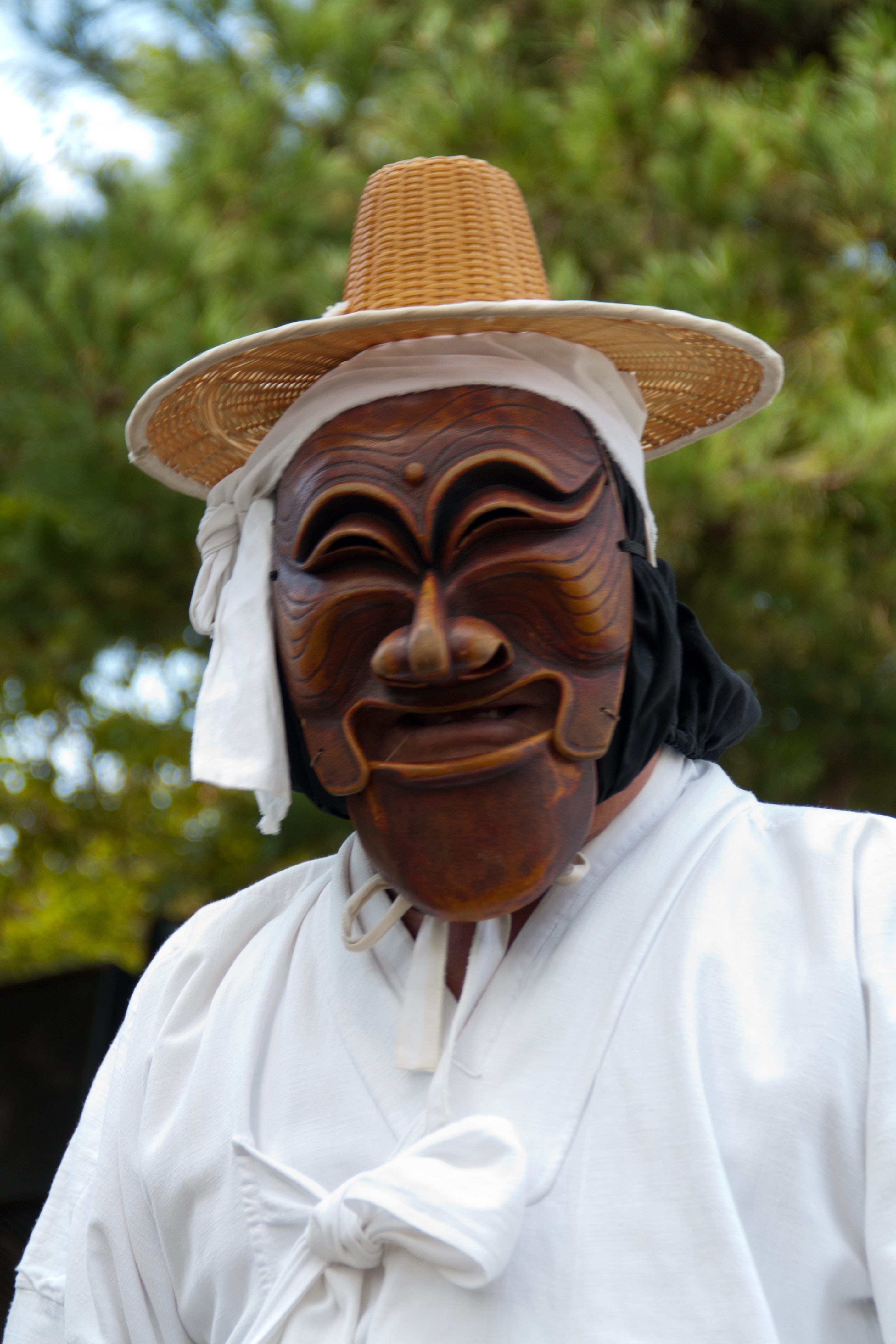
Masque hahoetal, Corée du Sud

### En Océanie

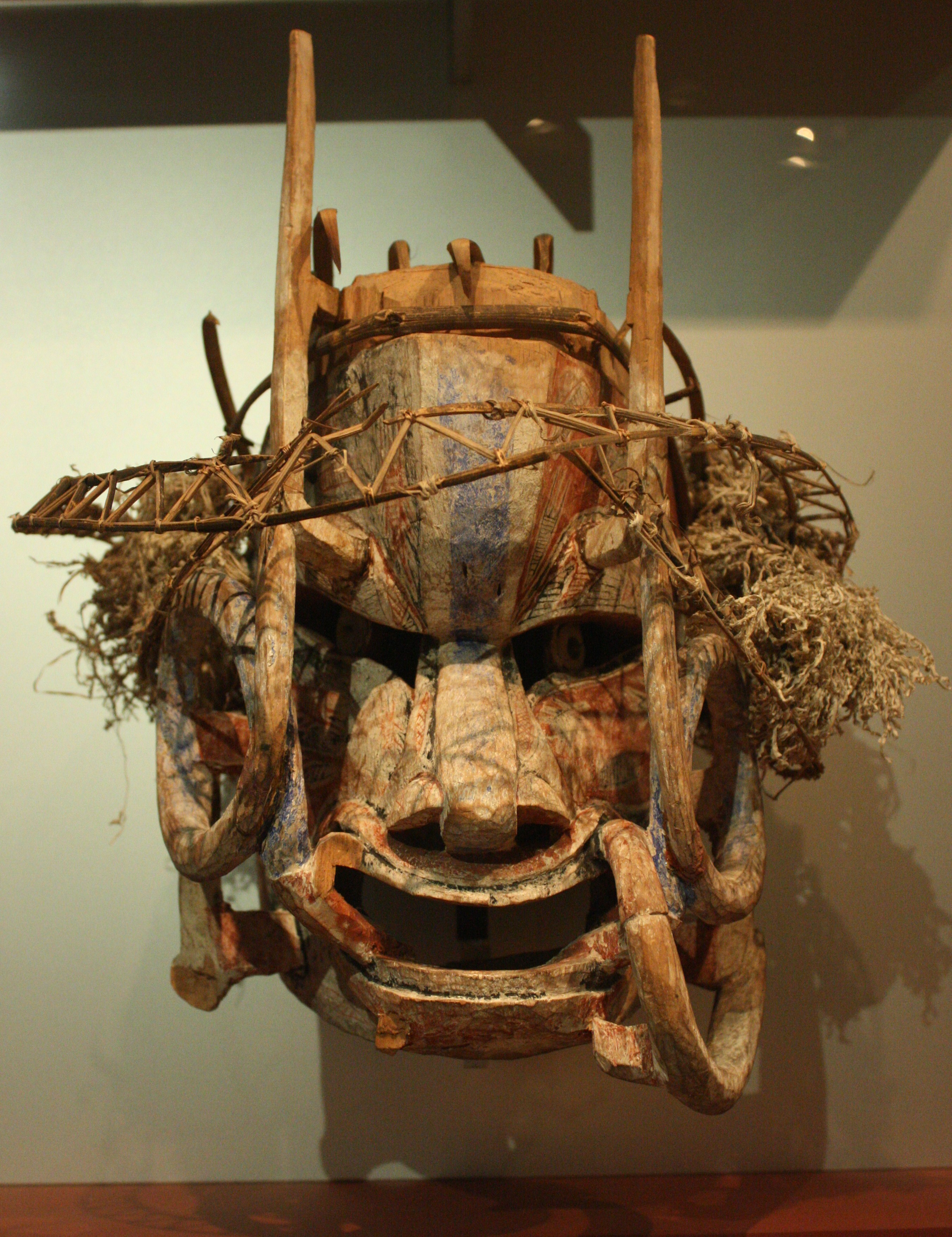
Masque de Nouvelle-Irlande (PNG).
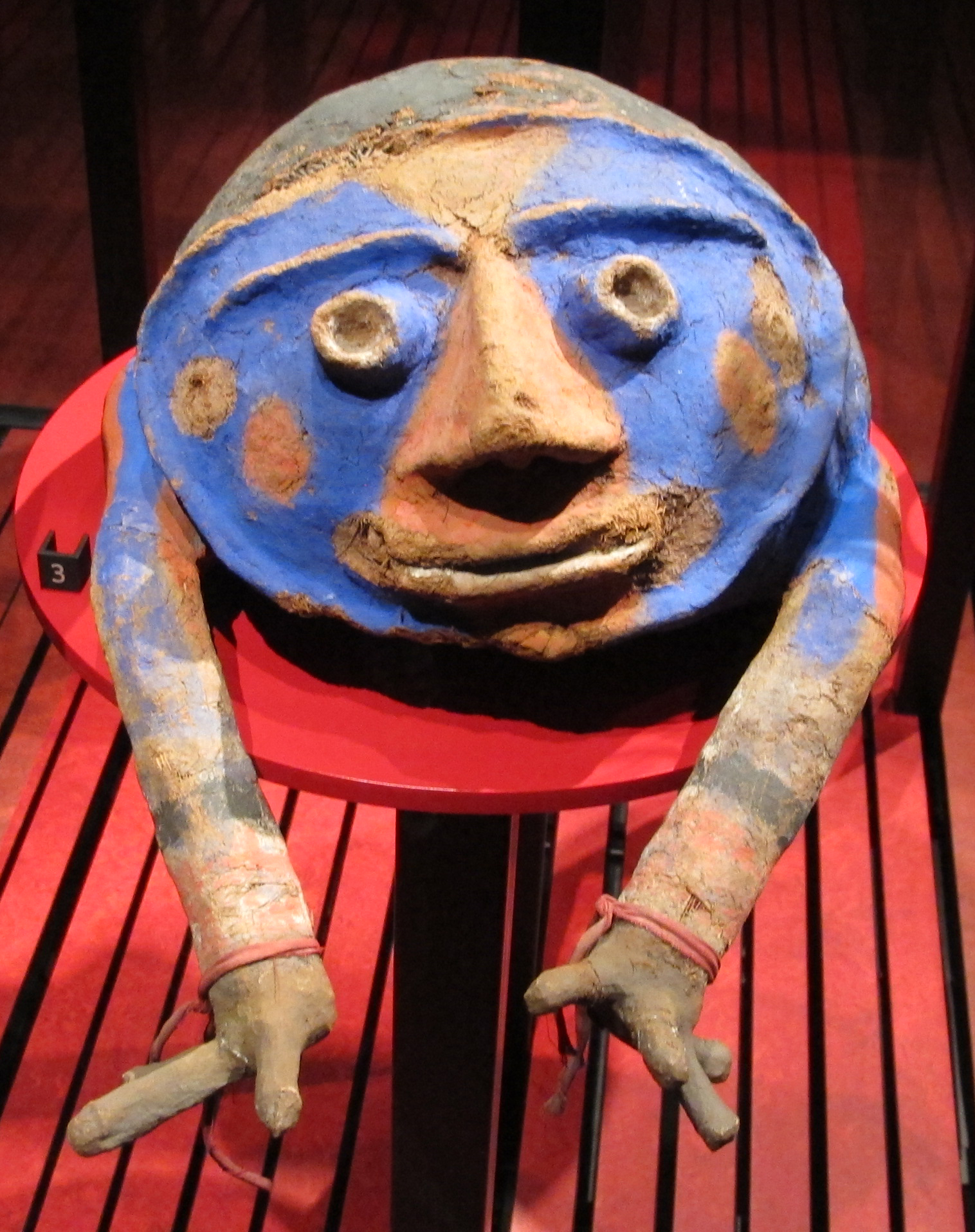
Masque de Malekula (Vanuatu).
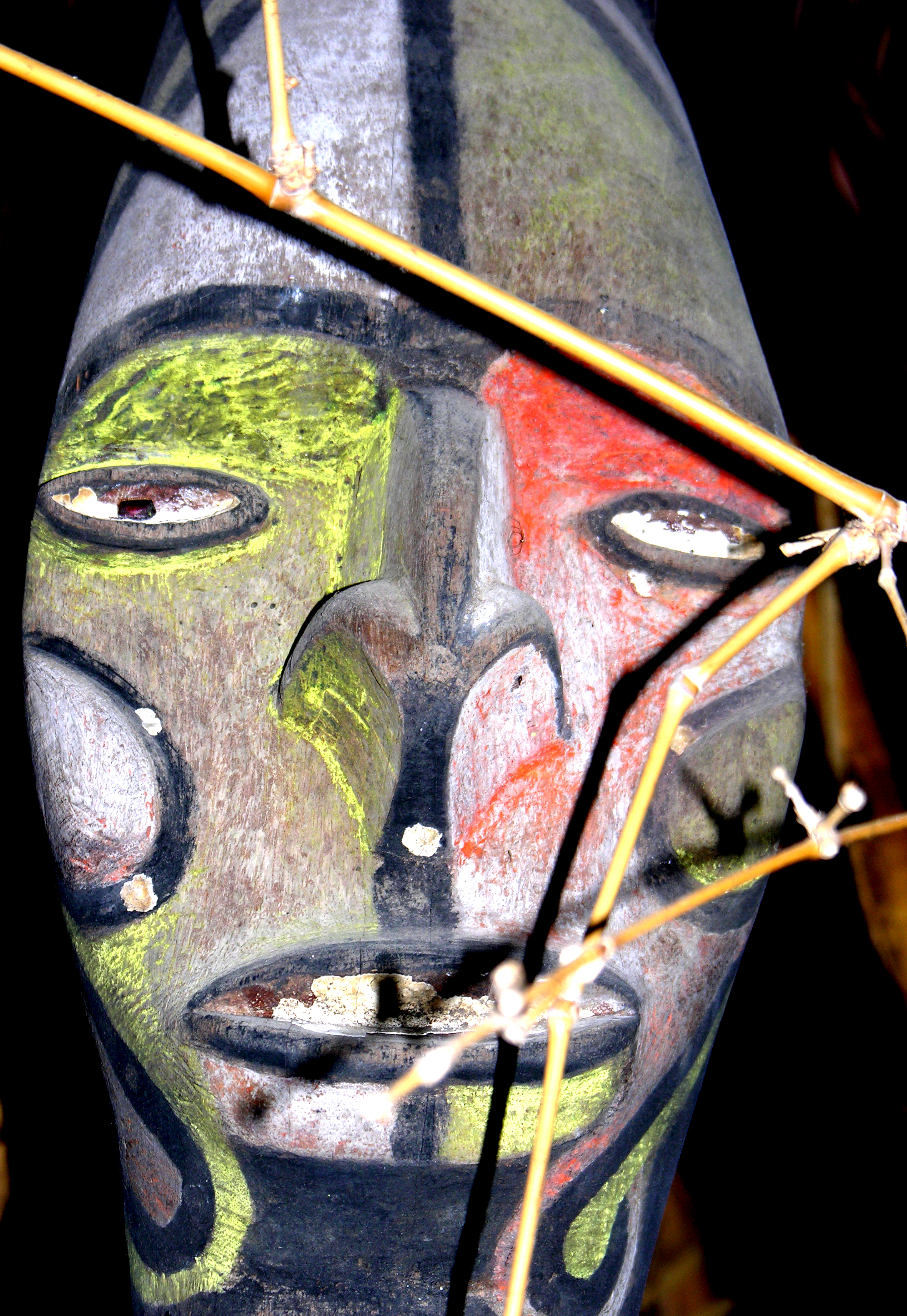
Masque de cérémonie (Vanuatu).
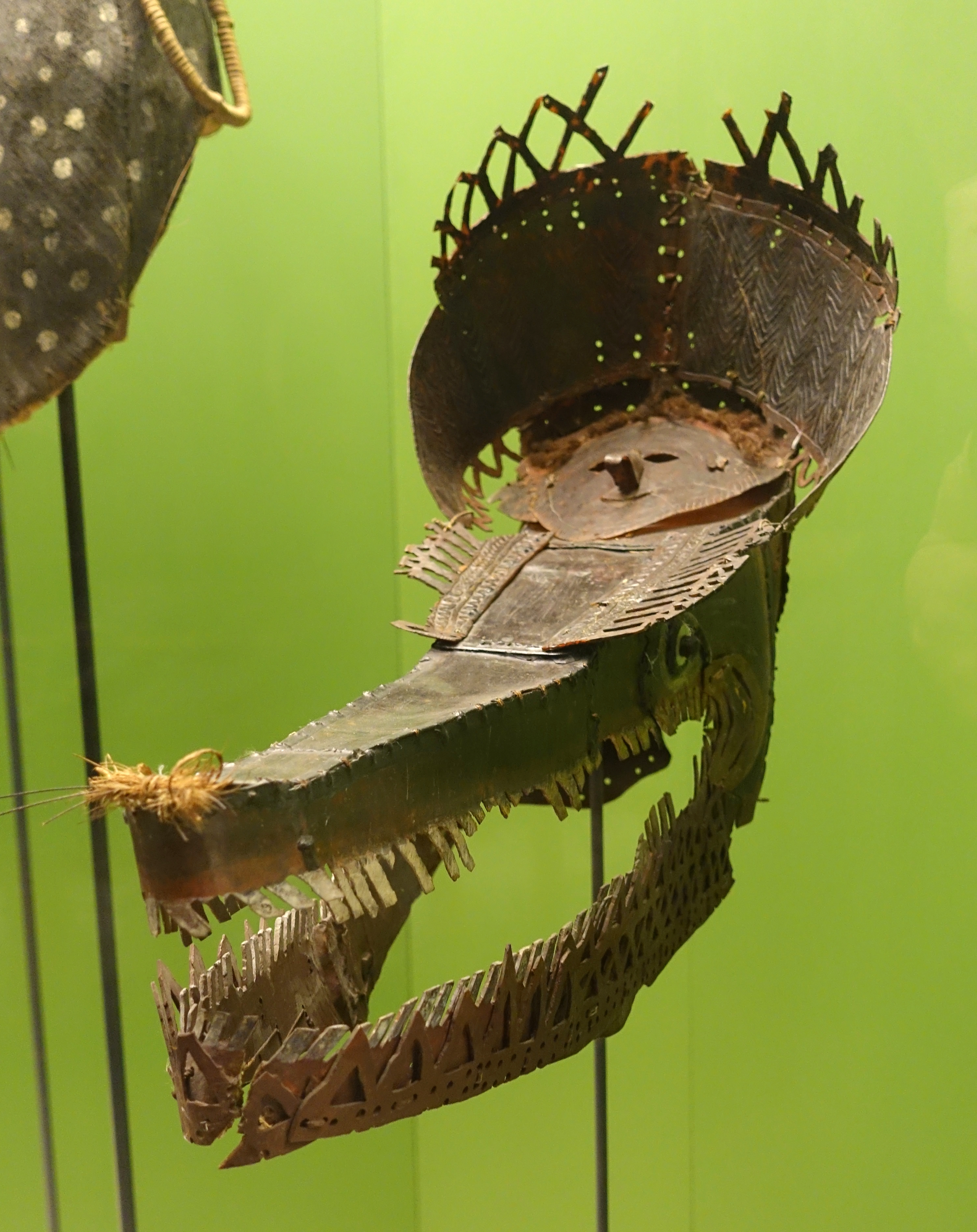
Masque 1 du Détroit de Torrès (PNG).
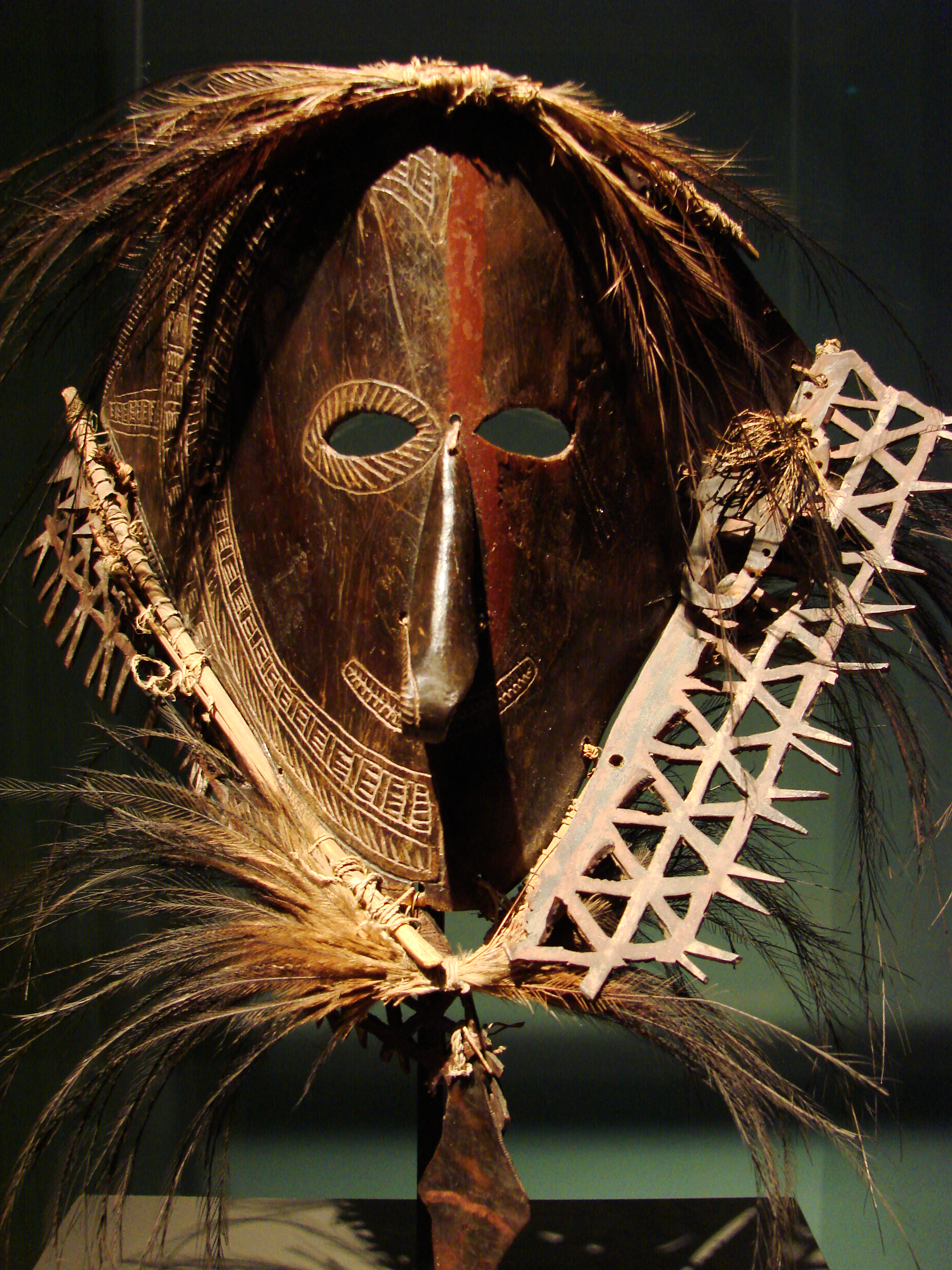
Masque 2 du Détroit de Torrès (PNG).
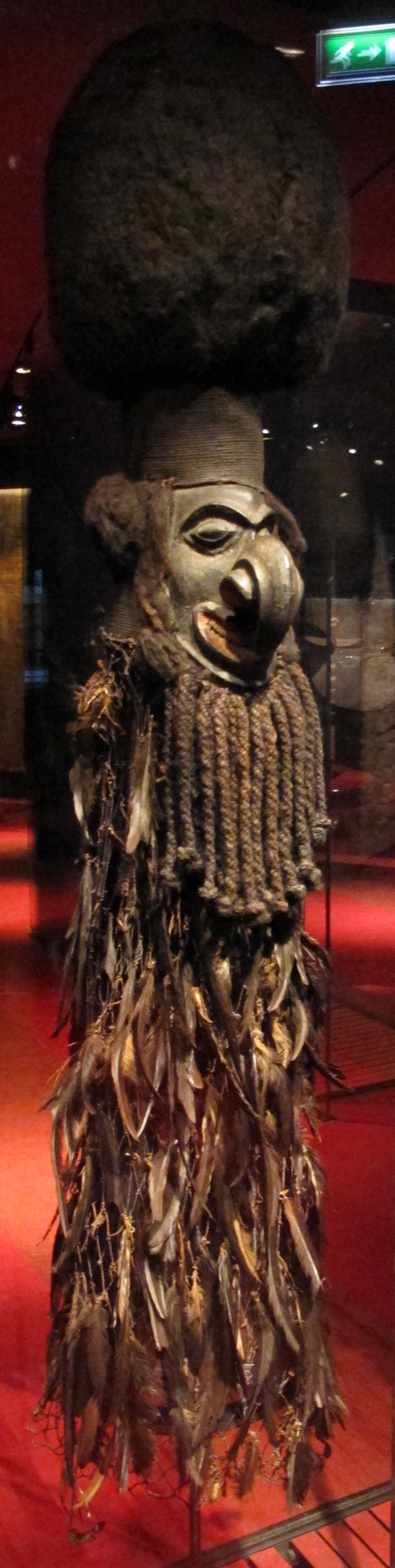
Masque de deuilleur, Nouvelle-Calédonie, XIXe siècle - Musée du quai Branly.
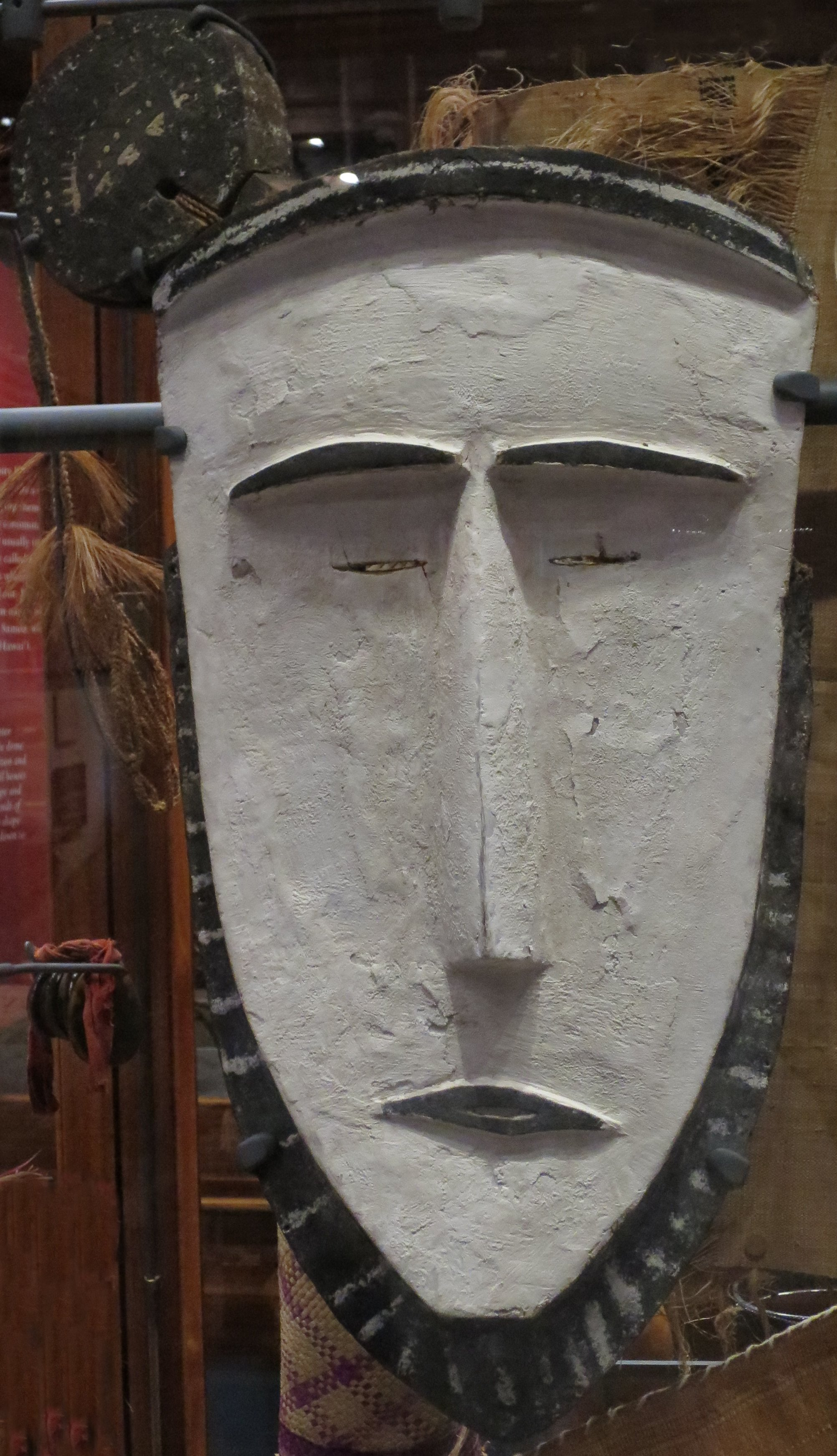
Masque des Îles Carolines.

### En Amérique

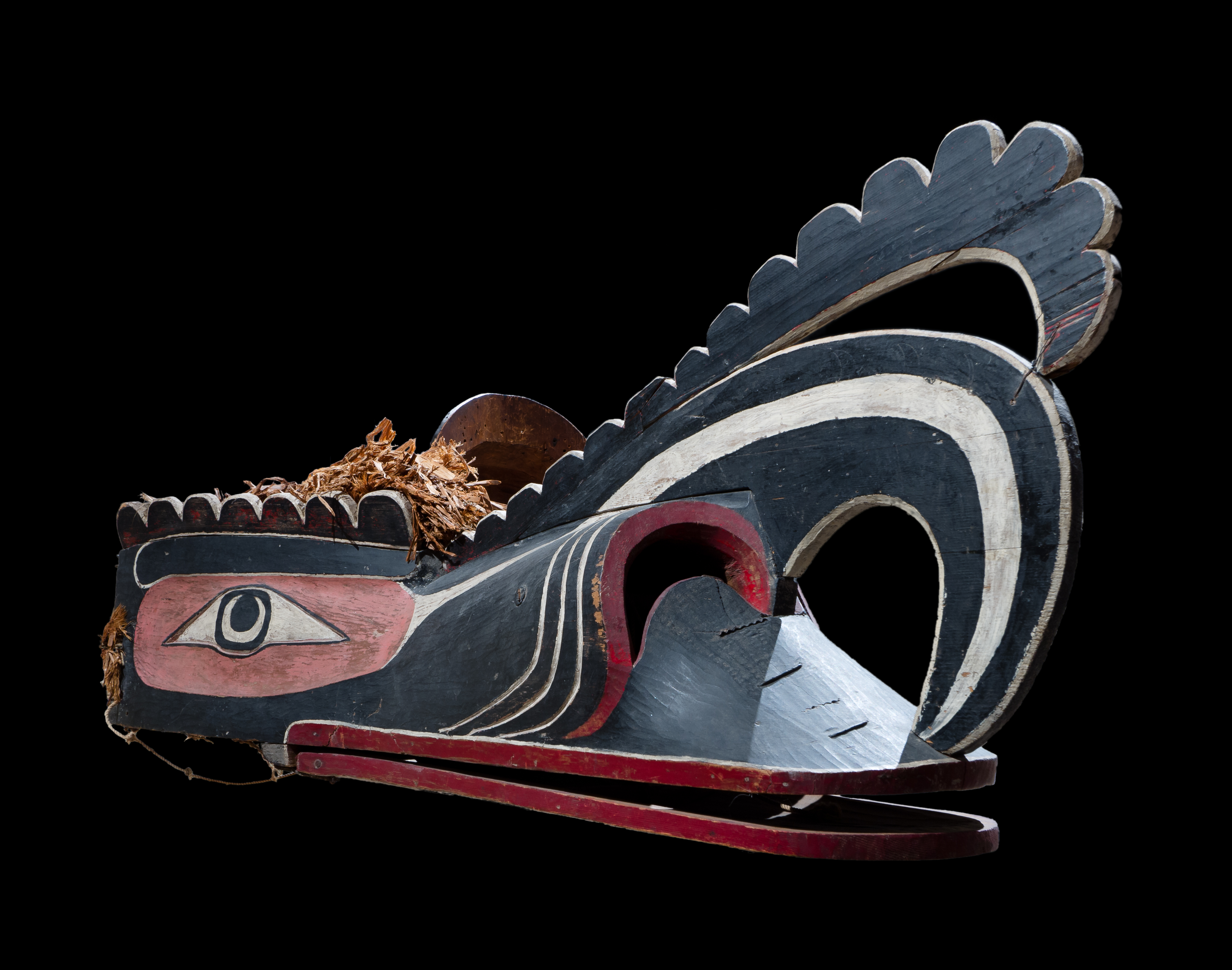
Masque rituel Kwakwaka'wakw.
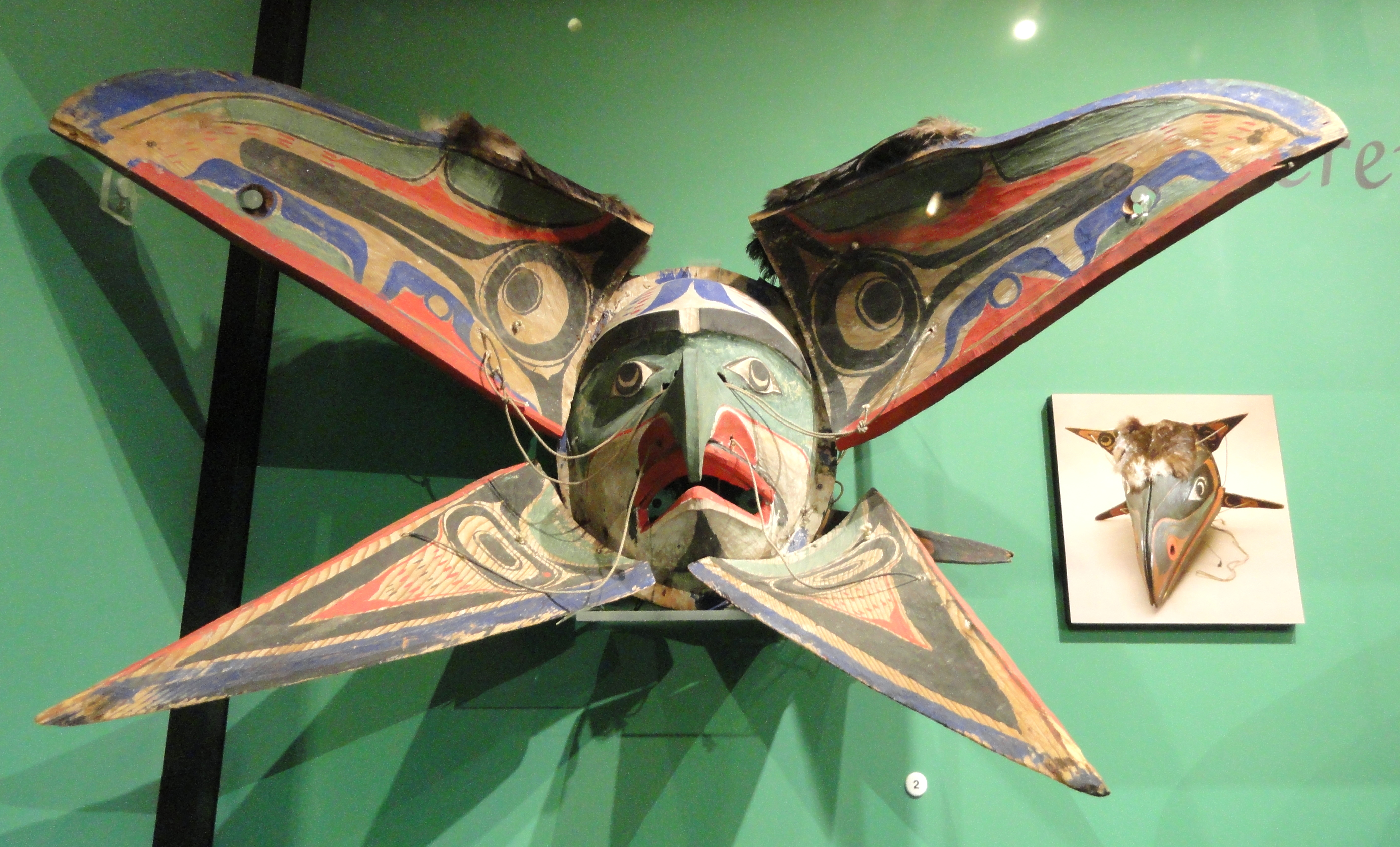
Masque à transformation Kwakiutl.
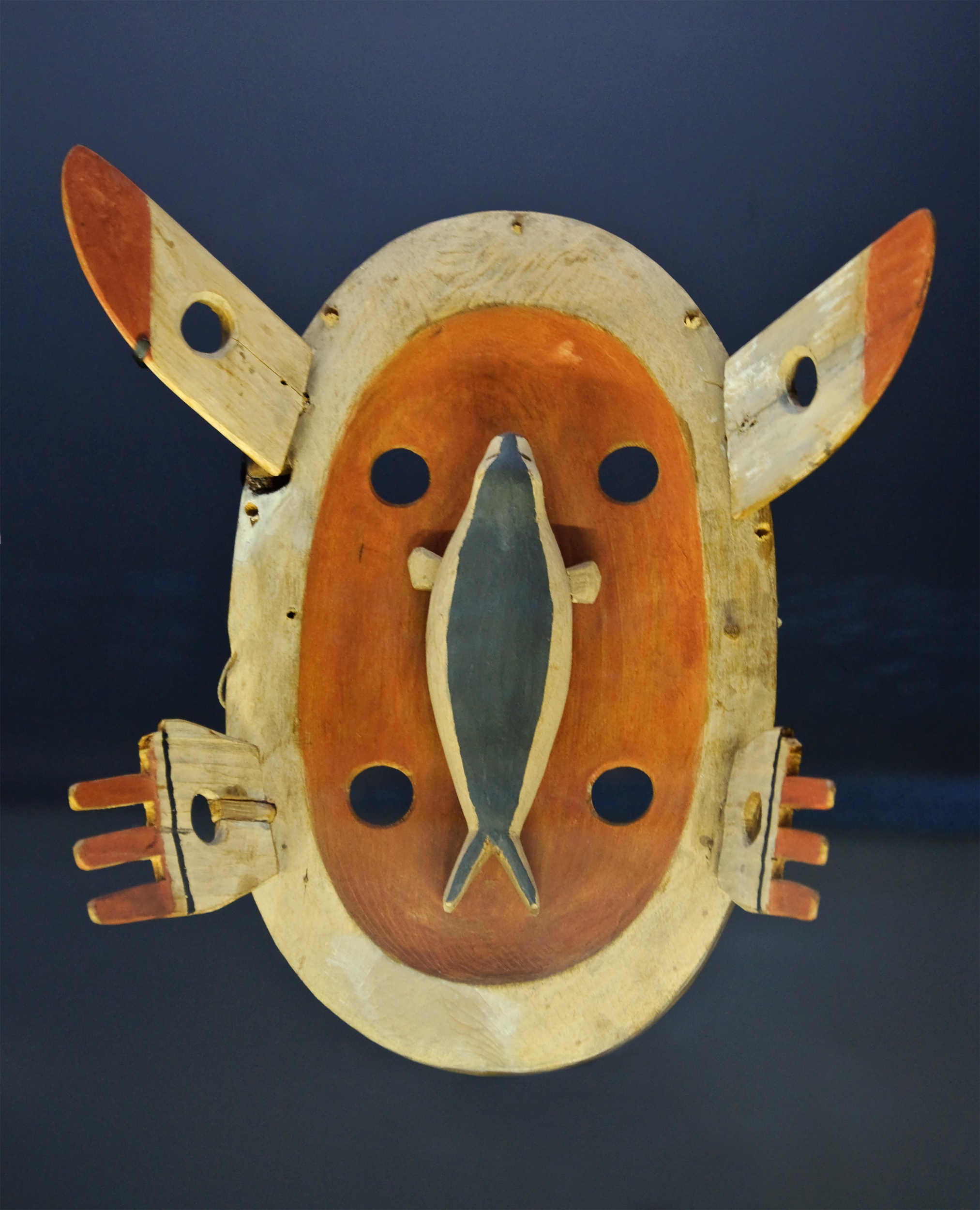
Masque yup'ik, Sitka (Alaska).
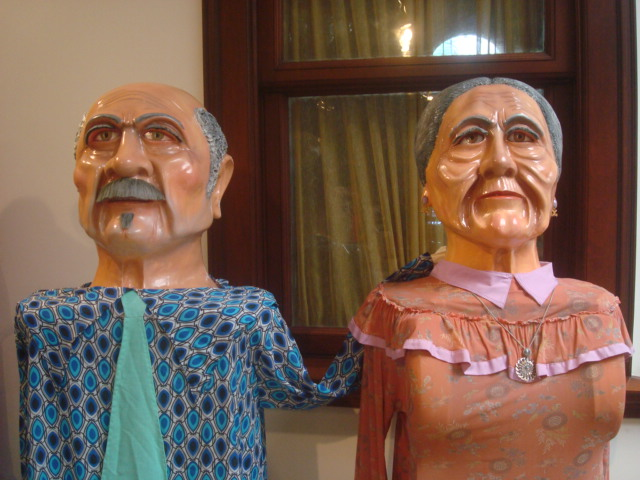
Masque traditionnel du Costa Rica.
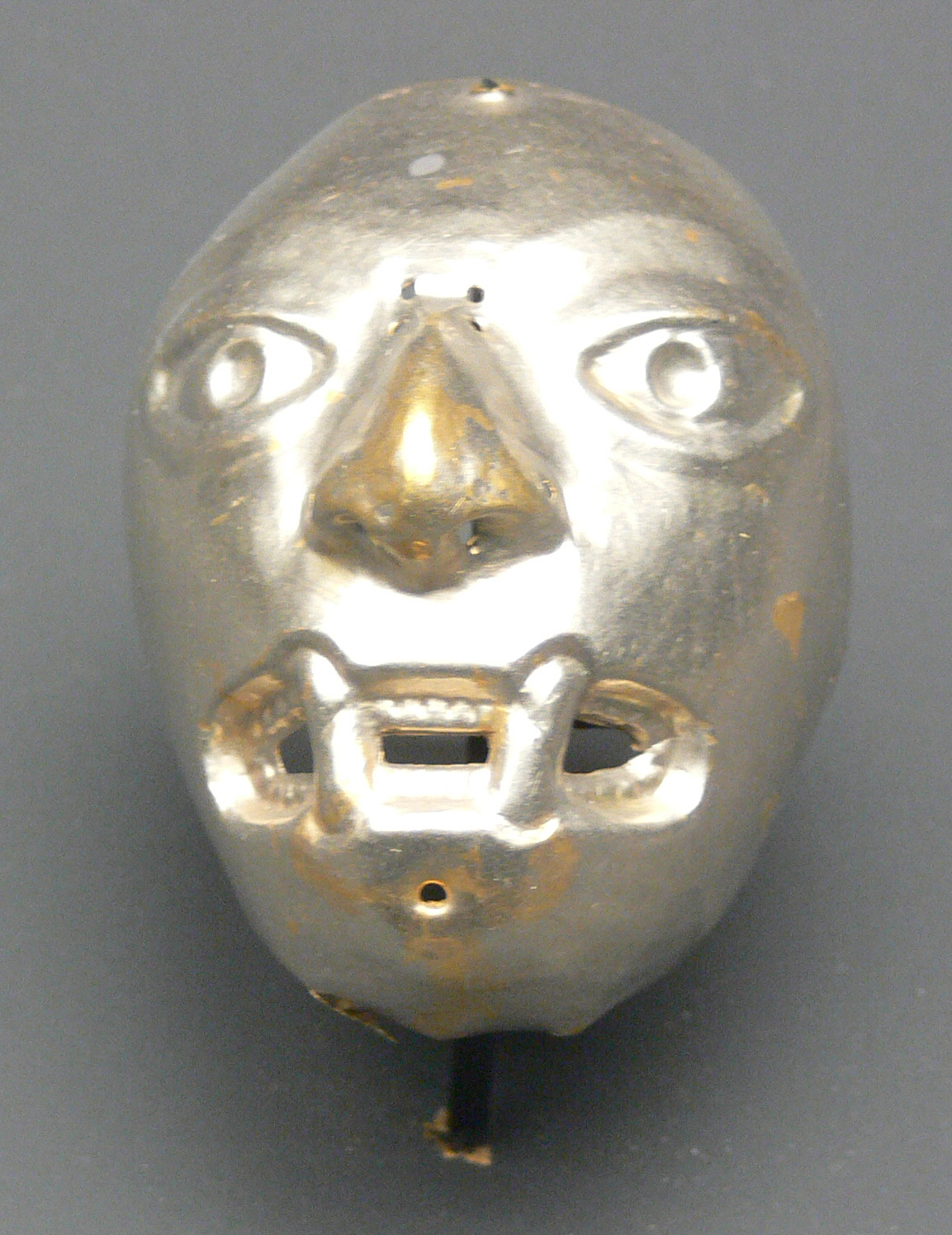
Masque en platine de l'Équateur.
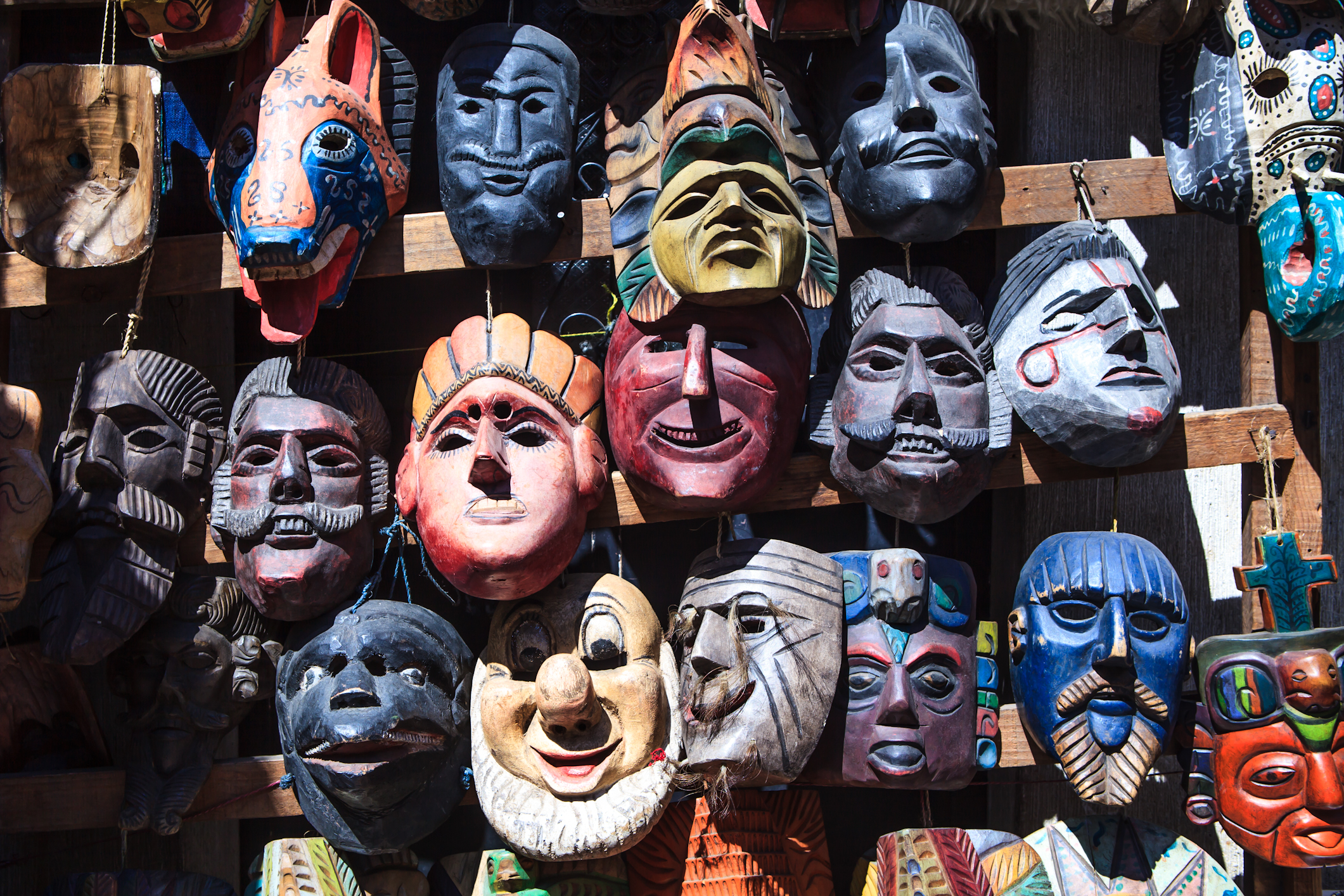
Masques au marché de Chichicastenango, Guatemala.
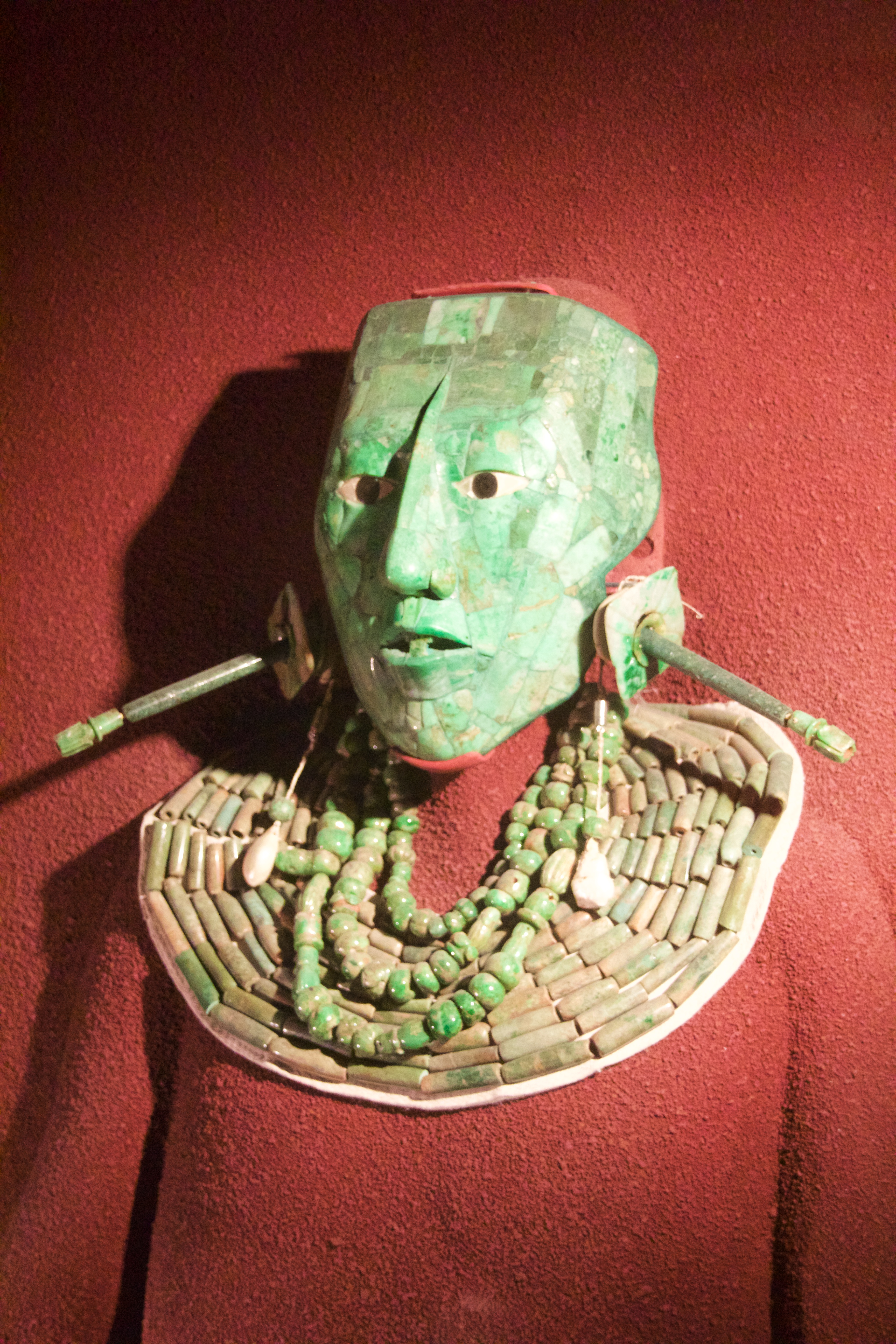
Mexique.
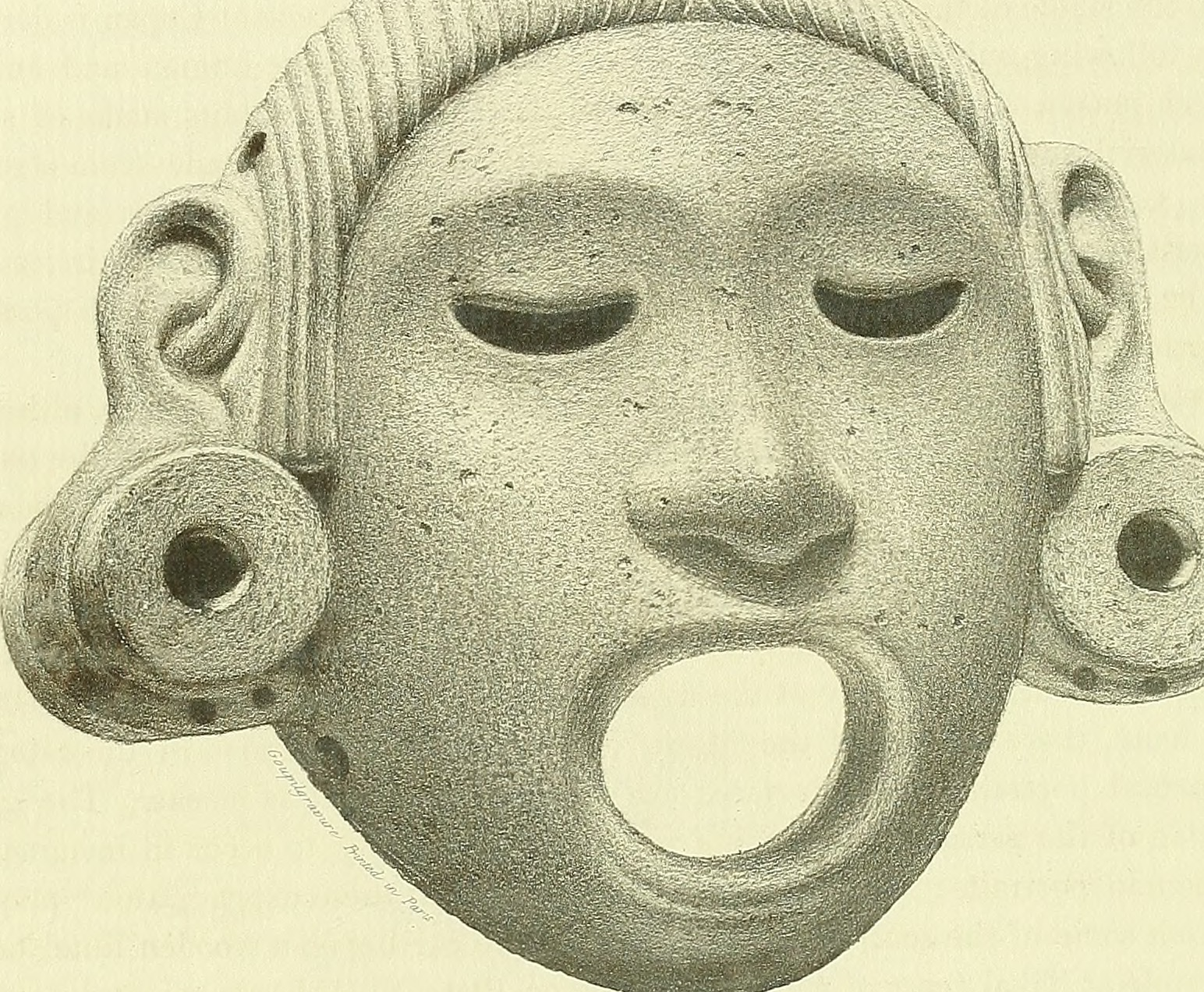
Masque du Mexique.
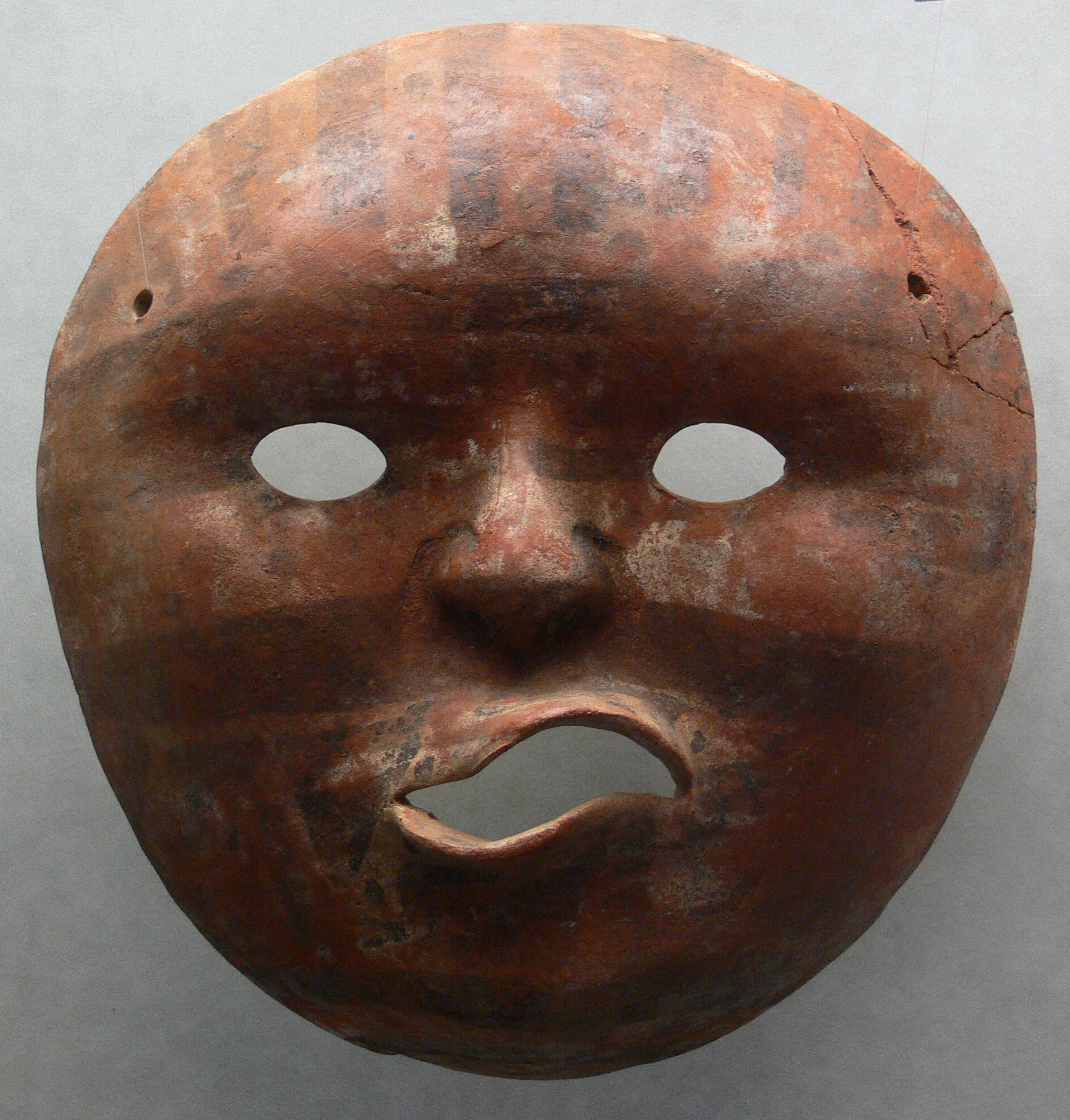
Masque du Pérou.
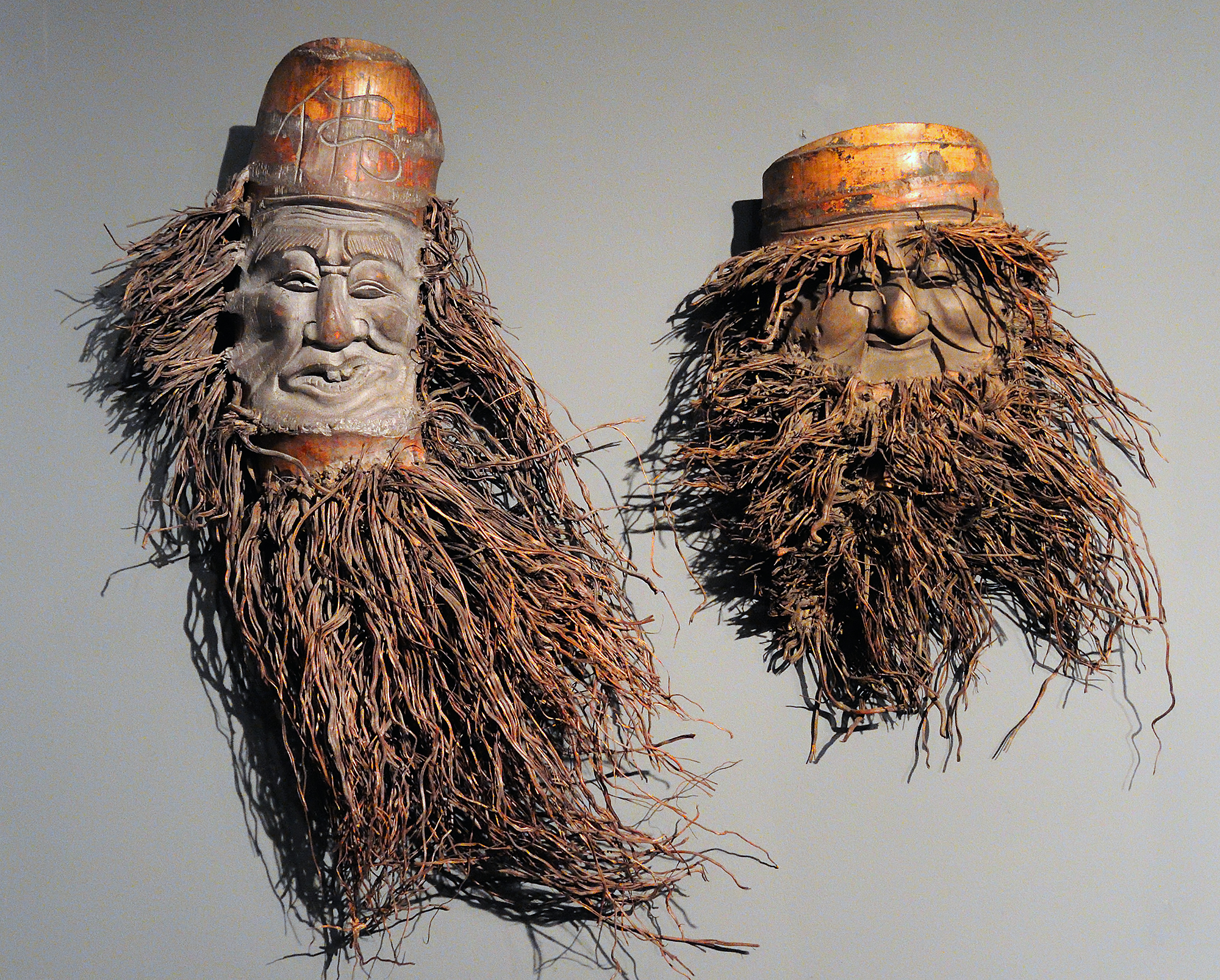
Masque de carnaval, Uruguay.

### En Europe

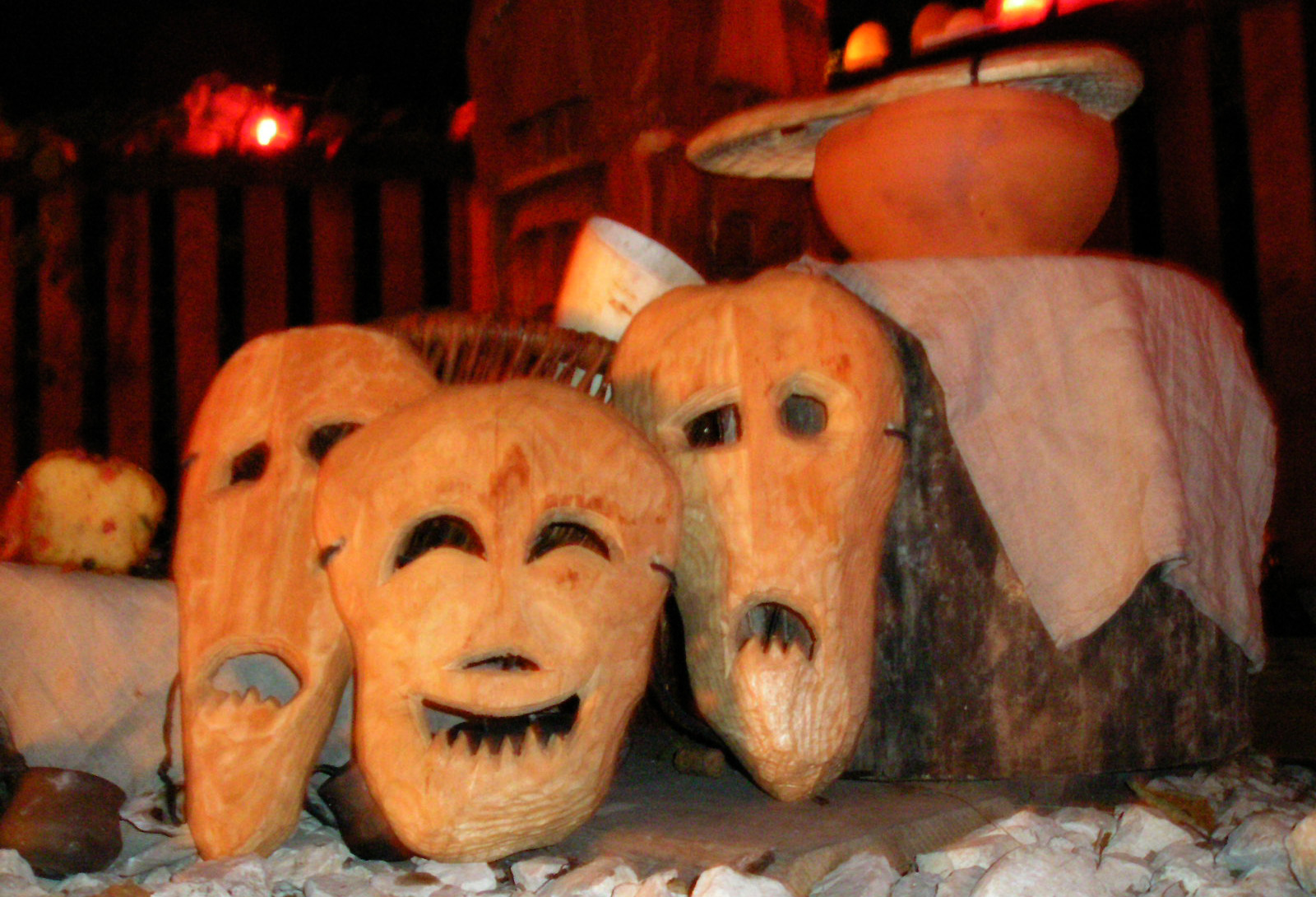
Masques en bois, Pologne.
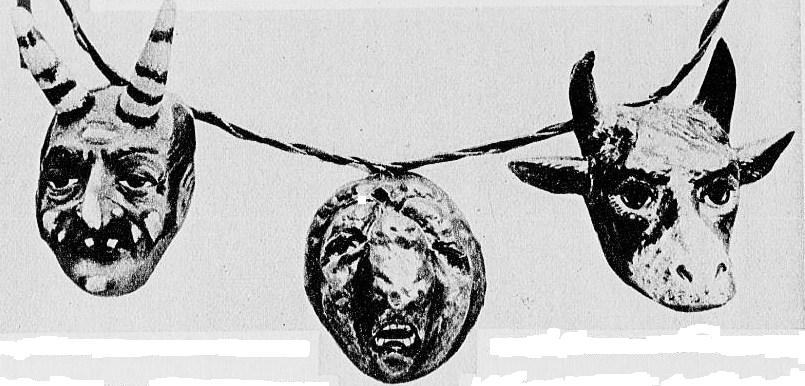
Masques, France, 1922.
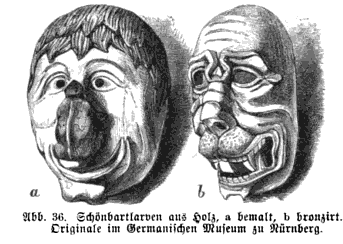
Masques, Allemagne.
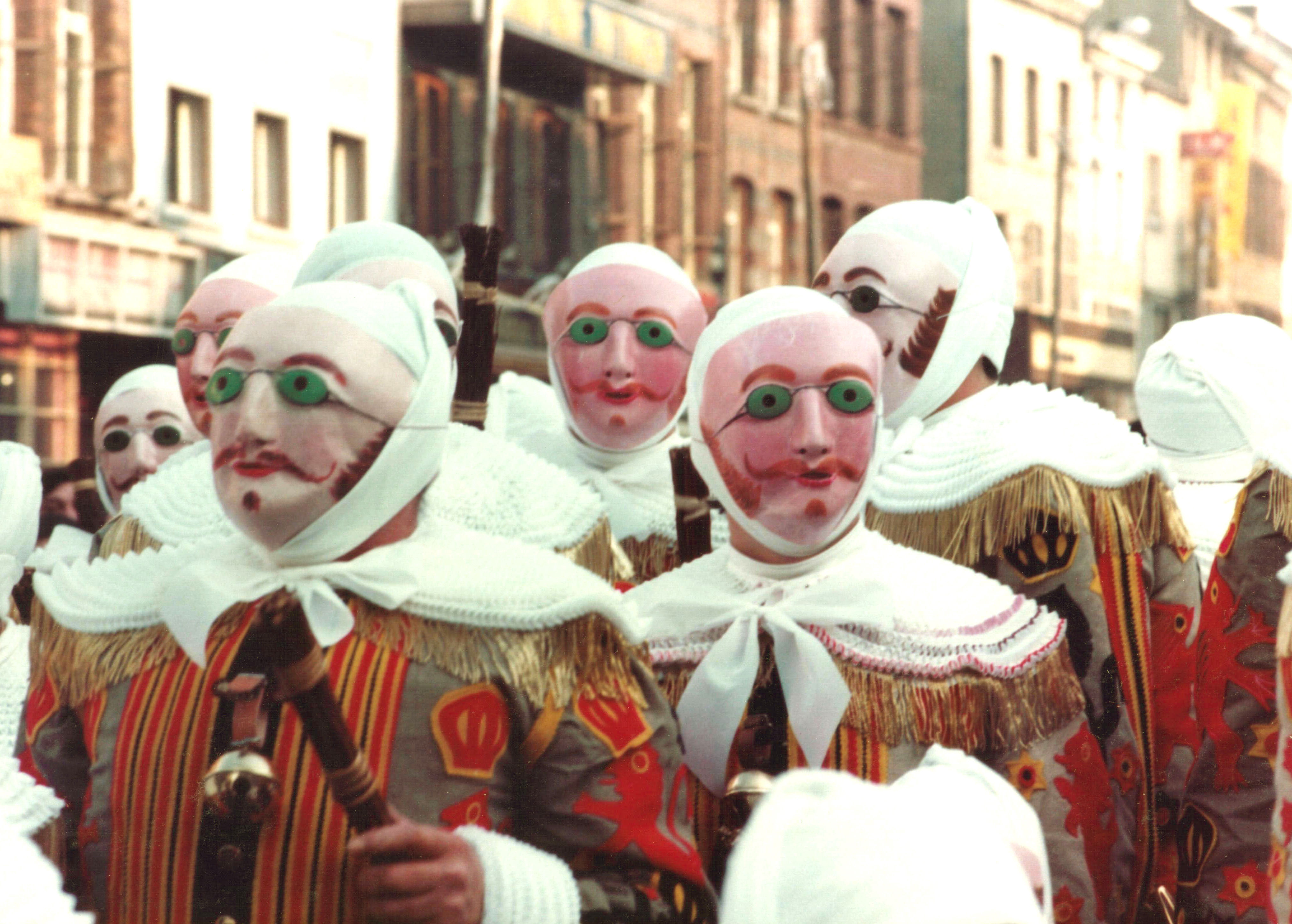
Masques, Gilles, de Binche, Belgique.
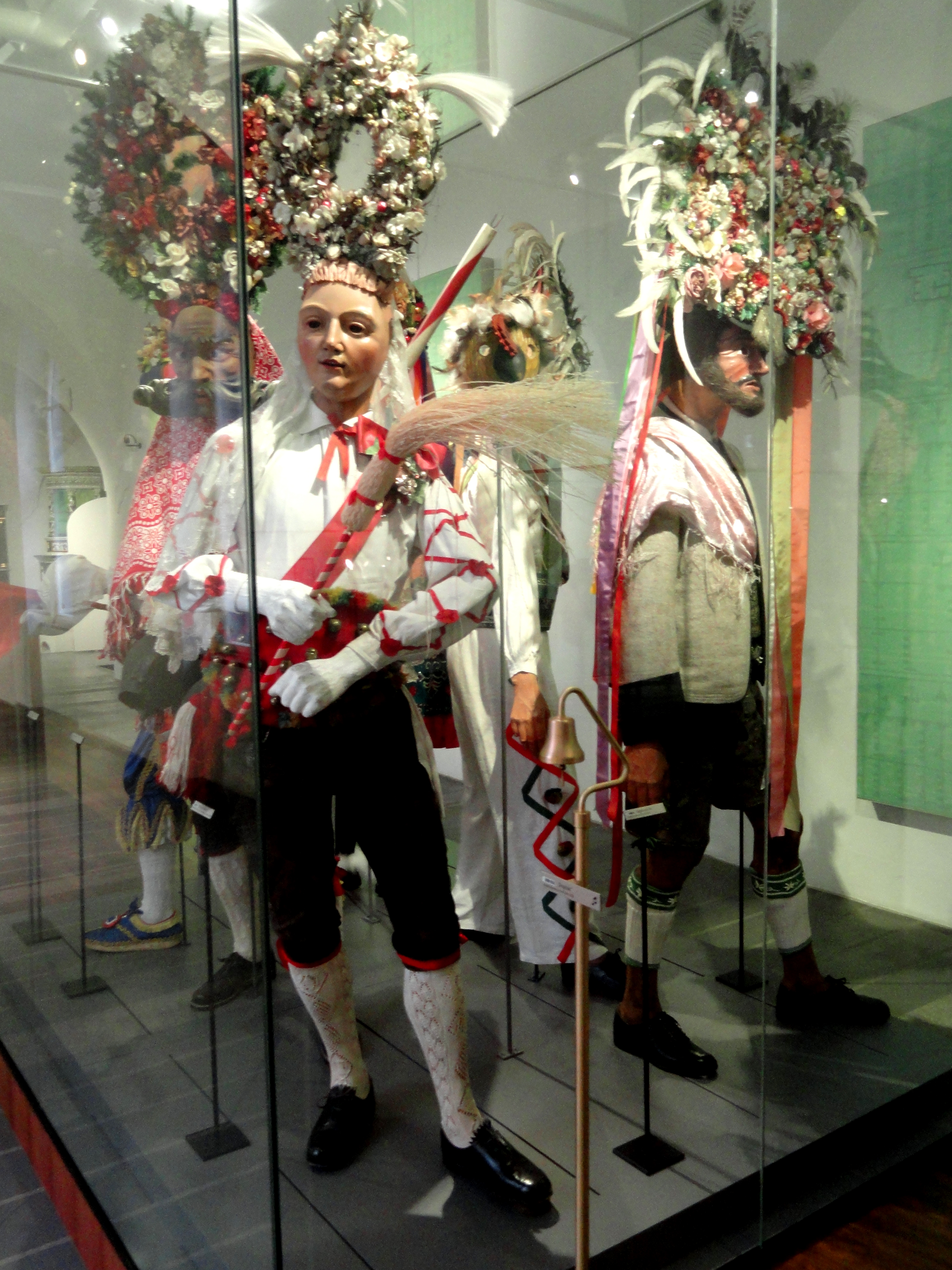
Masques du Tirol, Autriche.
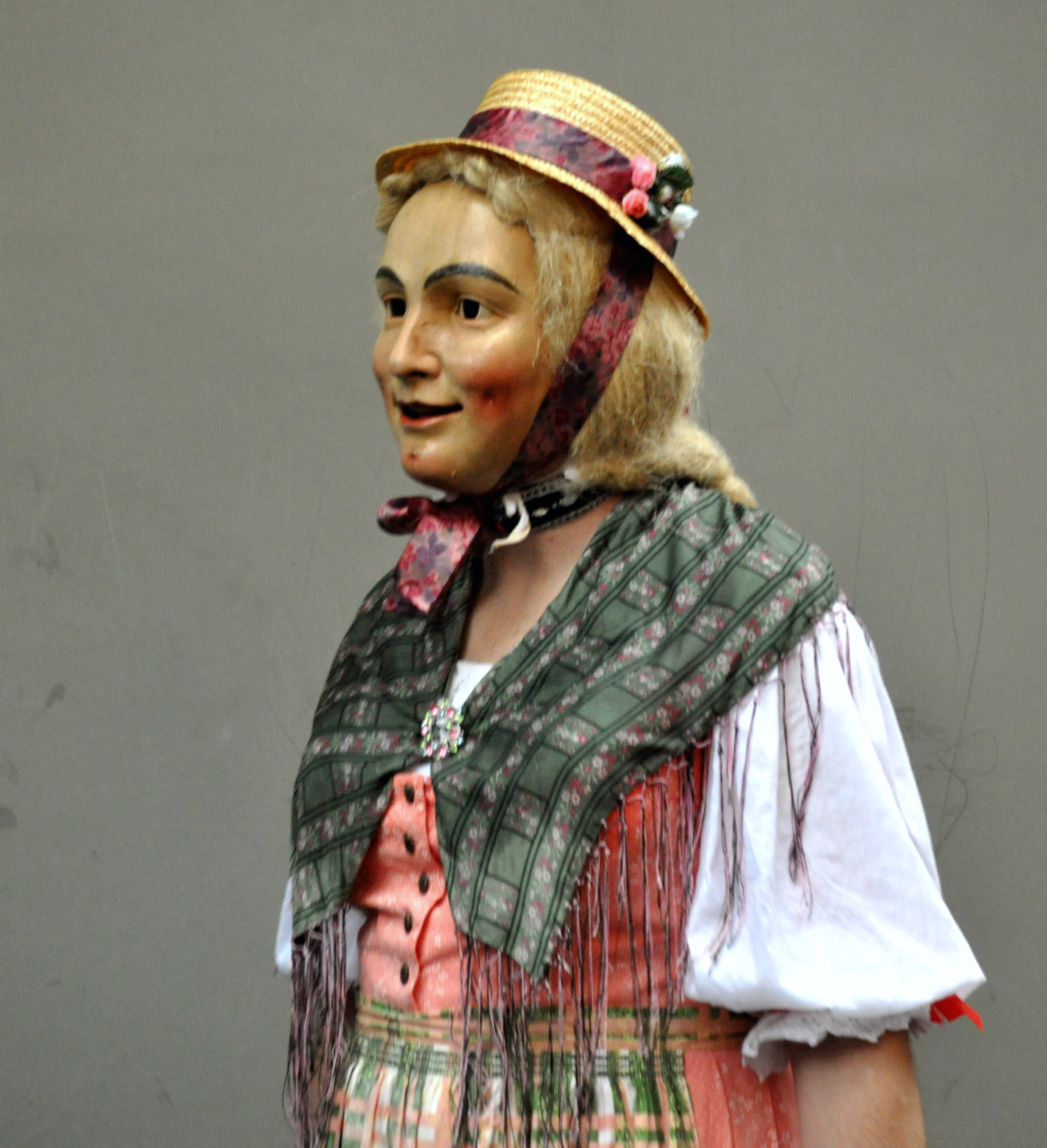
Masque, Schemenlaufen, Autriche, 2016.
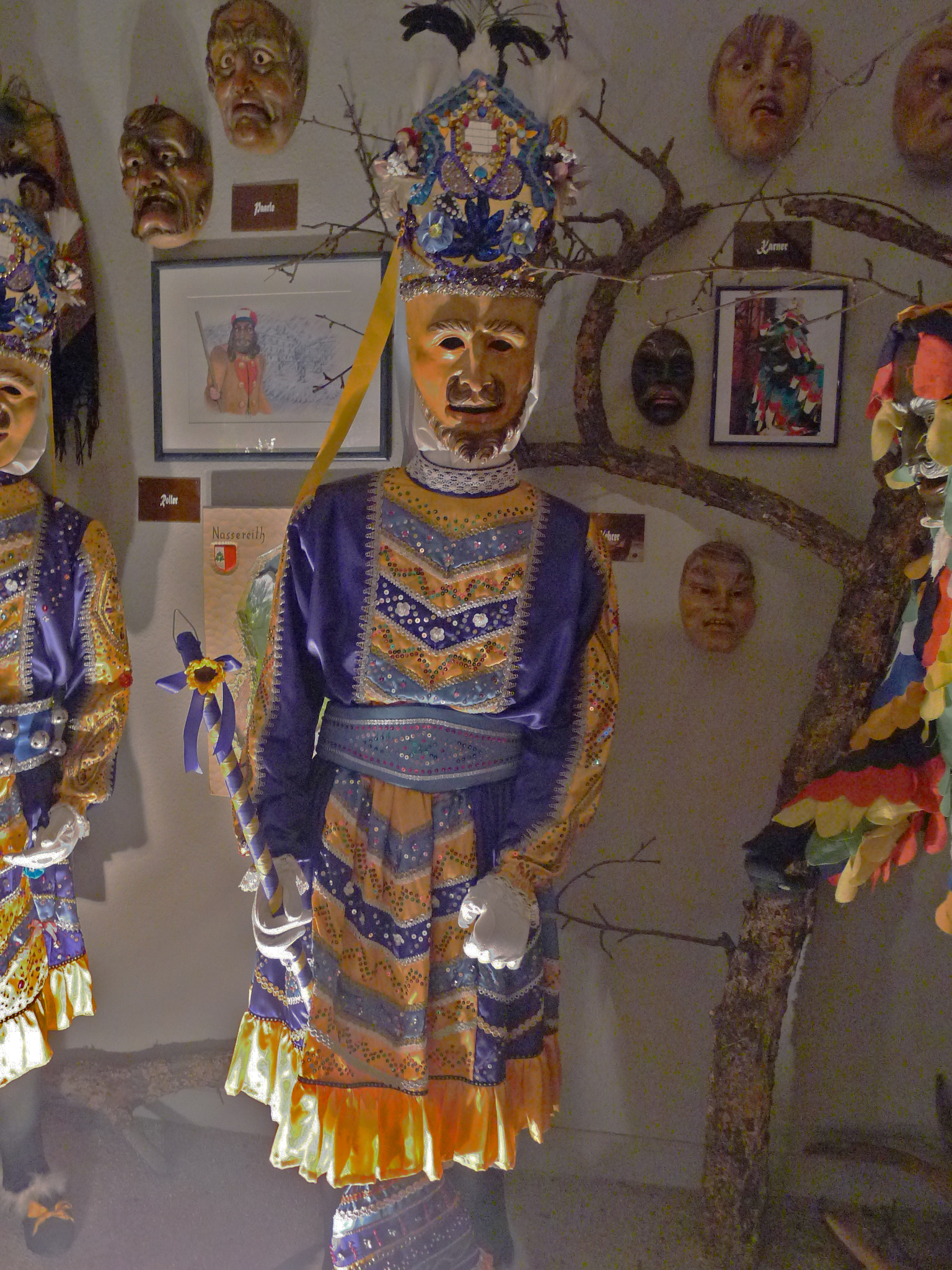
Masque Nassereith, Autriche.
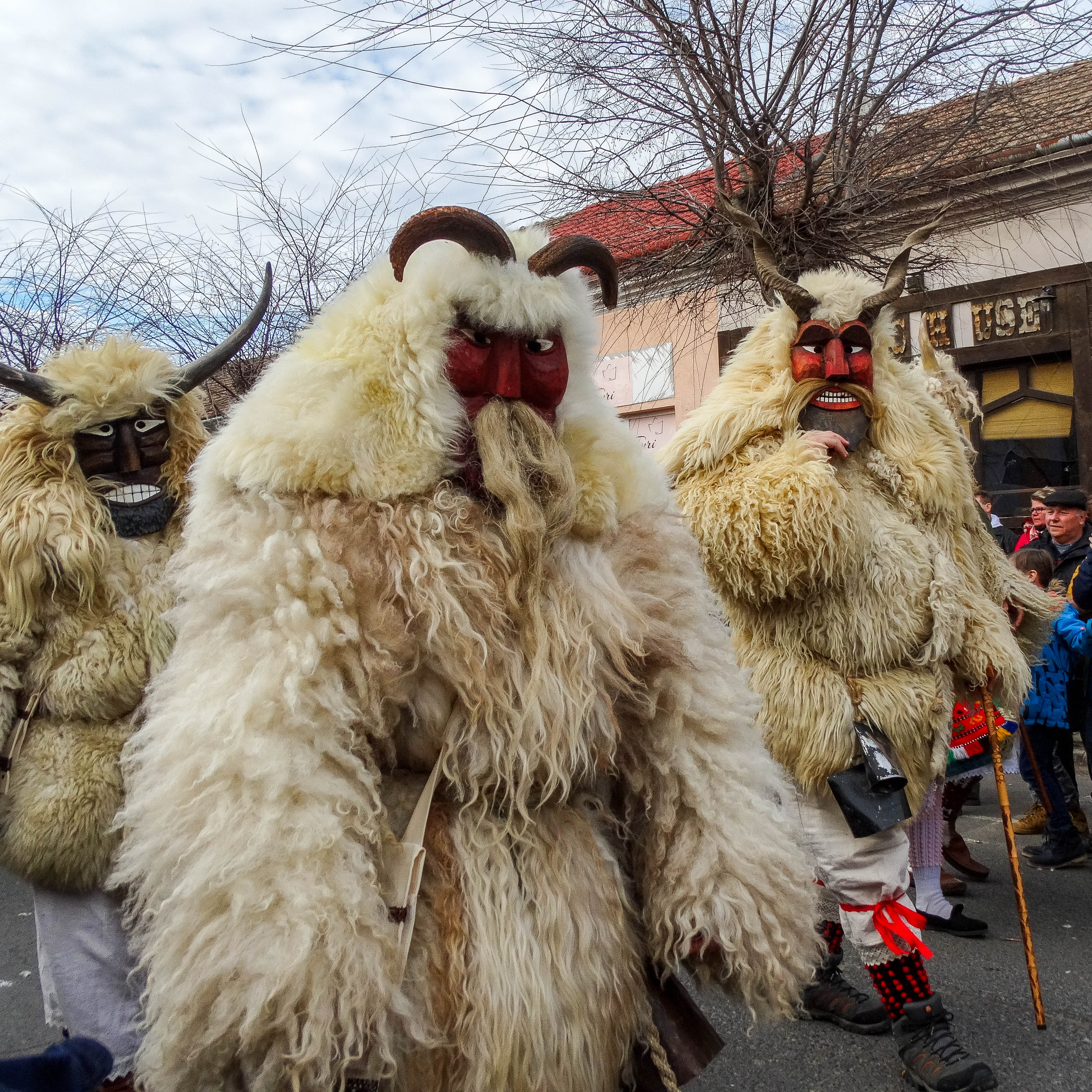
Busójárás, Mohács, Hongrie.
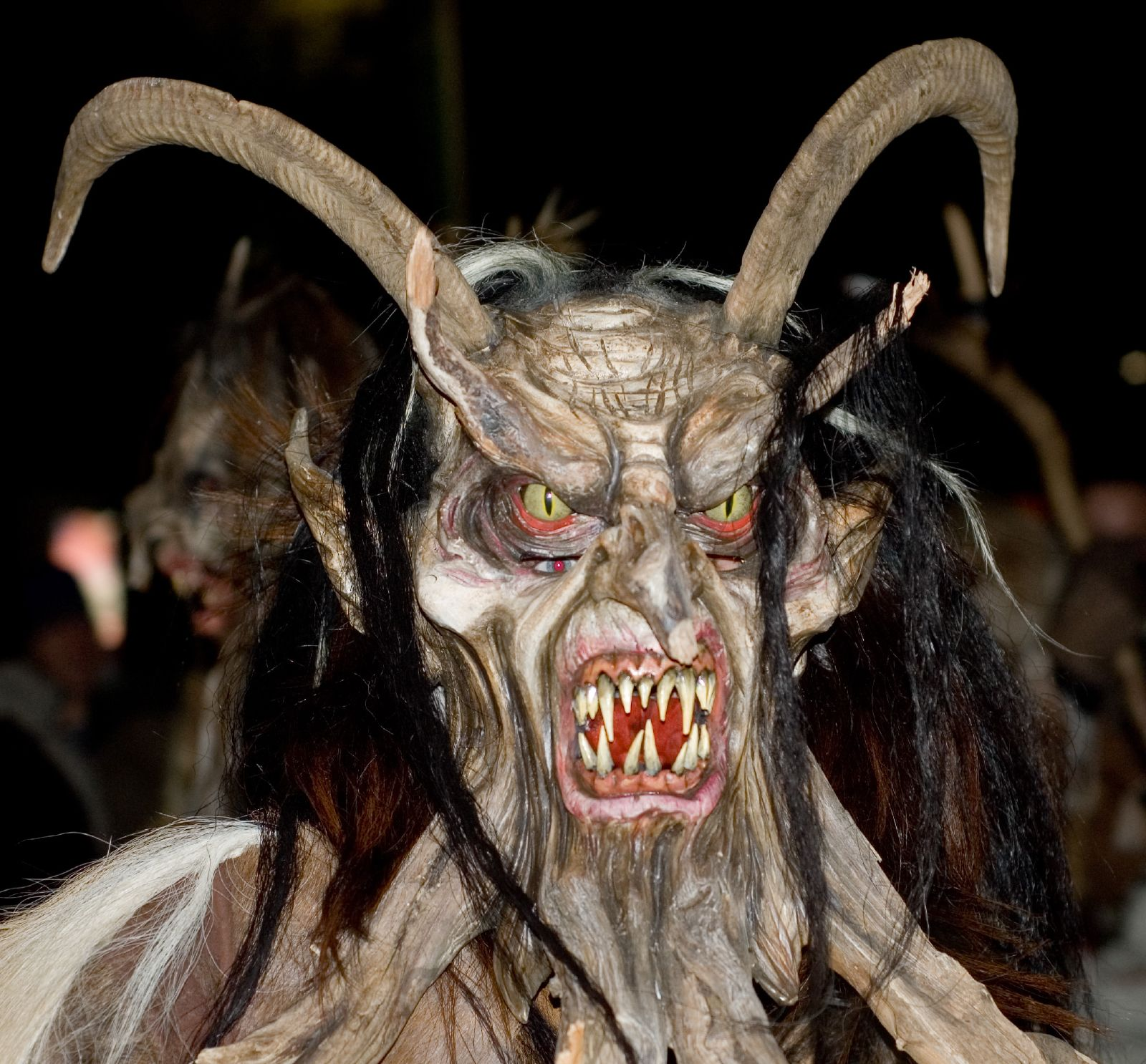
Krampus, Klagenfurt, Autriche.
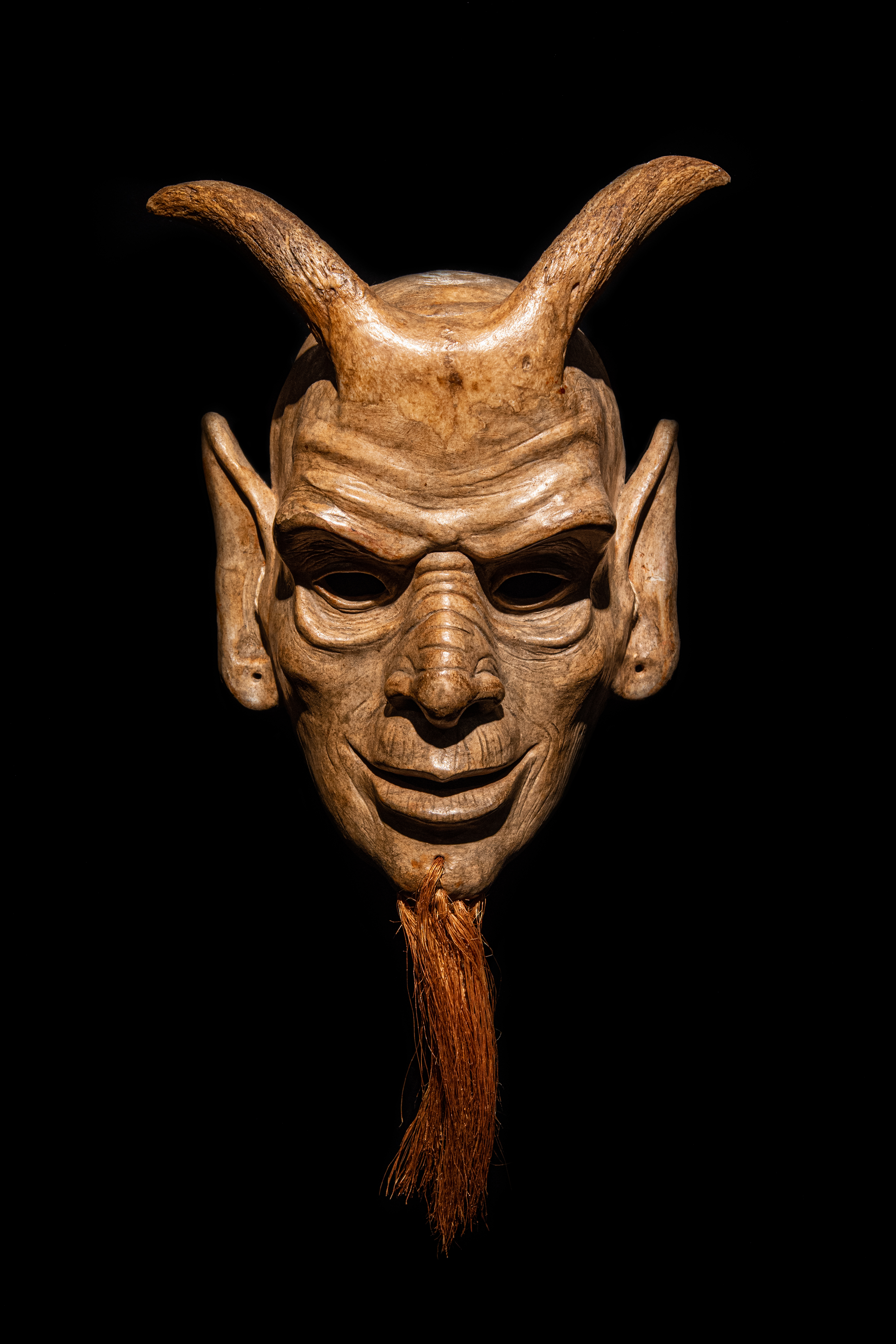
Masque de diable, Trás-os-Montes, Portugal.

La plupart des pays européens maintiennent une tradition carnavalesque, de festivités variées.
Les rituels de déguisements des humains en animaux semblent liés à des traditions alpines préchrétiennes.
Ainsi, la Bulgarie préserve Kukeri et surova, festival populaire dans la région de Pernik, parade masquée, à l'occasion du nouvel an .
D'autres pratiques de travestissement renouvelées sont : Berchta, Busójárás...
Ainsi, par exemple, les déguisements de carnaval par région en Italie (it).

### Masque funéraire
Un masque funéraire est un masque déposé de manière définitive sur le visage d'une personne décédée.

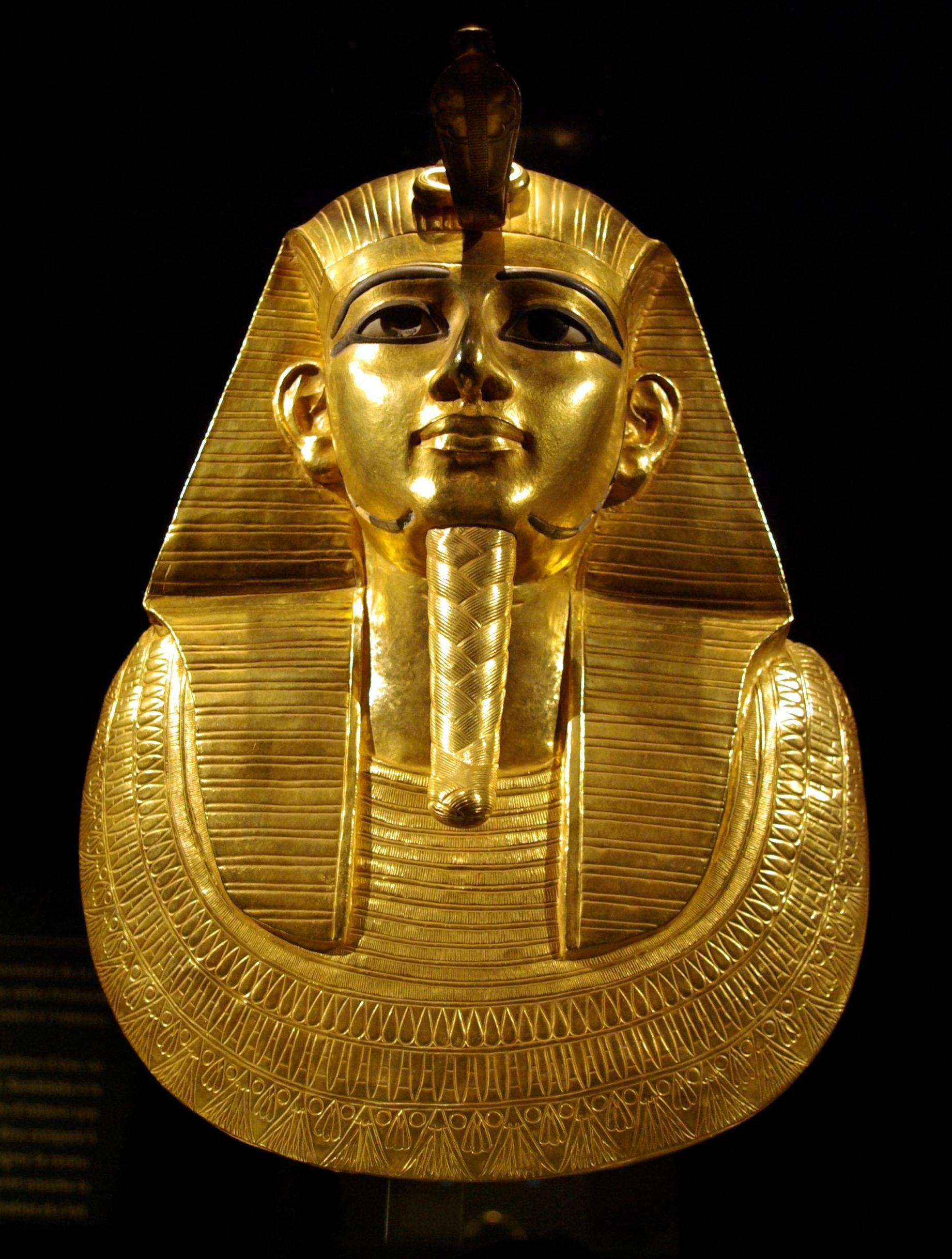
Masque funéraire à plastron du pharaon Psousennès Ier.
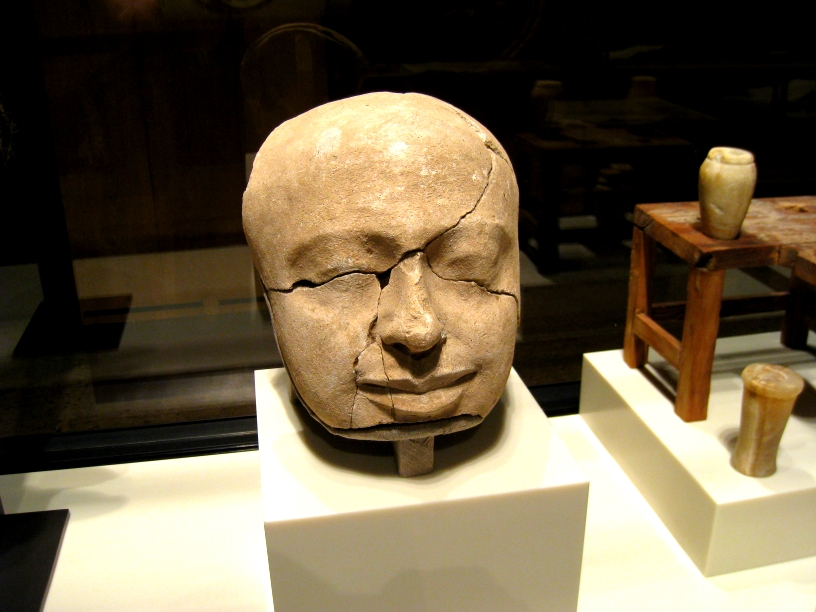
Masque funéraire égyptien en plâtre, ancien empire.
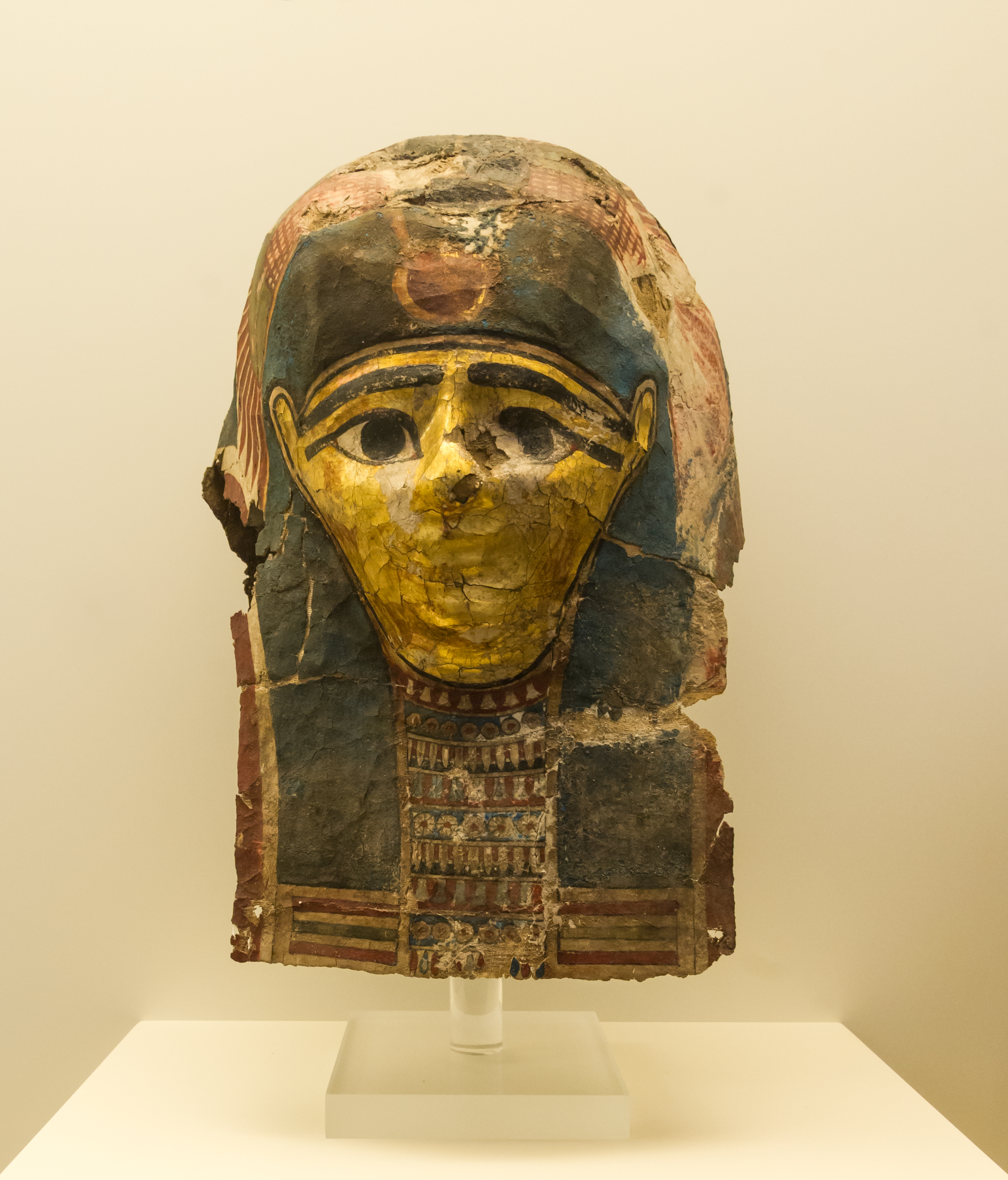
Masque funéraire égyptien, en cartonnage, NAM Athènes.
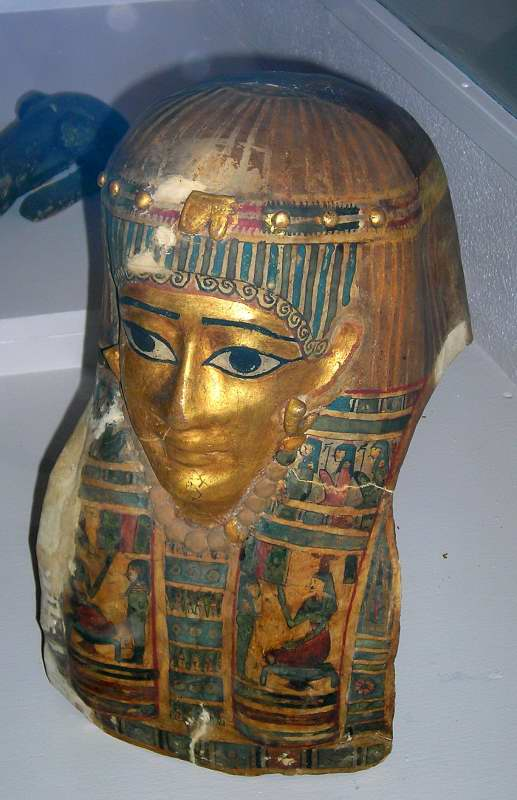
Masque funéraire égyptien, époque ptolémaïque.
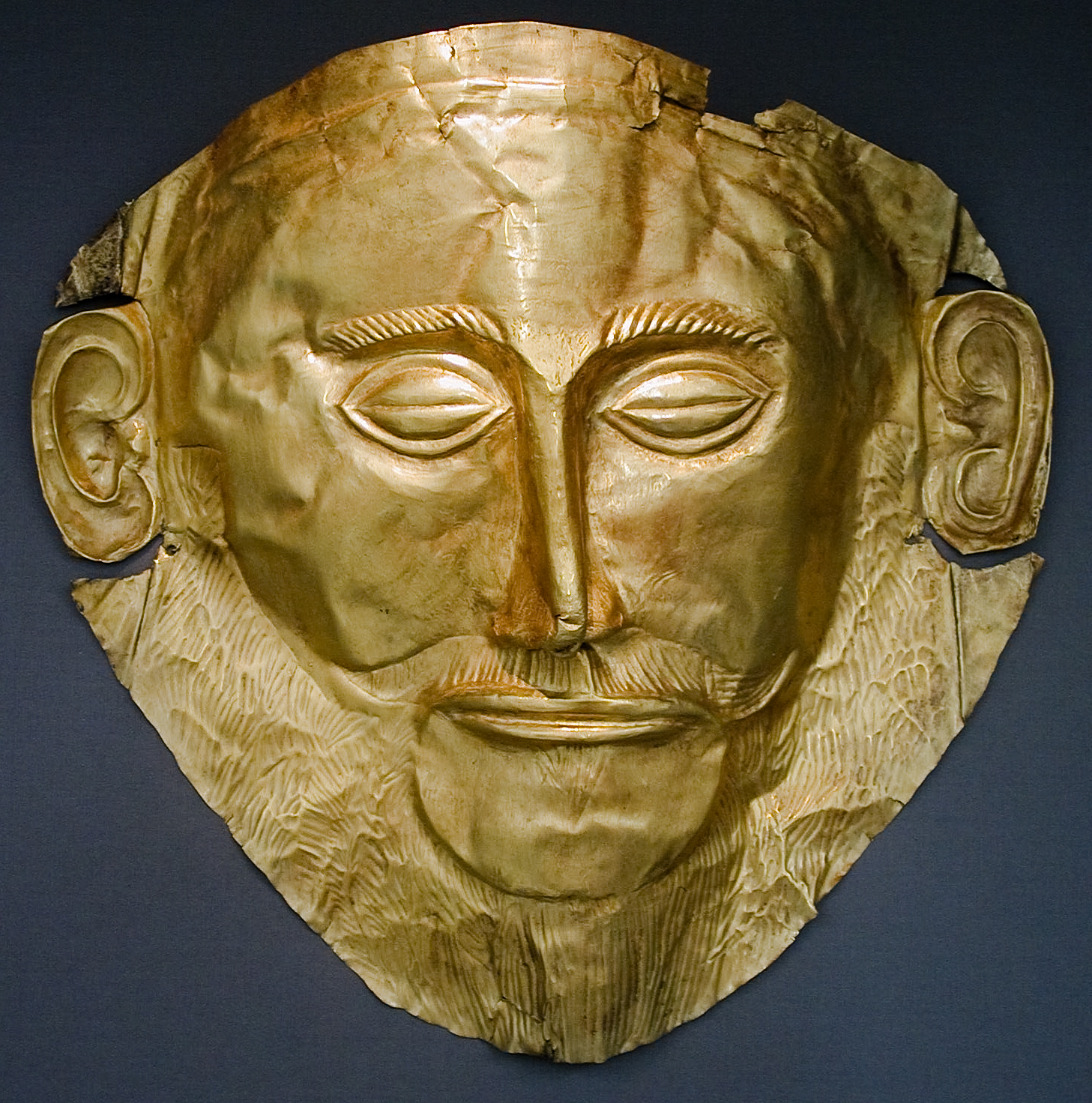
Masque funéraire mycénien dit « Masque d'Agamemnon ».
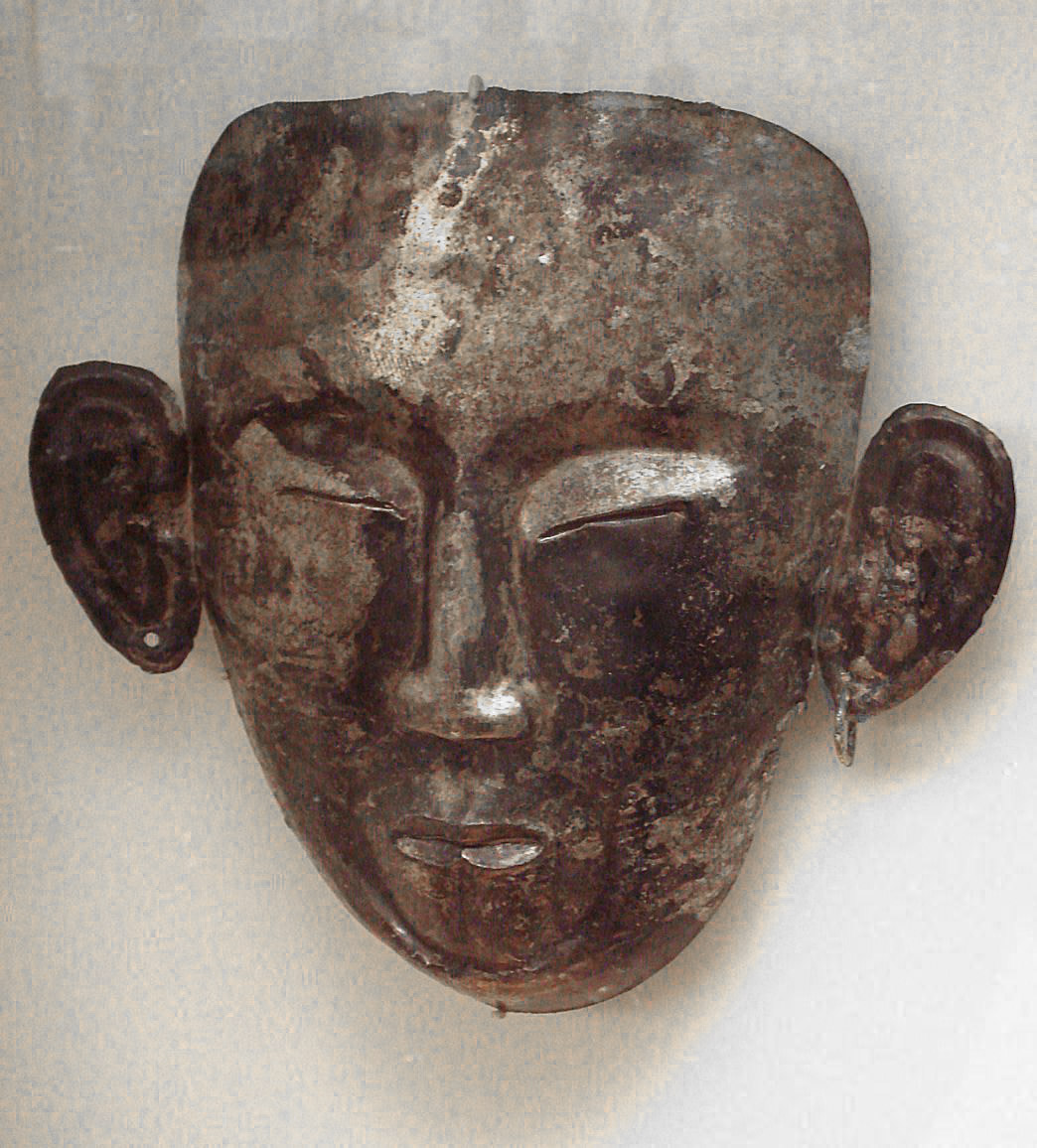
Masque funéraire chinois du XIIe siècle.
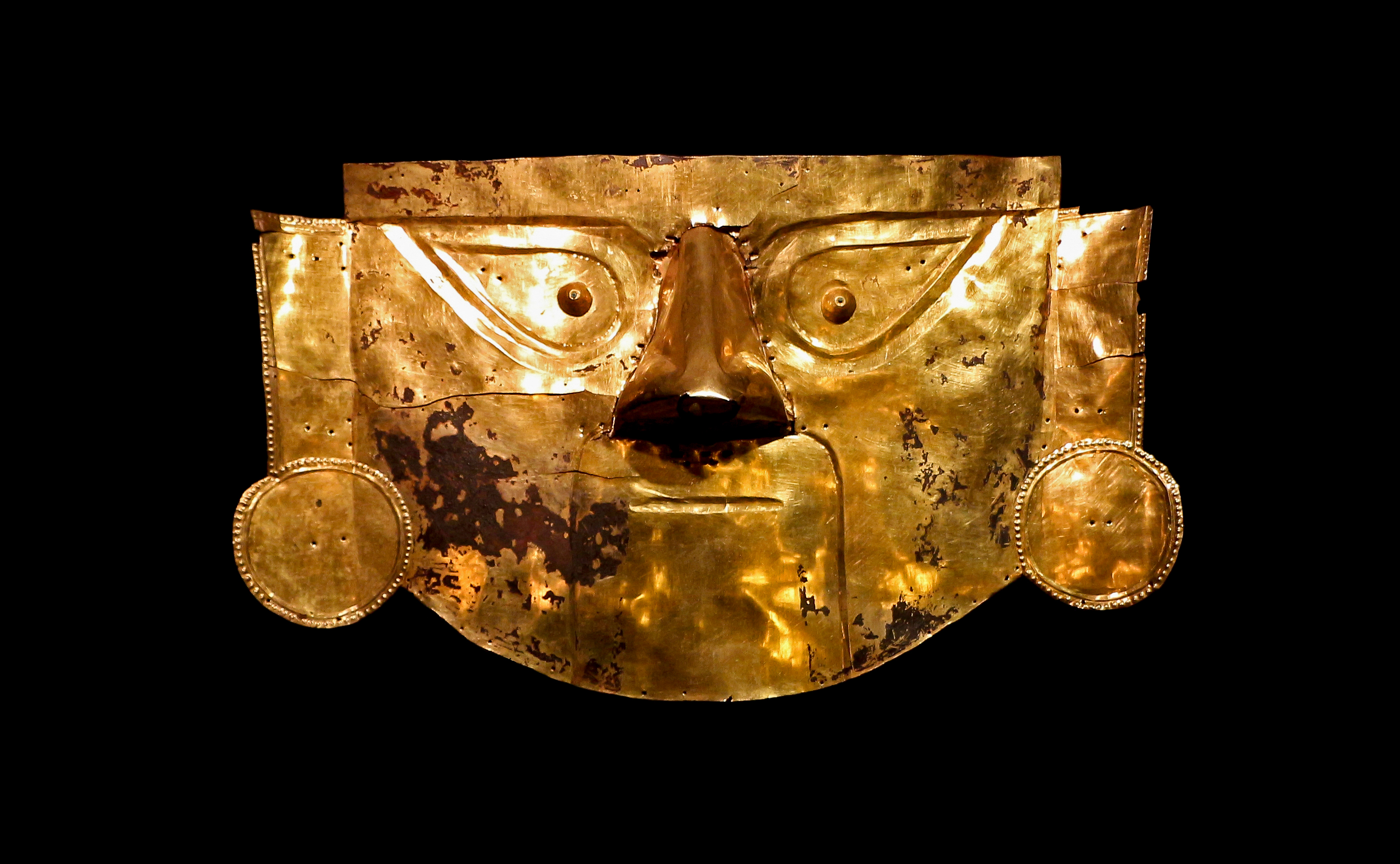
Masque funéraire Lambayeque en or.
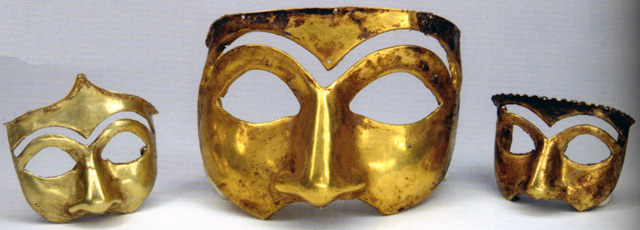
Masques d'or de Kalmakareh, Louristan, Iran. (entre -999 et -500).
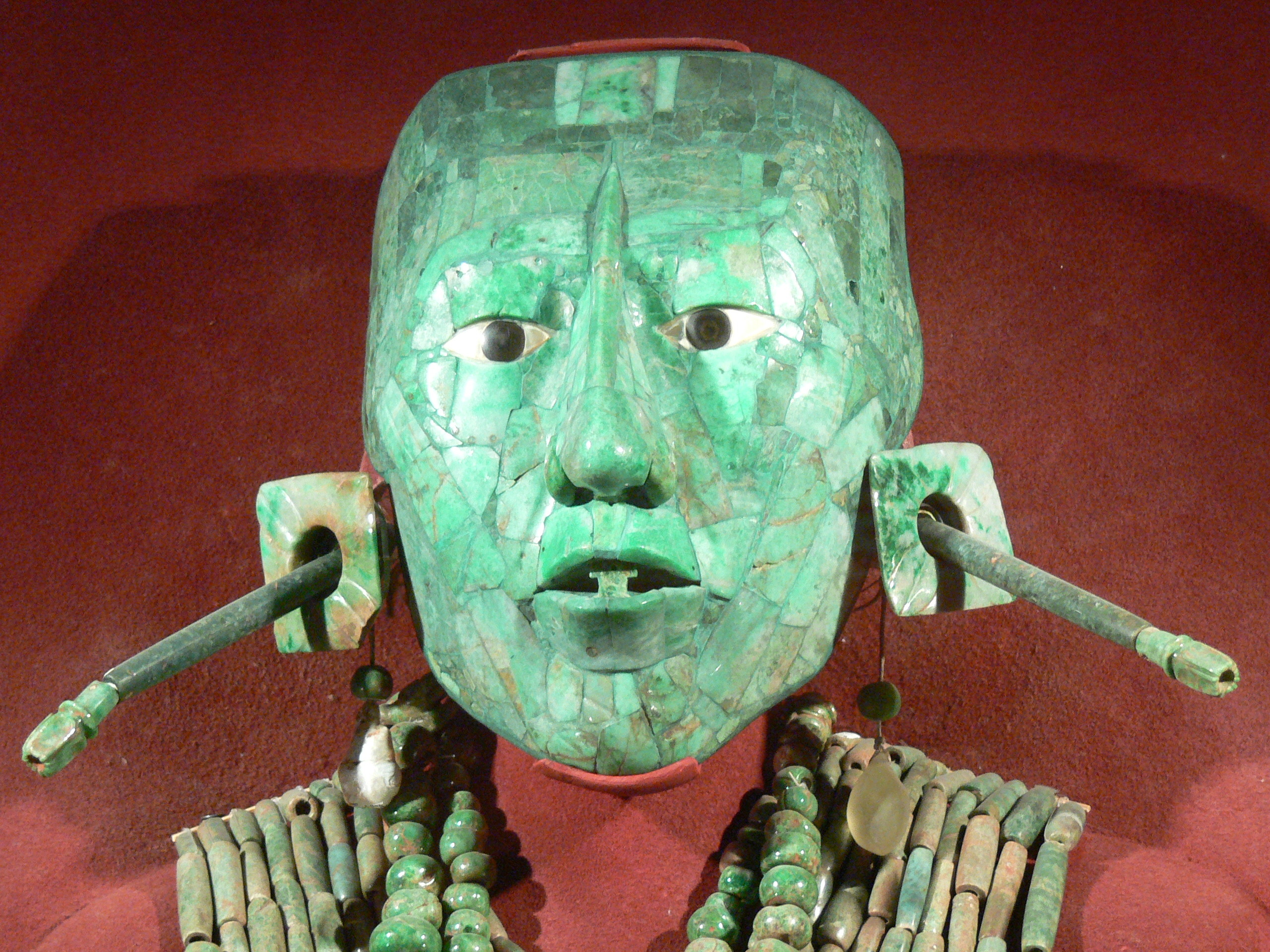
Masque funéraire du Pakal (615-683), Musée national d'anthropologie de Mexico.

### Masque mortuaire
Un masque mortuaire est un moulage du visage de la personne morte.

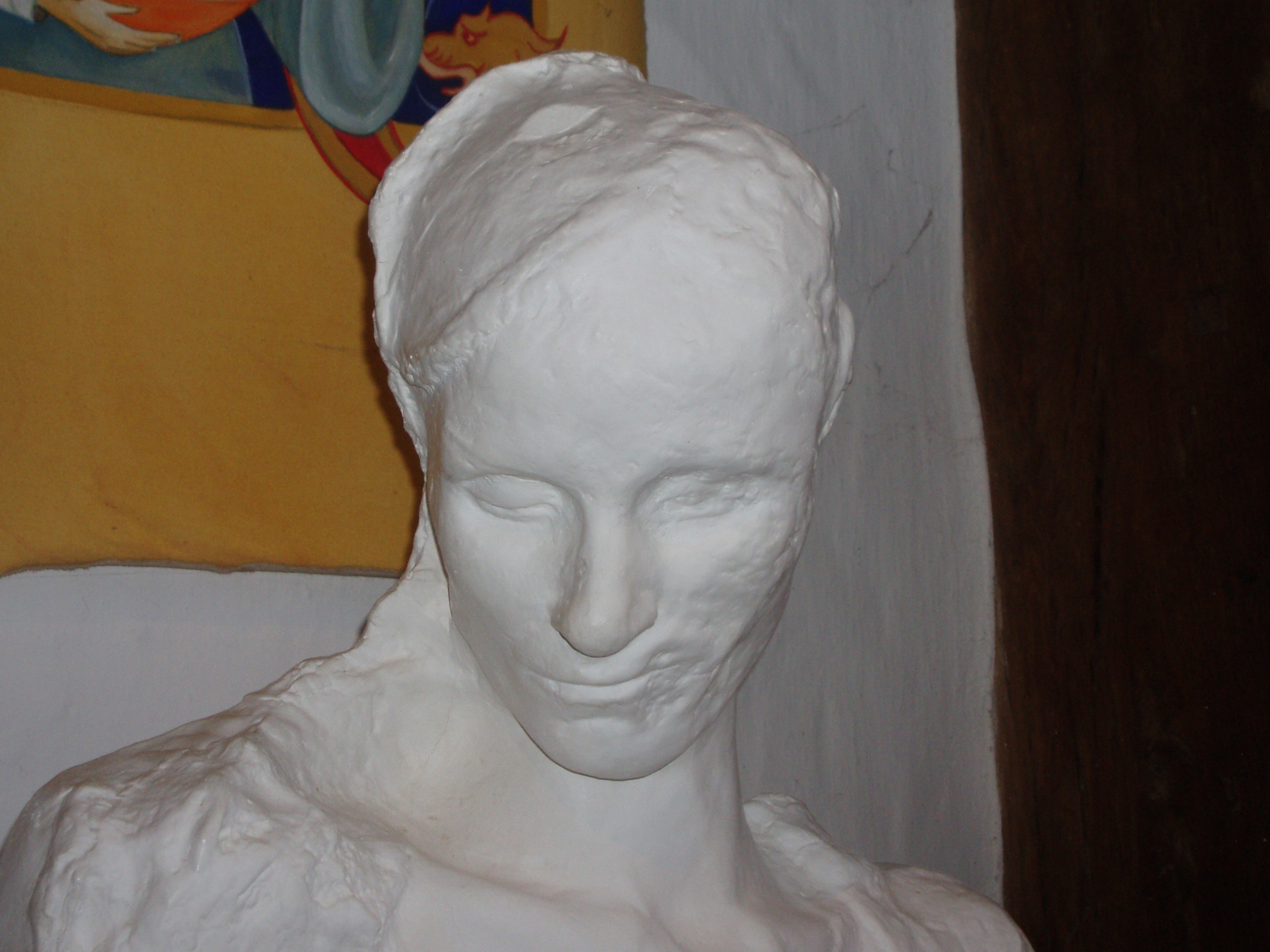
Masque mortuaire de la princesse Hildegarde de Séléstat (masque du XIXe siècle).
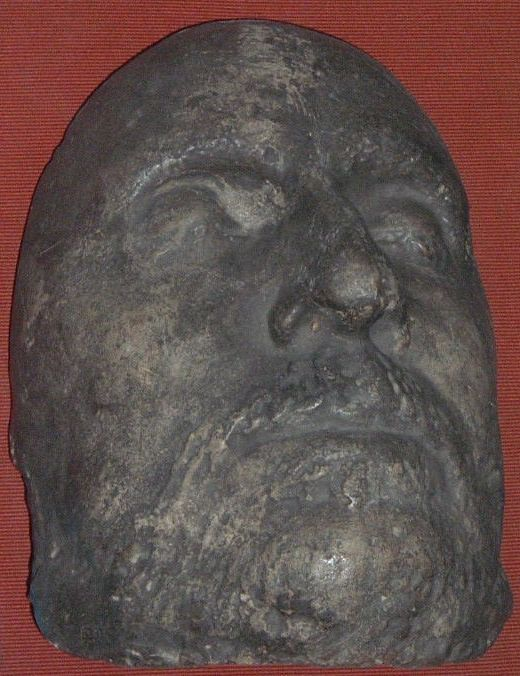
Masque mortuaire d’Oliver Cromwell (musée de Londres).
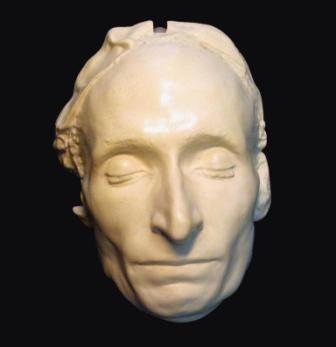
Masque mortuaire de Blaise Pascal.
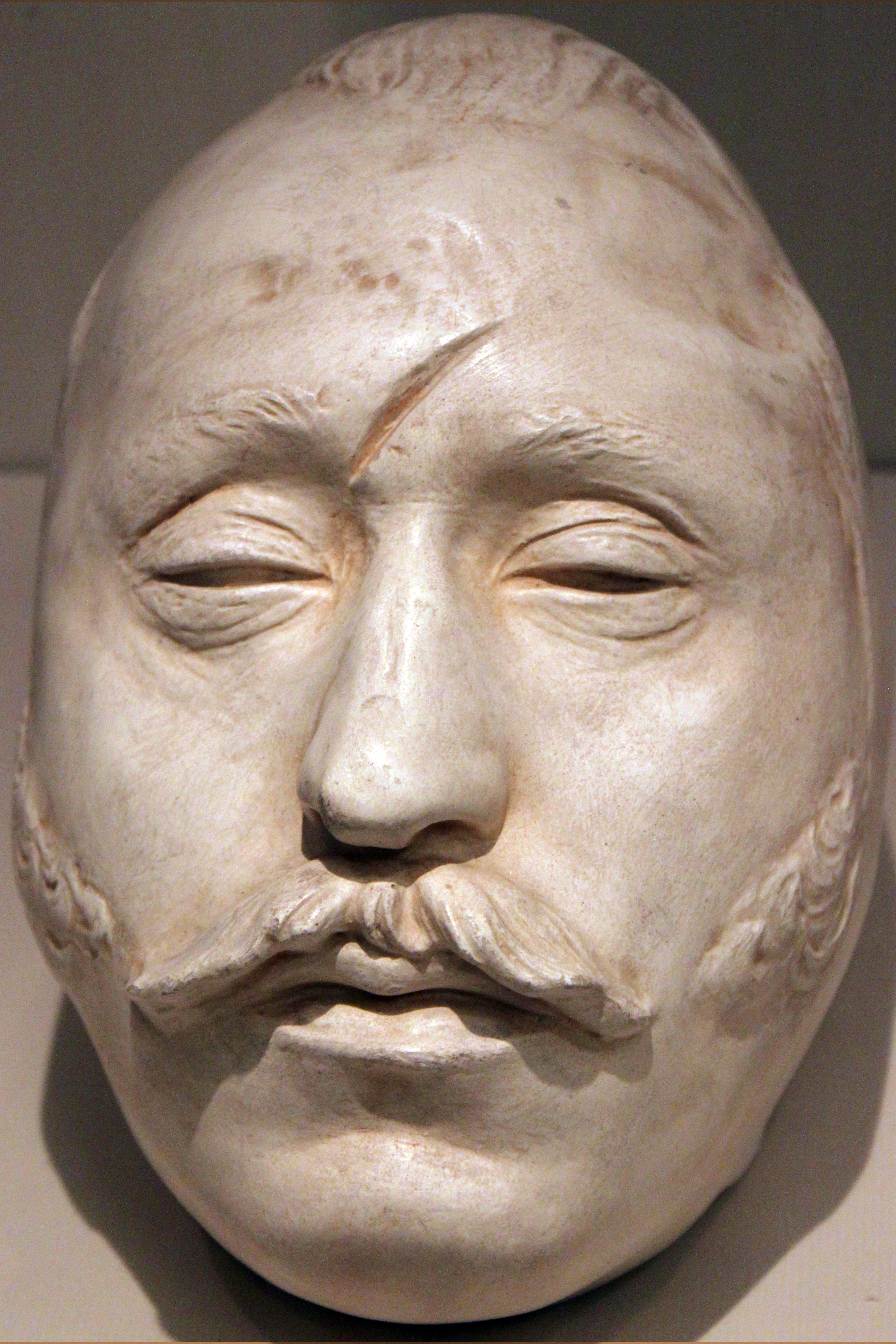
Masque mortuaire d'un partisan prussien, le commandant von Schill (Deutsches Historisches Museum, Berlin).
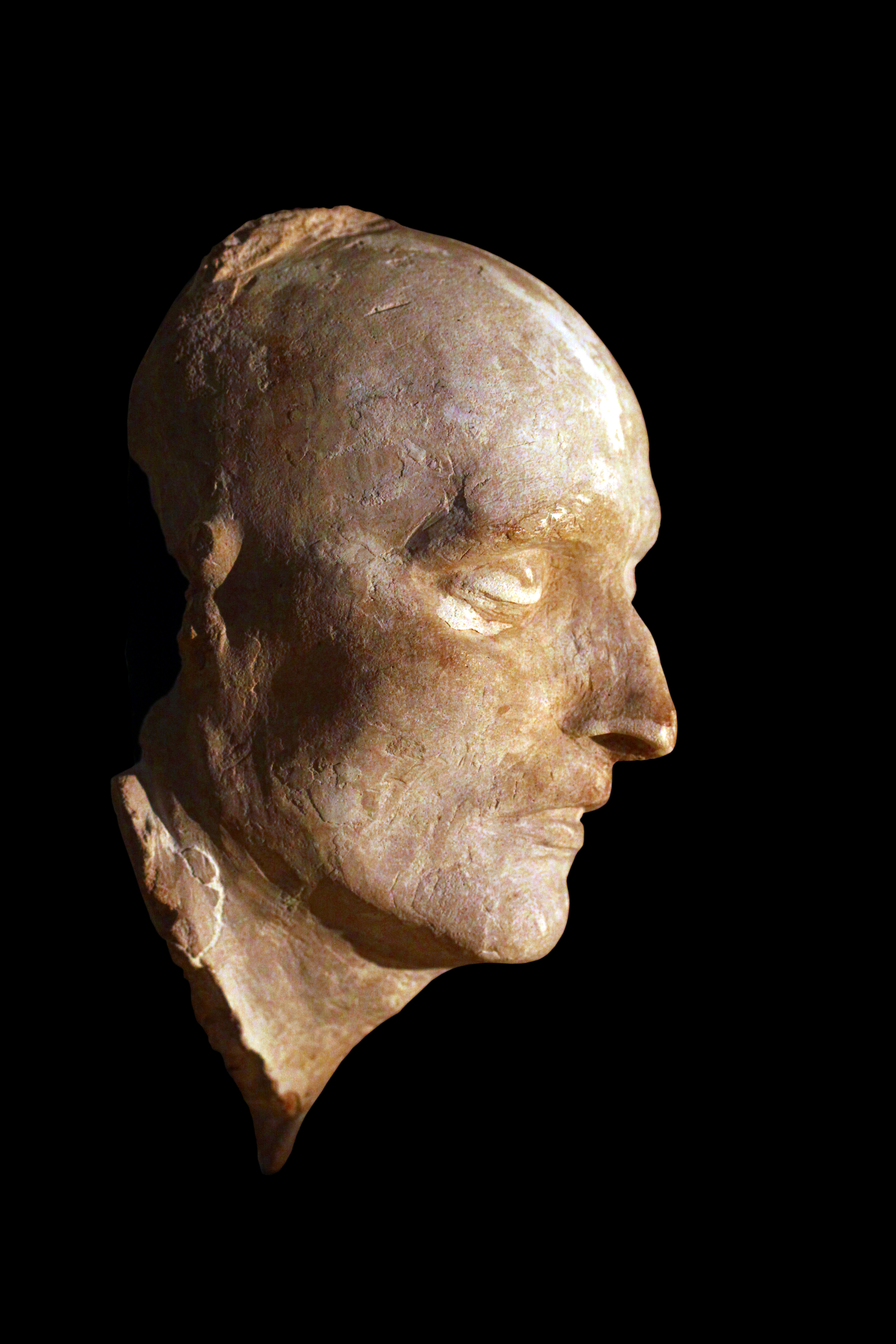
Masque mortuaire de Napoléon Ier par Antommarchi, exemplaire original exposé au musée de l'Armée.

### Masque chamanique
En chamanisme, l'officiant revêt une tenue cérémonielle, souvent accompagnée d'un masque.

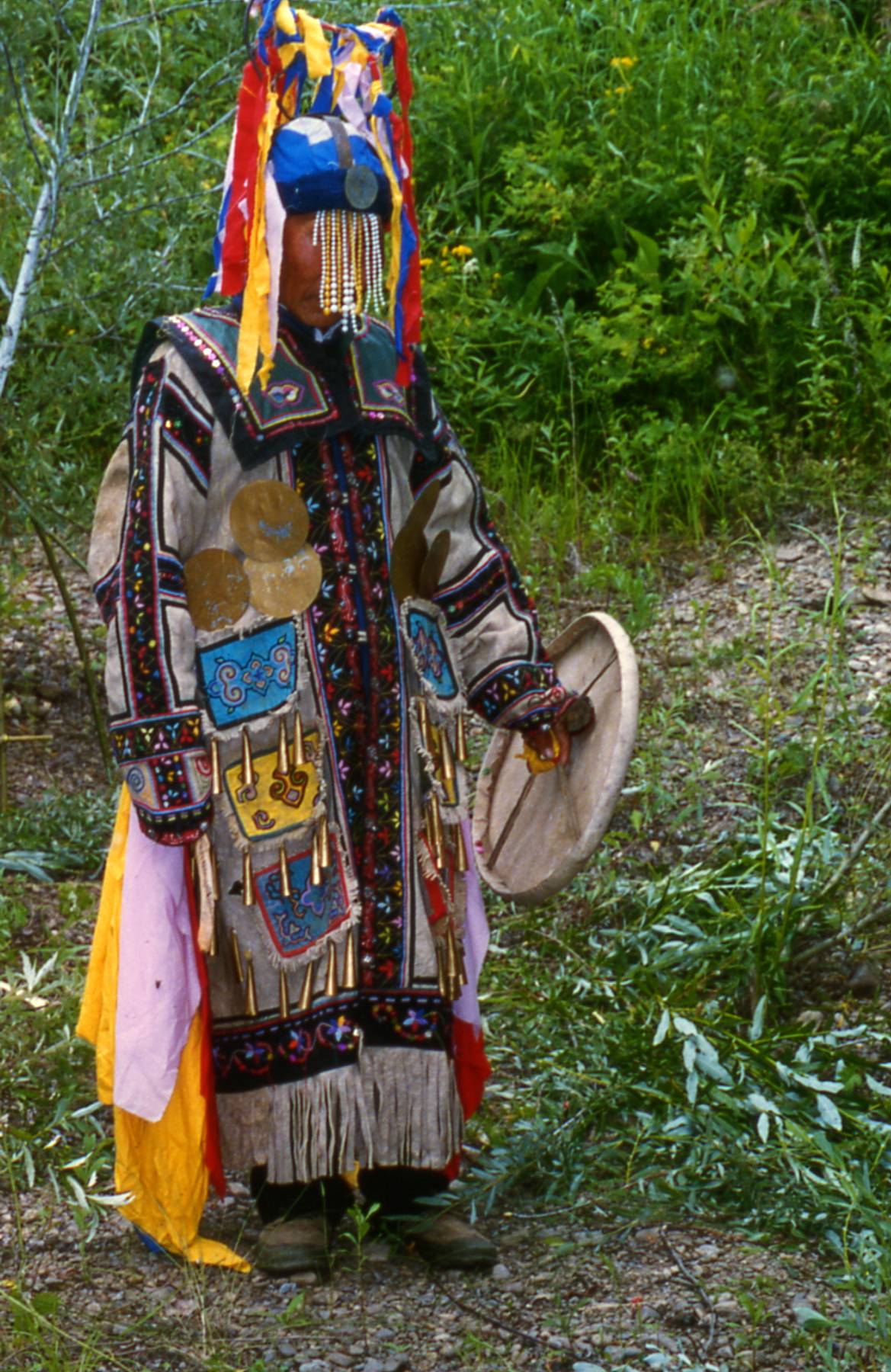
Chuonnasuan, le dernier chaman du peuple Oroqen (en 1994).
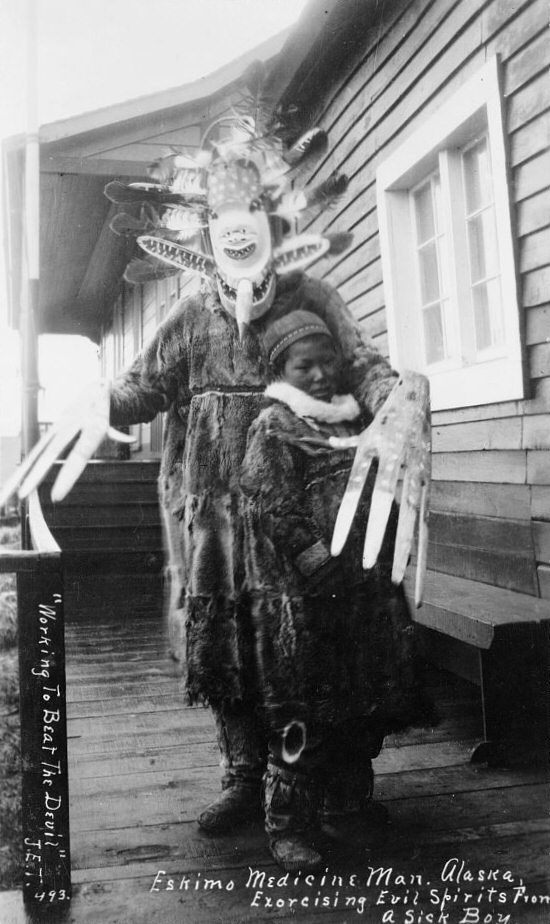
Yup'ik medicine man (en) en exercice. Nushagak, Alaska, 1890s[8].

### Masque de honte
Certaines sociétés font porter un masque d'infamie à ceux qu'elles veulent discréditer, comme une sorte de peine afflictive et infamante, au même titre que le pilori.
- Masque de honte, masque de châtiment, d'humiliation publique, particulièrement en Europe de l'Ouest.
- Klapperstein ou Klapperstein en Alsace.

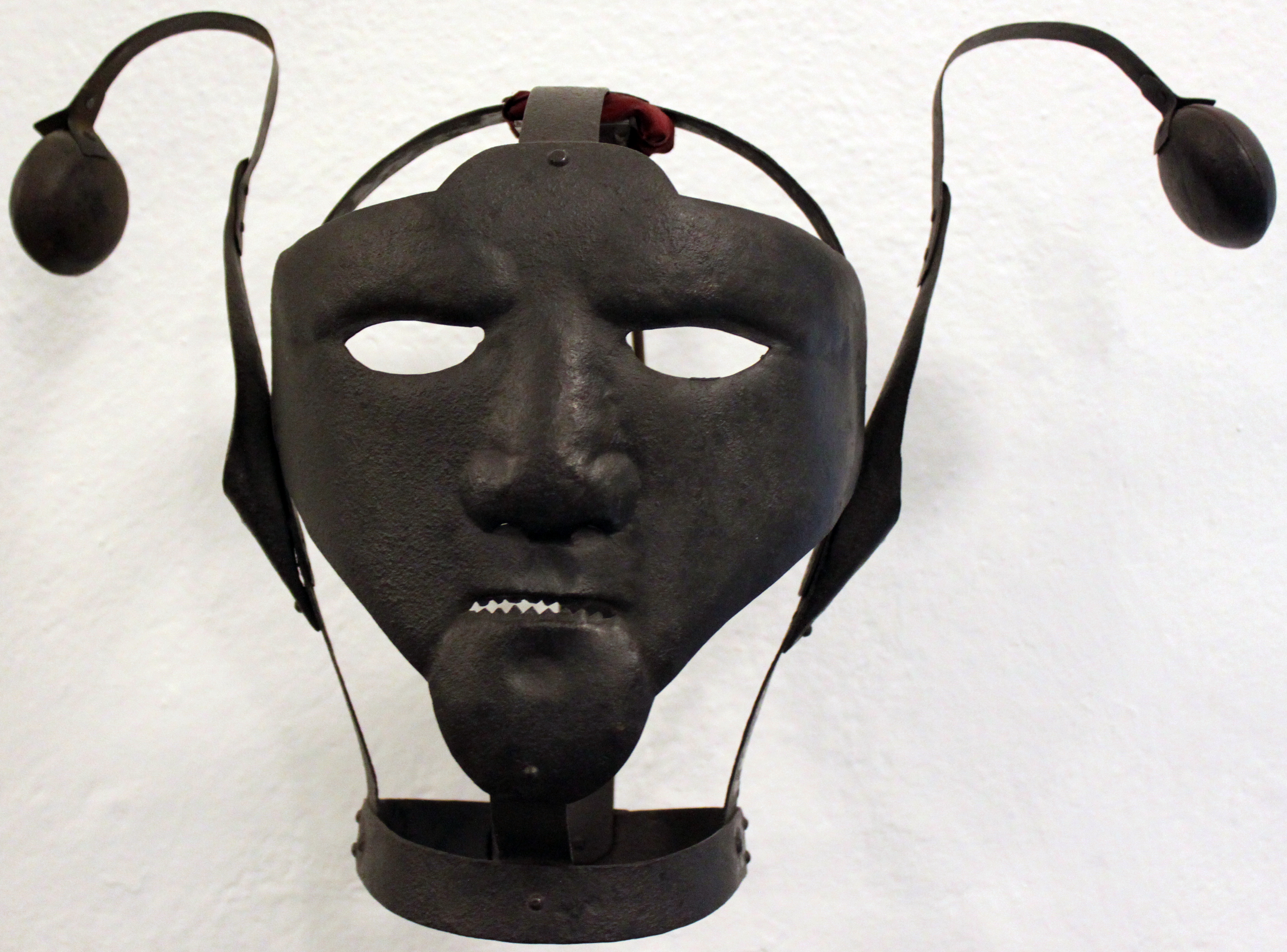
Masque de honte au Märkisches Museum Berlin, Allemagne, XVIIIe siècle.
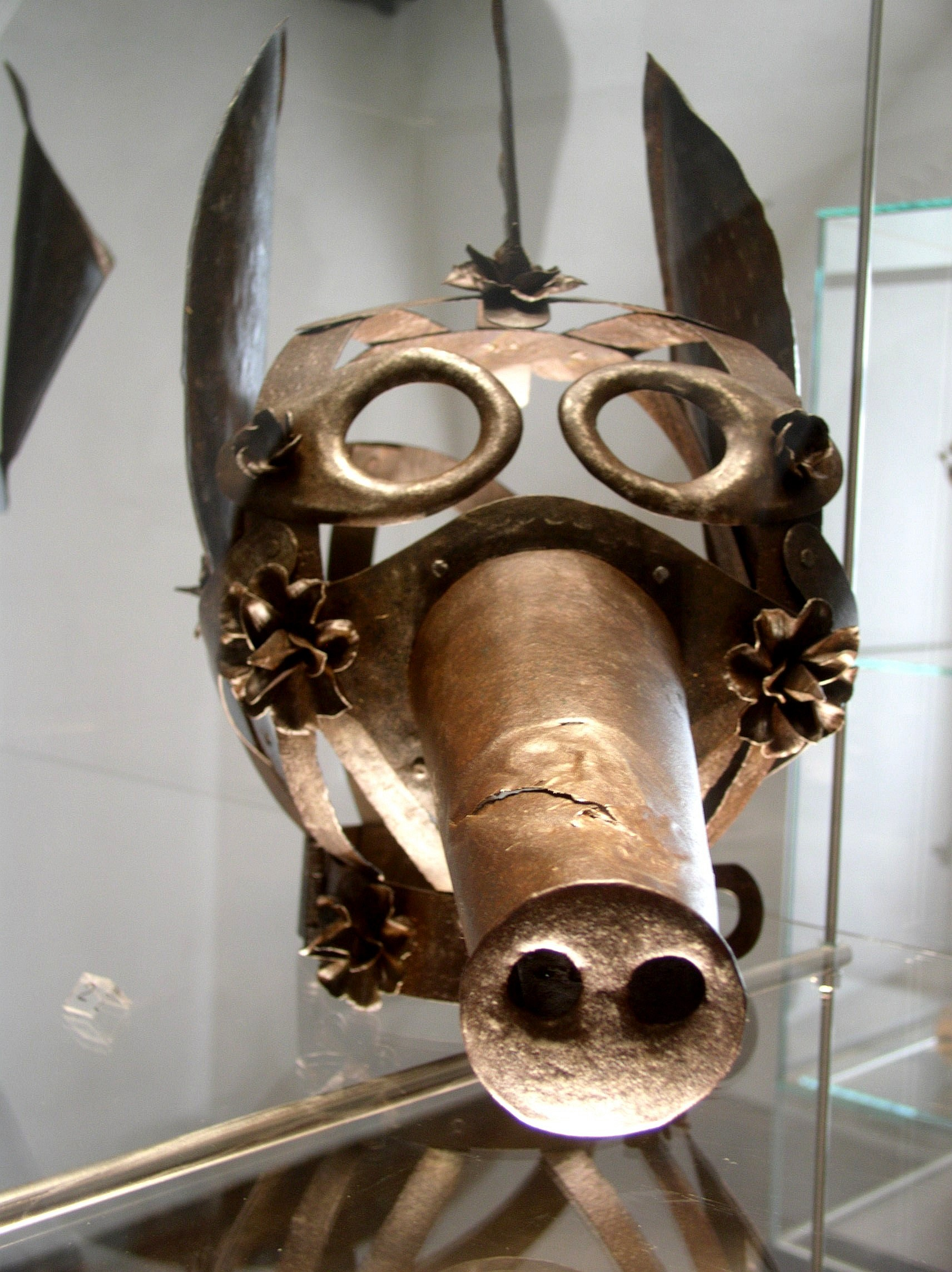
Masque de honte médiéval au musée de la Fortification de Salzbourg, Autriche.
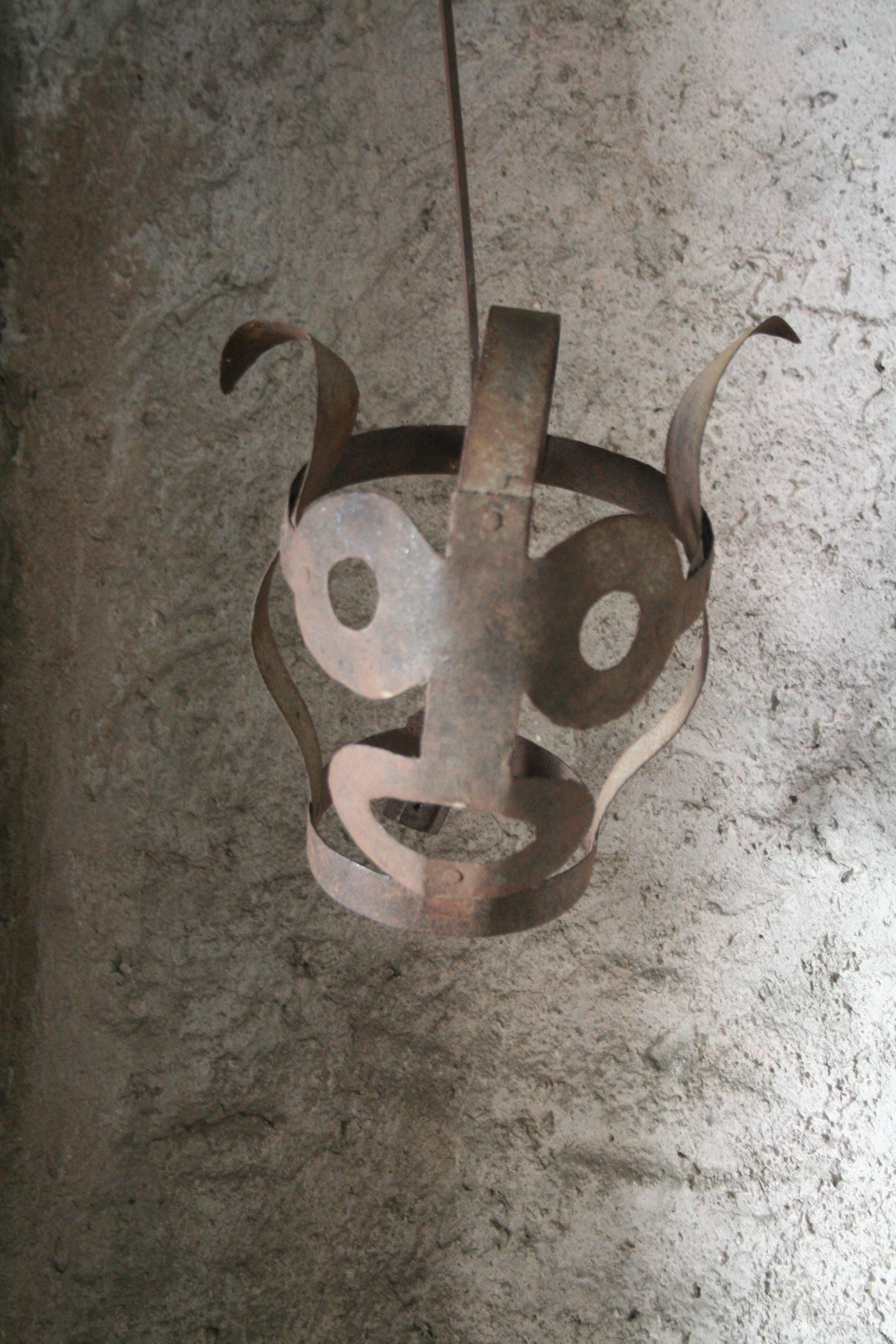
Masque de honte à Senvelenturm (de), Allemagne.
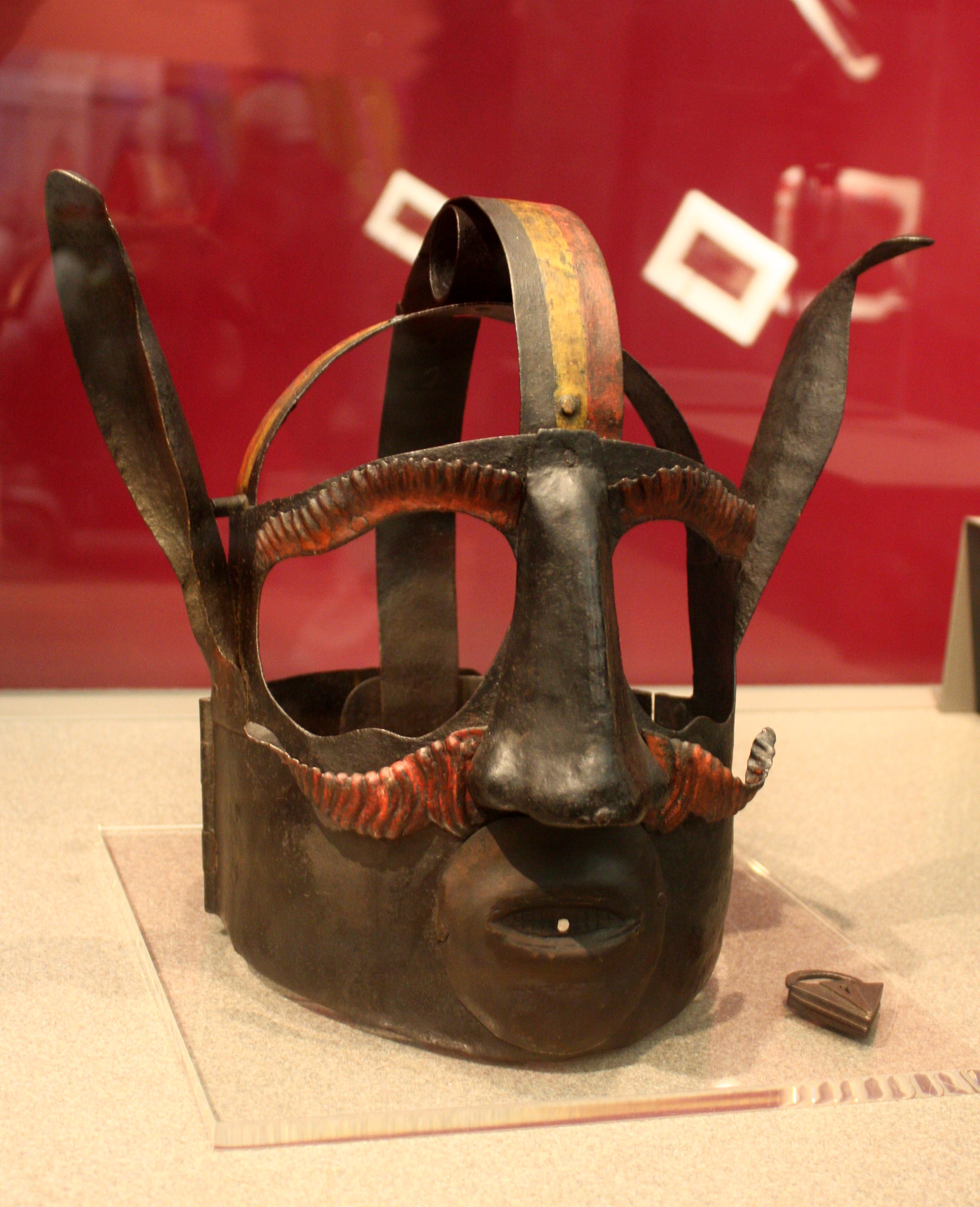
Masque de honte, Kelvingrove Art Gallery and Museum (Glasgow, Écosse, XVIe siècle).
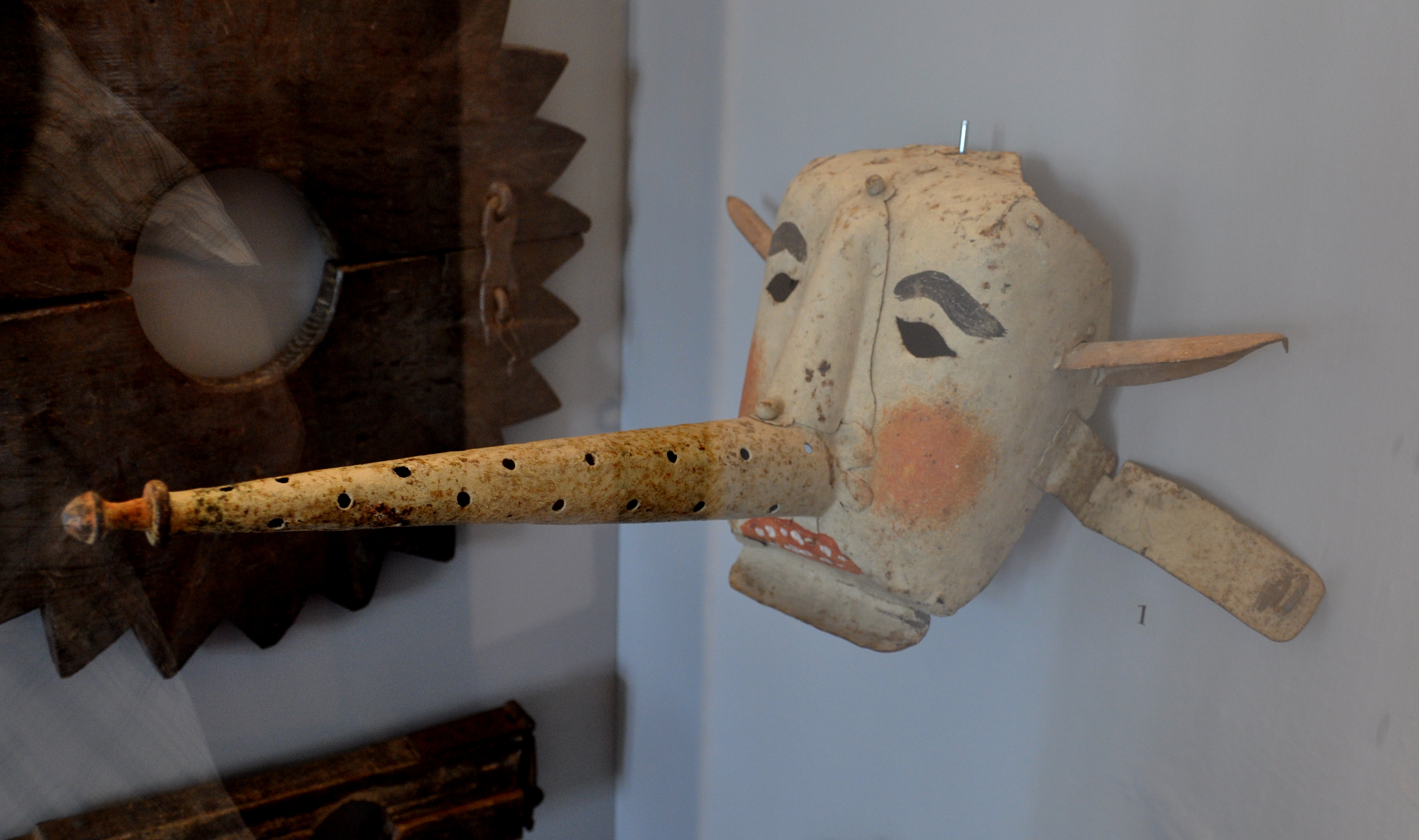
Masque de la honte, Waldburg, Allemagne.

## Masque de carnaval
Il est compliqué de distinguer les masques pour le théâtre, ceux pour la danse et ceux du carnaval ou de toute fête participative, ou cérémonie de type culte à mystères, rite de passage, initiation.
Les masques de carnaval sont très répandus :
- Masques régionaux italiens de Carnaval (it),
- Pièces de théâtre des mummers, Mummenschanz (compagnie)[9]
- Kaléta (Bénin)
- Les Masques César ( France)

Les articles Character mask (en) et Charaktermaske (de) proposent une analyse marxiste du masque en tant que médiateur des contradictions sociales, dont Augusto Boal et le Théâtre de l'opprimé est une réalisation, et que Dario Fo a pratiqué[pas clair].

## Masque de théâtre
- Maquillage
- Masque (spectacle baroque)
- Loup (masque)

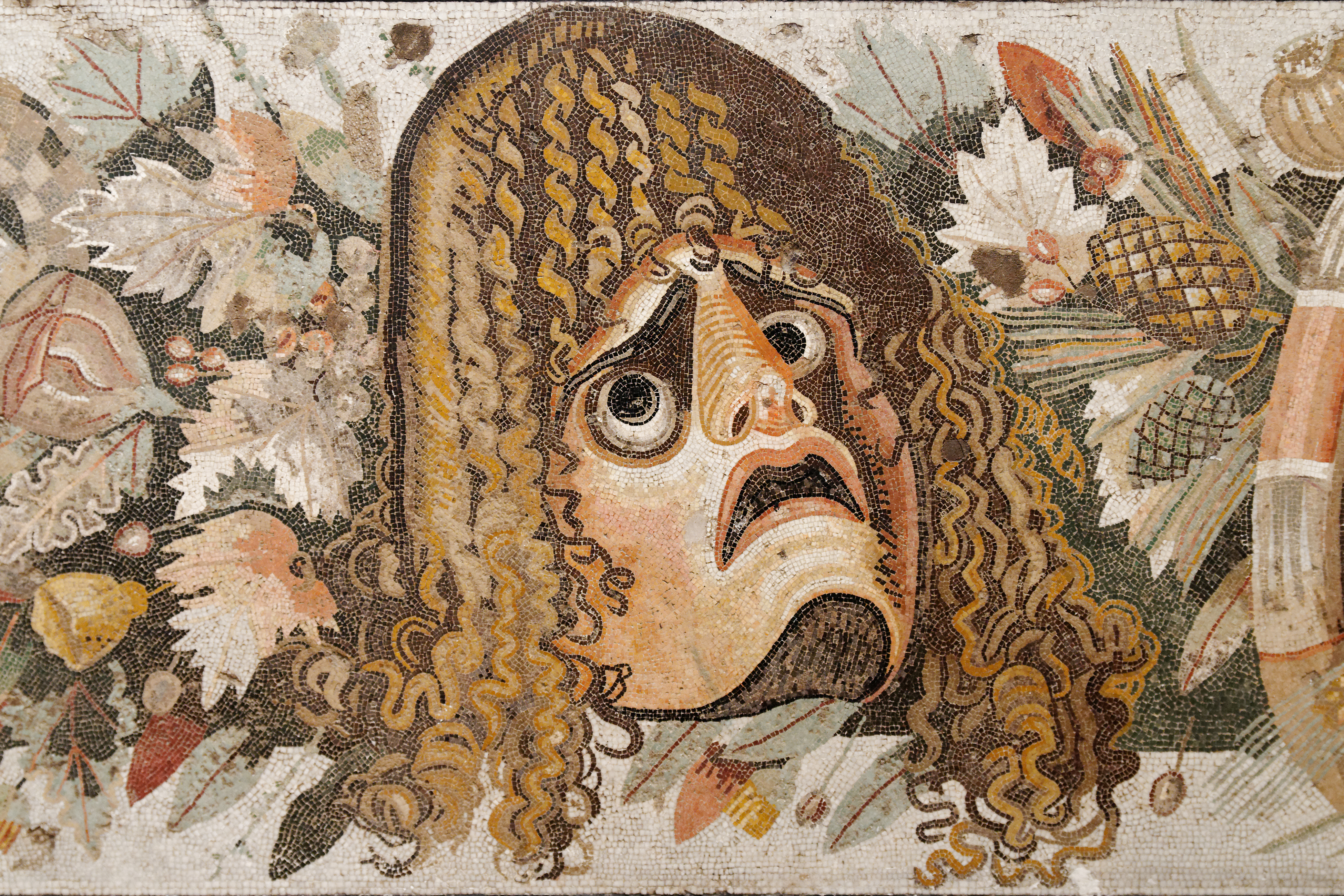
Masque tragique - Mosaïque romaine de Pompéi.

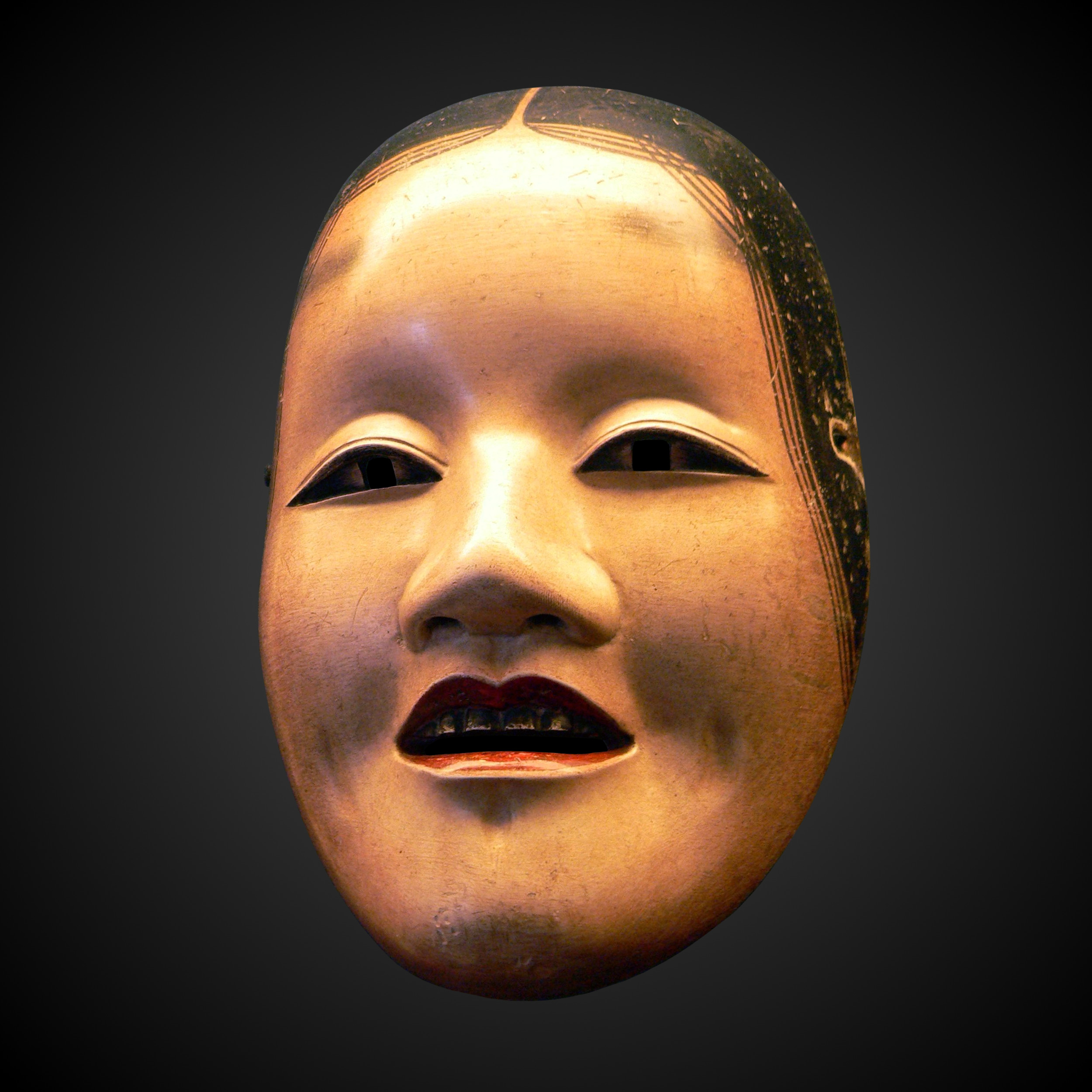
Masque de théâtre Nô.

- Mime, Pantomime, Mime corporel dramatique
- Persona (masque), Persona (psychologie analytique), masca, larva (larvatus prodeo (René Descartes)
- Prosopon (en), prosopion (avec volonté de dissimulation)
- Acteur
- Théâtre masqué extra-européen
  - Théâtre masqué balinais
  - Masques du théâtre japonais, Kabuki, Nô, Kyōgen, Nōgaku
  - Masque de théâtre coréen (en)
  - Danse Topeng, Tanggai dance
  - Inde : Kathakali, Theyyam, Buta Kola (en)
- Théâtre masqué européen
  - Tragédie grecque (acteurs masqués), Théâtre grec antique (masques), Comédie grecque[10], Drame satyrique[11]
  - Théâtre latin (costumes, masques)[12]
  - Commedia dell'arte
  - Masque (commedia dell'arte)
  - Familie Flöz
  - Compagnie Marie de Jongh
  - Tchiloli (Sao Tomé-et-Principe)
  - Synthèses[13],[14],[15]

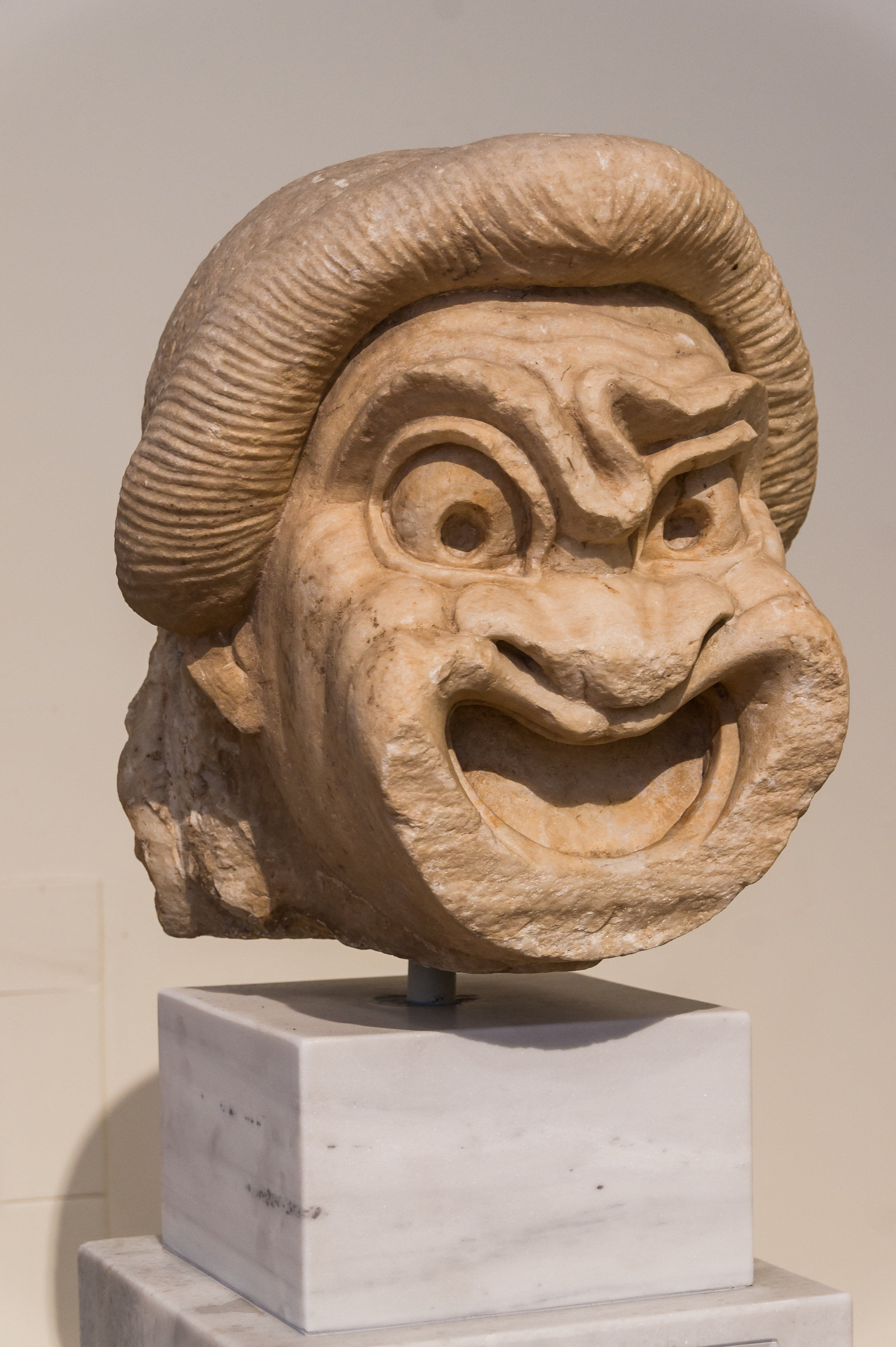
Masque d'esclave de la nouvelle comédie grecque.
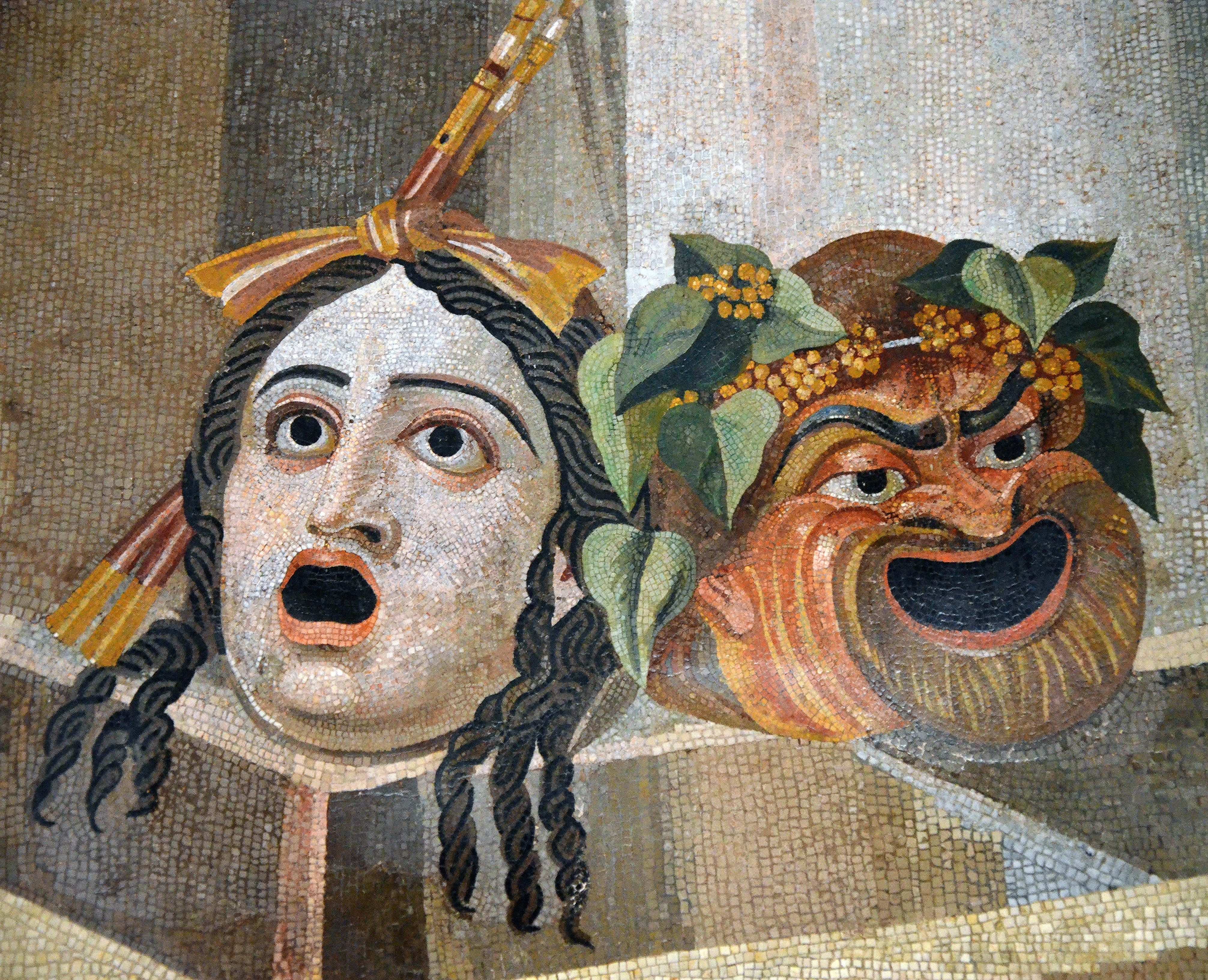
Masques de théâtre romain (Musée Capitolin, mosaïque, environ 100 avant notre ère).
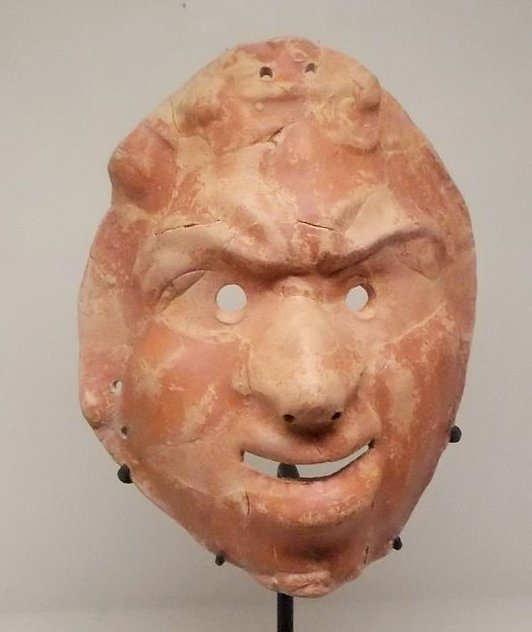
Masque ovale, Maison aux masques, Musée gallo-romain de Lyon.
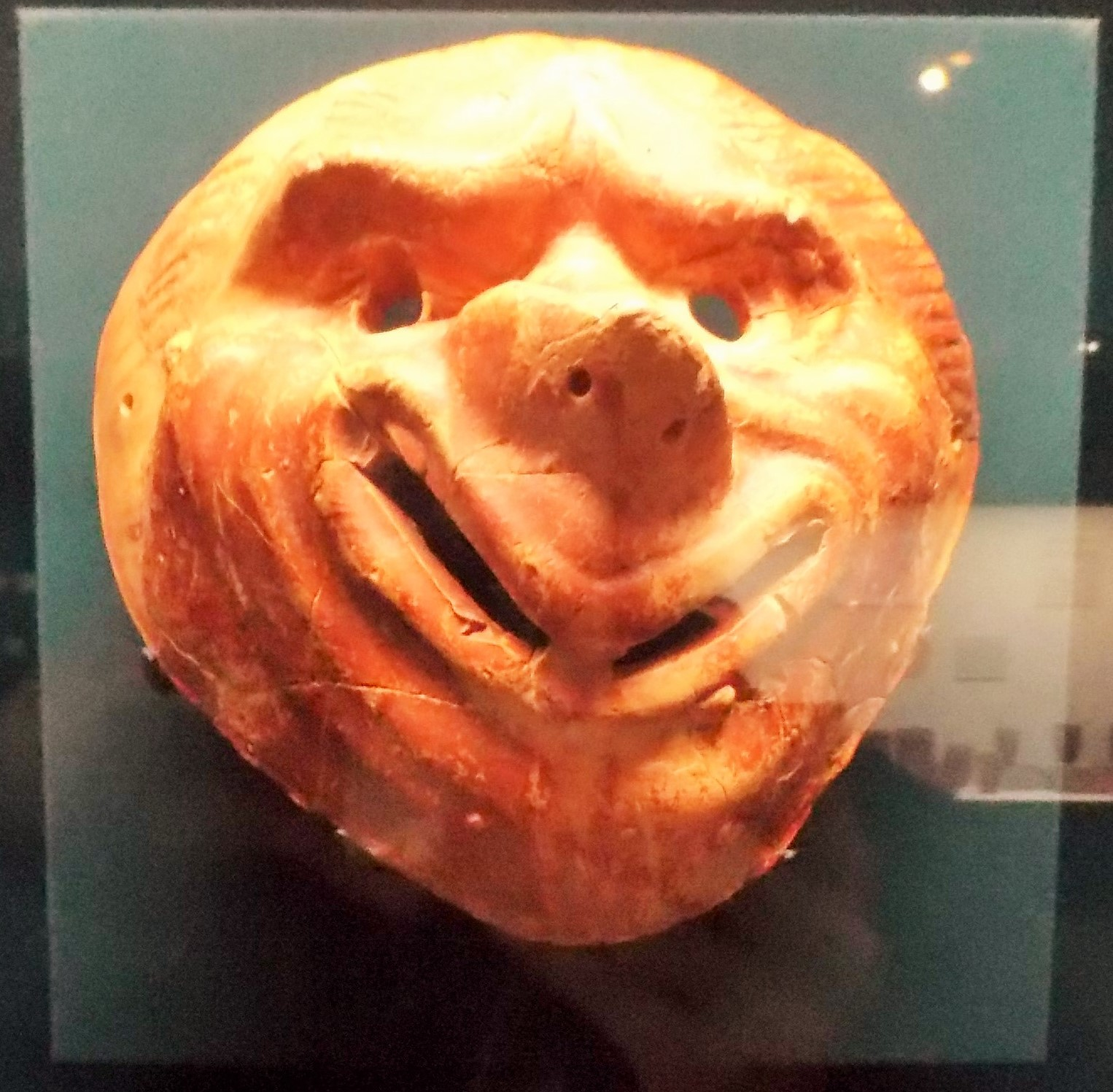
Masque rond, Maison aux masques, Musée gallo-romain de Lyon.
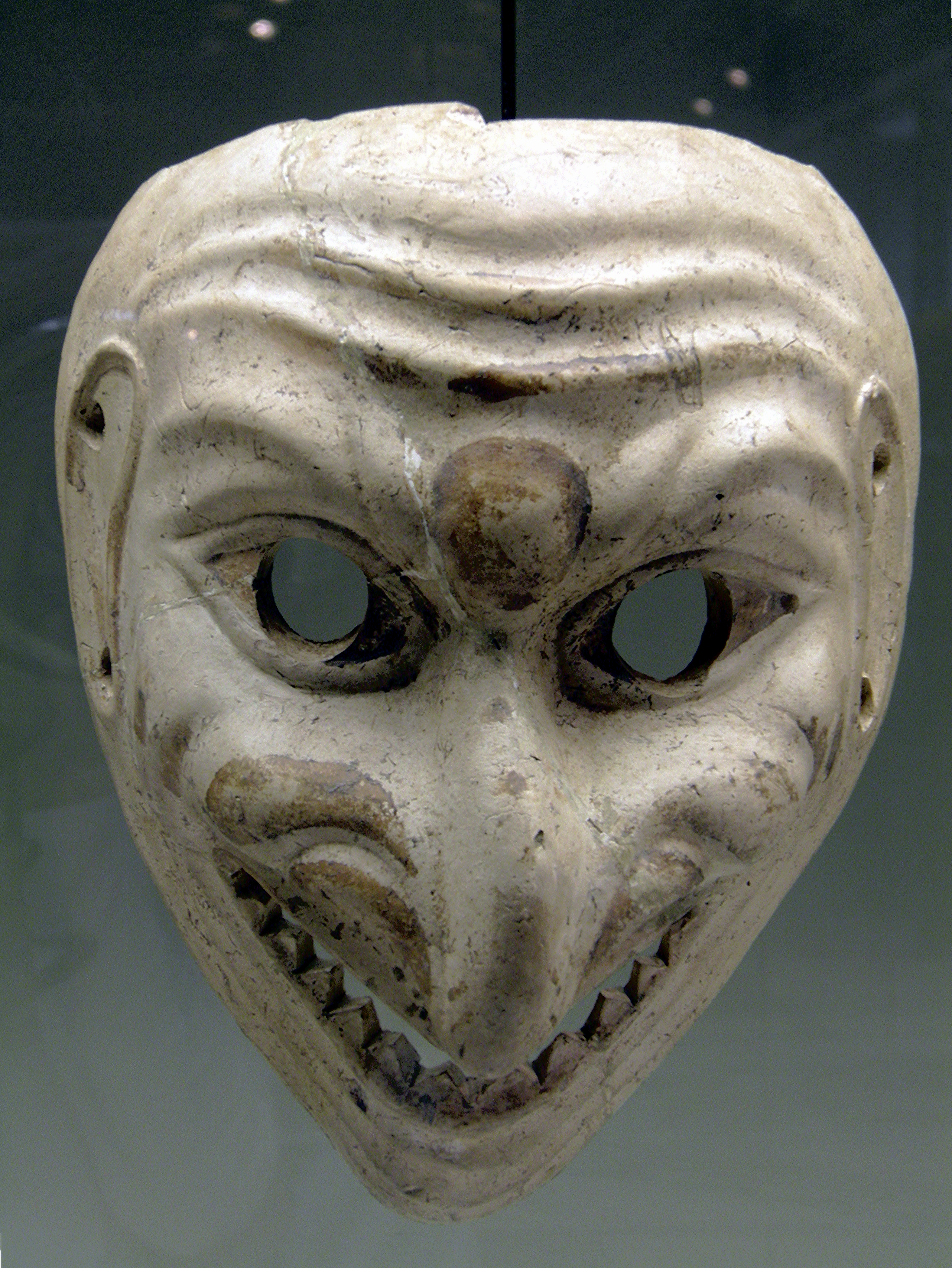
Masque romain de théâtre (Cologne, Allemagne).
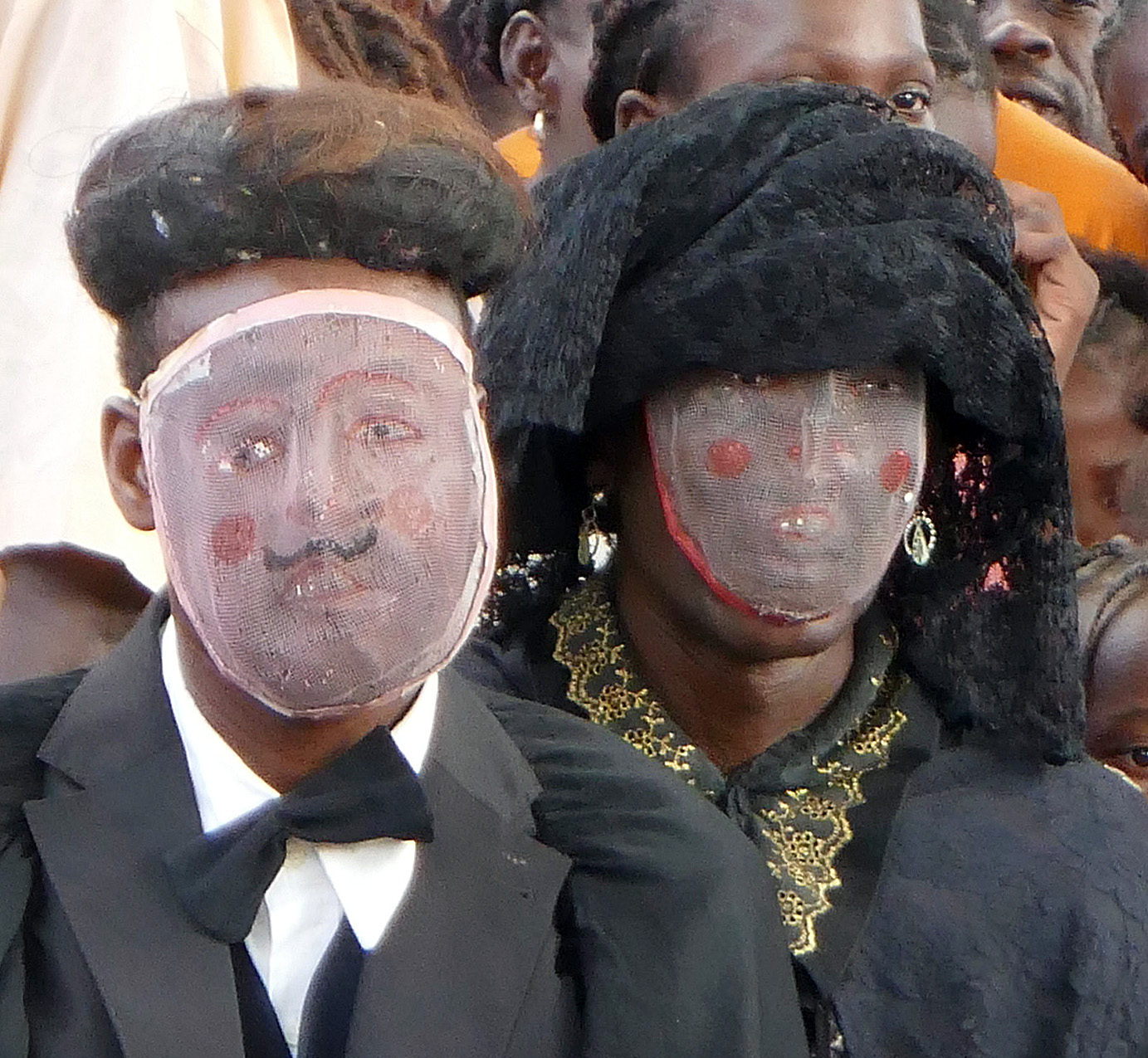
Masques de tchiloli à SãoTomé.
Masques symbolisant la tristesse (tragédie) et la joie (comédie).
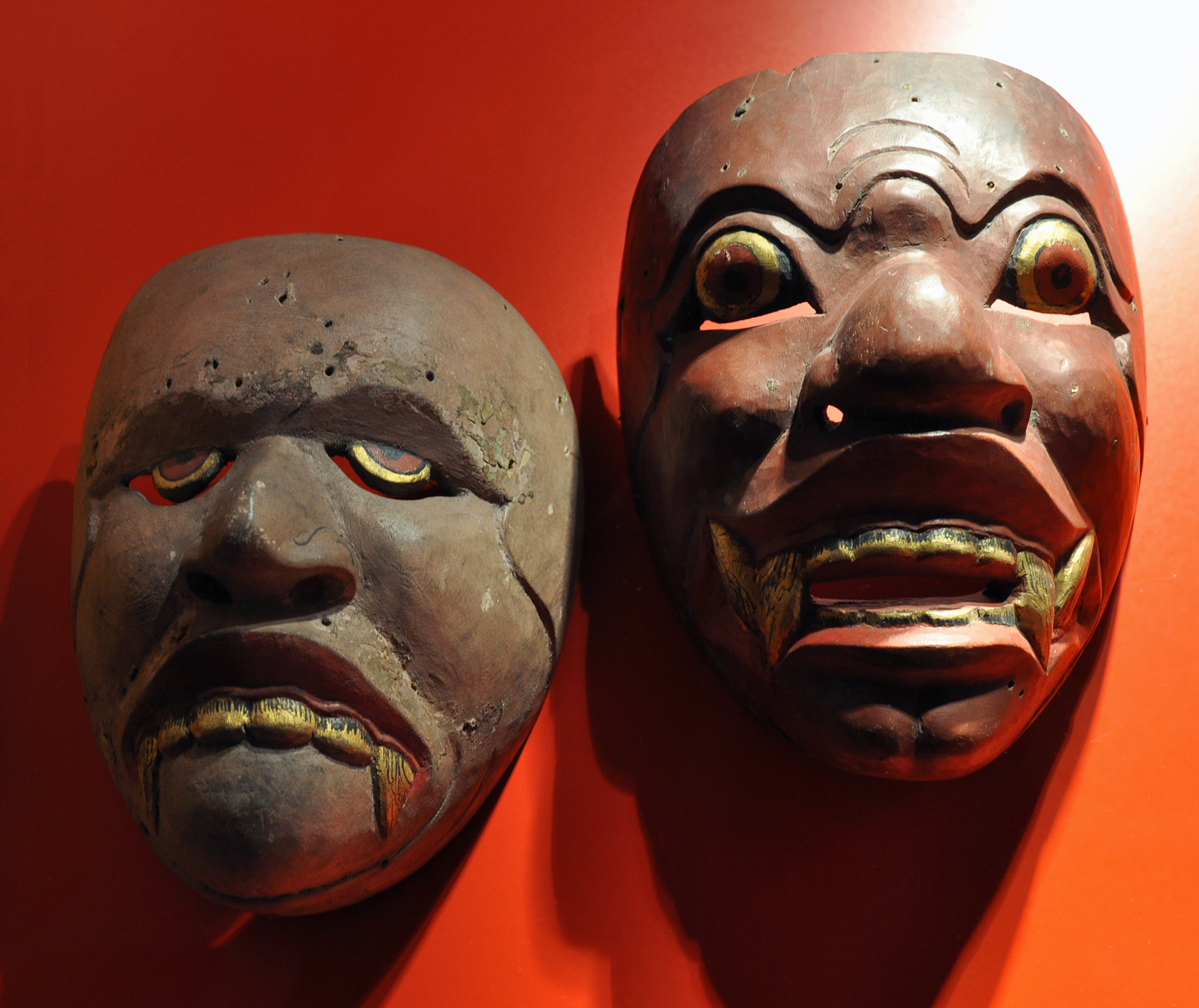
Masques javanais Wayang (Bruelles).
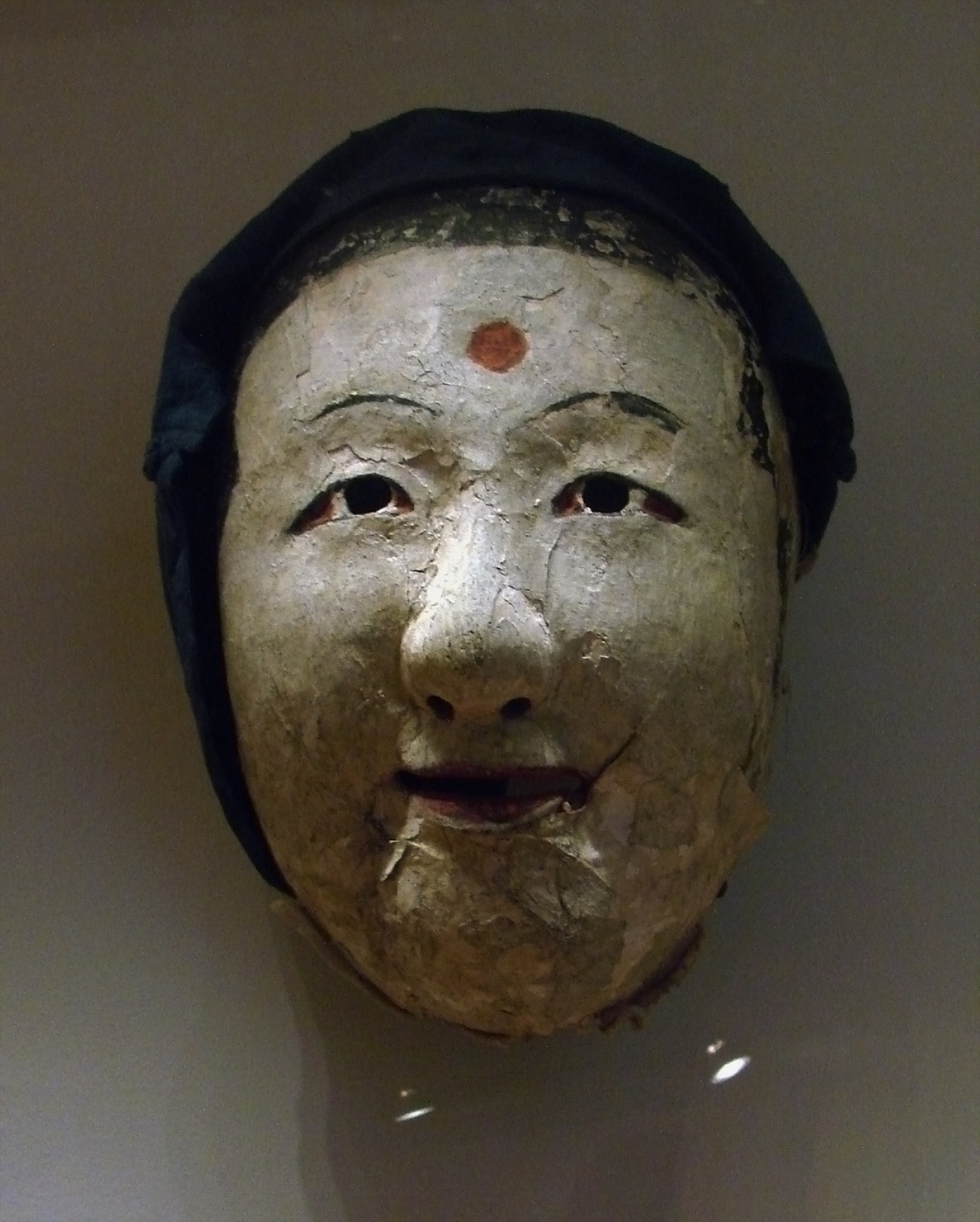
Masque coréen de théâtre (Musée Guimet, Paris).
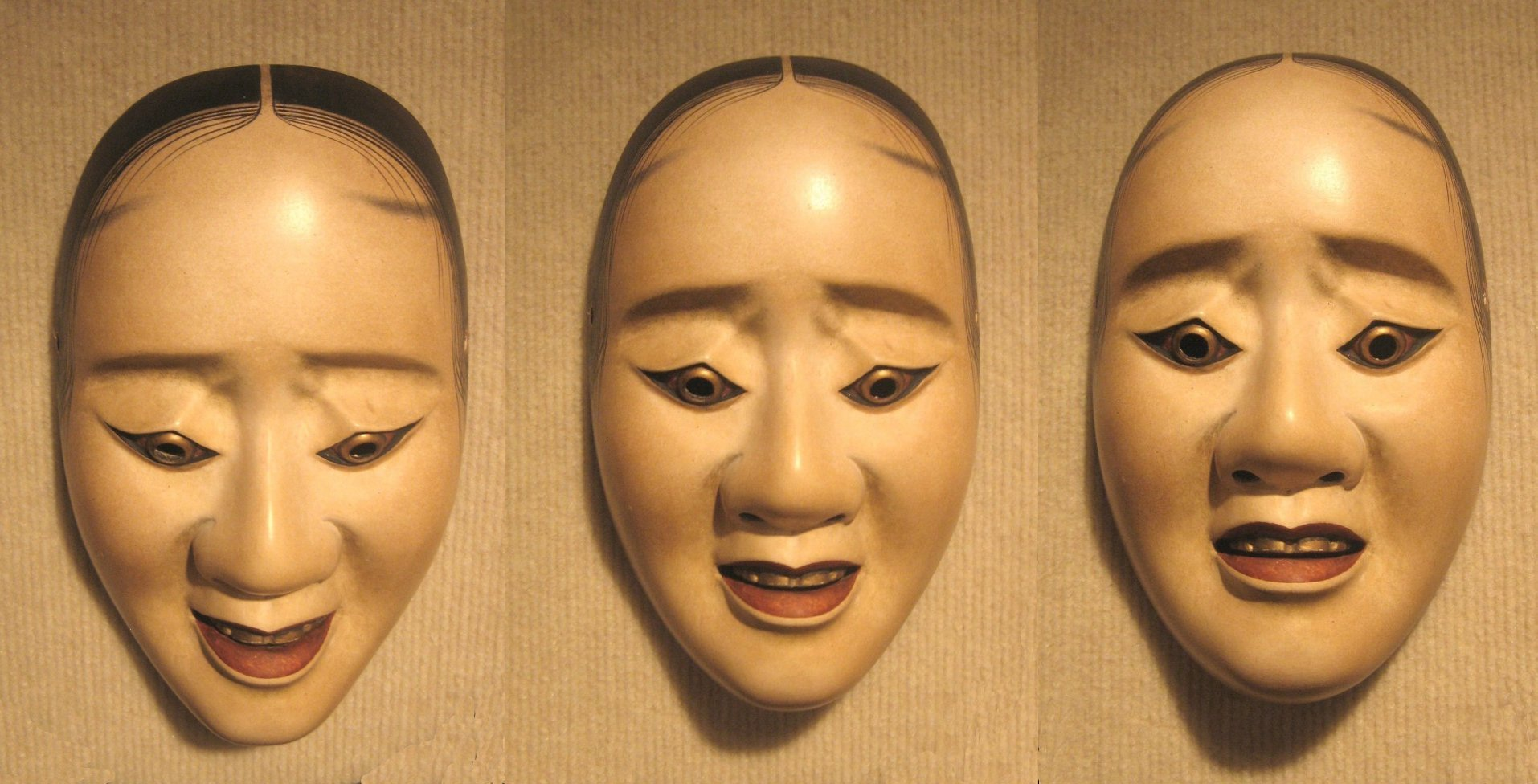
Trois images du même masque nô féminin, par simple changement d'inclinaison.
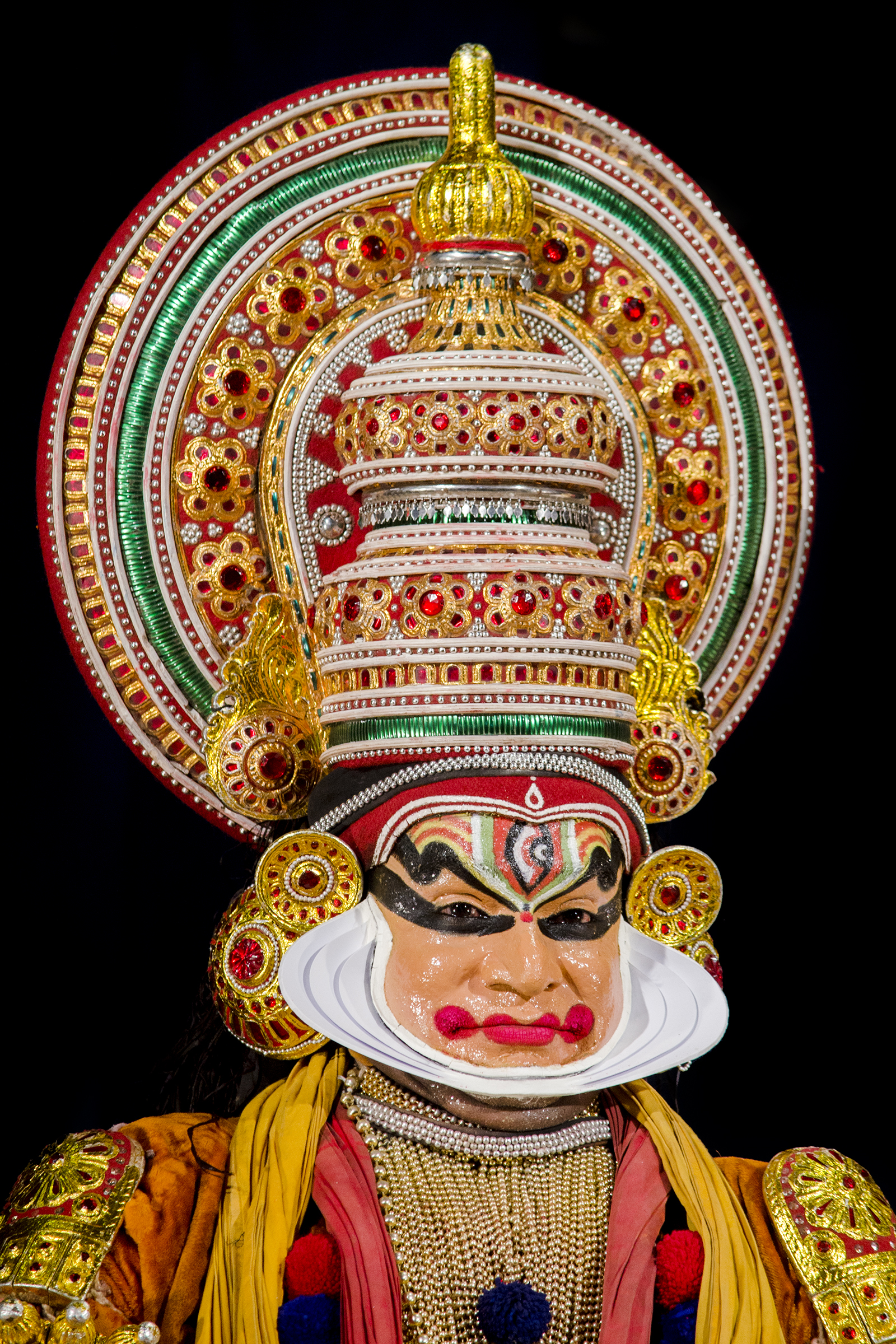
Artiste de Kathakali.
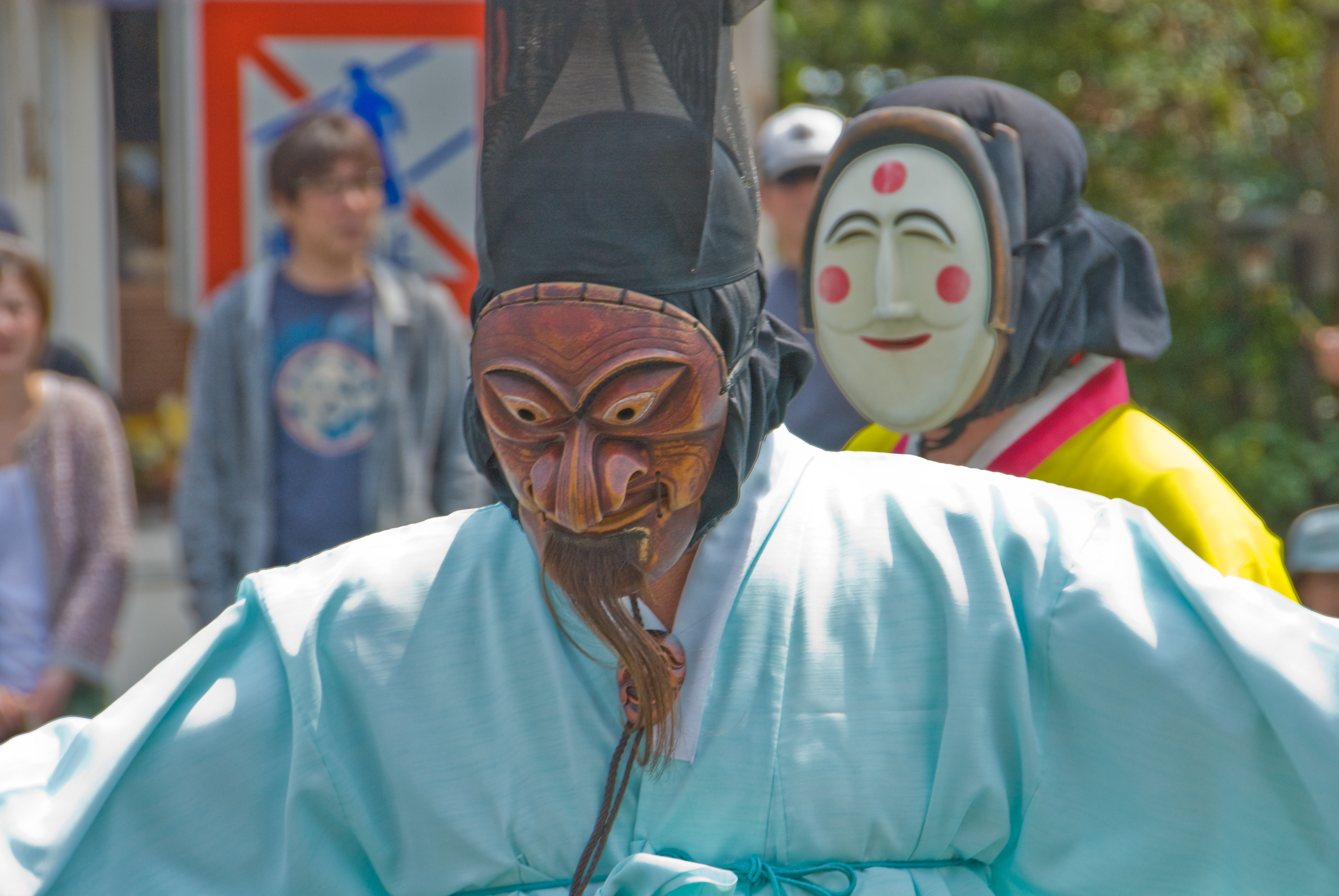
Masque coréen porté par un interprète de Talchum.
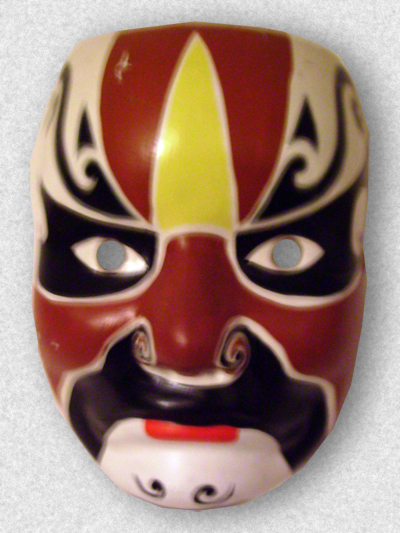
Masque de l'Opéra de Pékin.
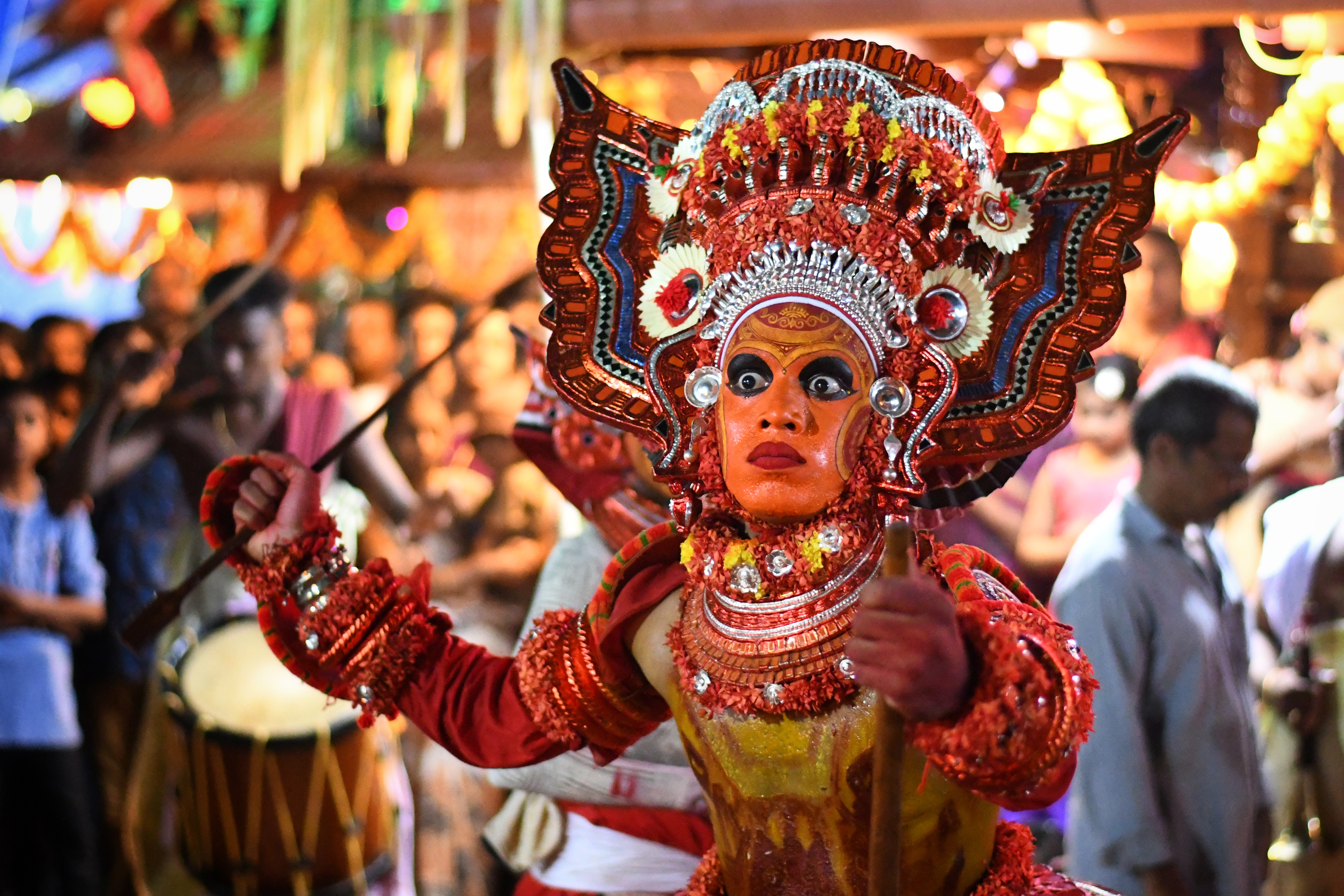
Masque Theyyam dans le Kerala, en Inde. Janvier 2020.

## Masque de cinéma
The Mask (film) (1994) est une bonne approche du rôle du masque au cinéma.

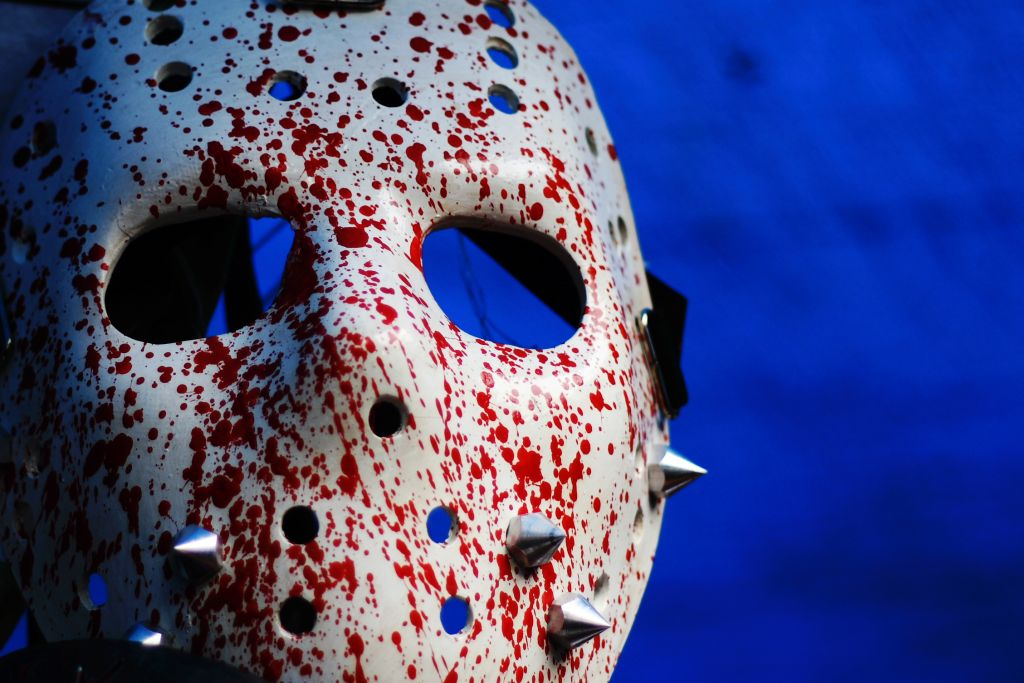
Masque de Jason Voorhees.
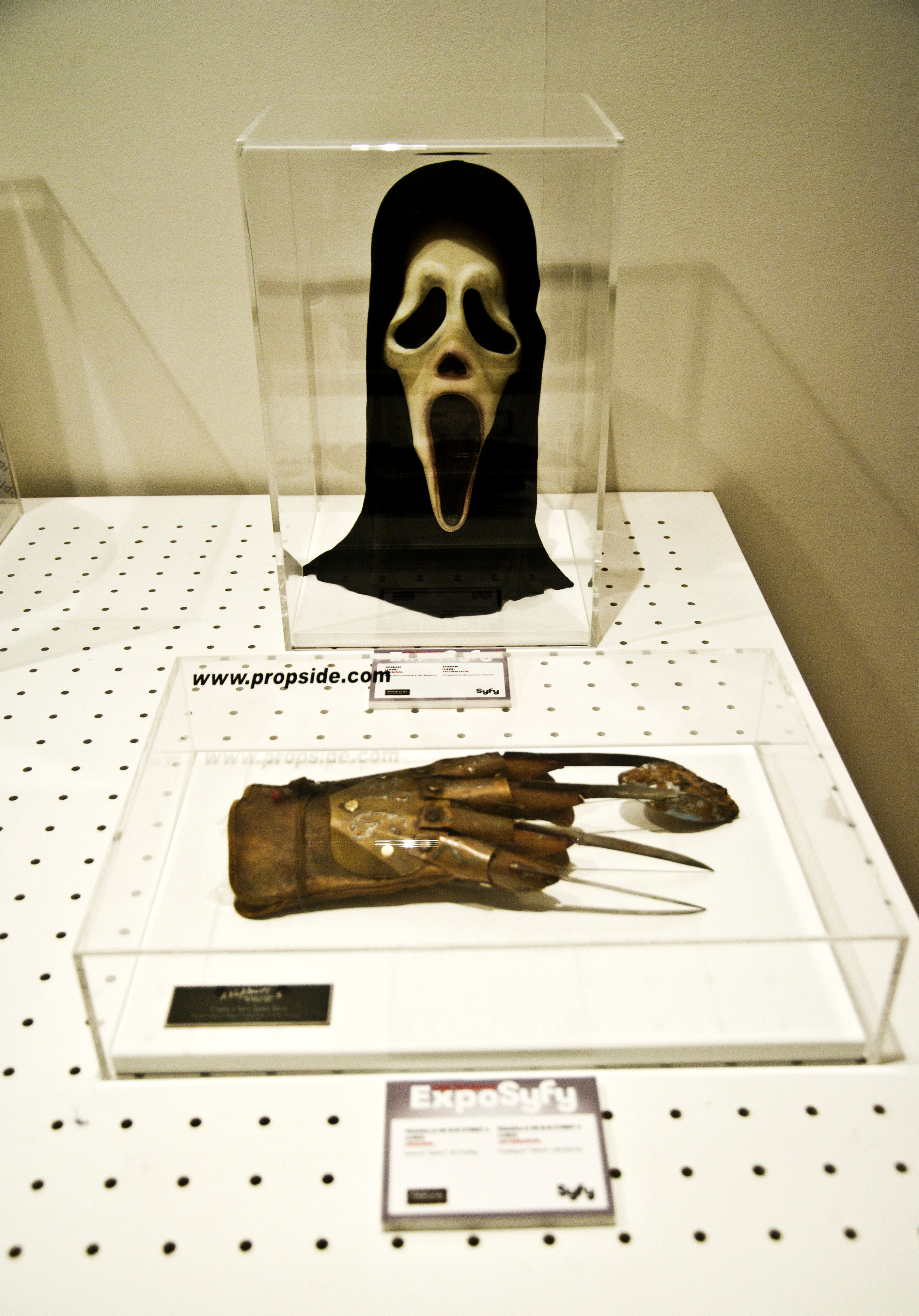
Réplique du masque de Ghostface.

## Masque sens symbolique ou métaphorique
Apparence trompeuse, et par extension celui qui porte un masque. Pour se protéger contre un danger, pour transgresser en toute impunité ou involontairement, pour dissimuler ses sentiments, etc. Emploi appartenant souvent au domaine psychologique.

## Autres
- Masque apotropaïque, Amulette, Talisman
  - Gorgoneion, tête de gorgones.
- Portraits des ancêtres (imagines majorum)